# Benito Mussolini
« Mussolini » redirige ici. Pour les autres significations, voir Mussolini (homonymie).
Benito Mussolini (en français : /benito mysɔlini/ ; en italien : /beˈniːto mussoˈliːni/), né le 29 juillet 1883 à Predappio et mort le 28 avril 1945 à Giulino di Mezzegra, est un journaliste, idéologue et homme d'État italien, fondateur du fascisme.
Il gouverne l’Italie pendant plus de vingt ans, en tant que président du Conseil des ministres du royaume d'Italie du 31 octobre 1922 au 25 juillet 1943, premier maréchal d'Empire du 30 mars 1938 au 25 juillet 1943, et chef de la République sociale italienne de septembre 1943 à avril 1945. Il est couramment désigné par le terme « Duce », mot italien dérivé du latin Dux et signifiant « Chef » ou « Guide ».
Instituteur, puis journaliste, militant syndicaliste révolutionnaire, il a une jeunesse agitée, s’expatriant deux ans en Suisse où il complète sa formation politique. Secrétaire de la fédération de Forli, puis membre de la direction nationale du Parti socialiste italien et directeur du quotidien Avanti! en 1912, il en est exclu en 1914 quand il se déclare favorable à l'entrée en guerre contre les Empires centraux. Il crée son propre journal interventionniste, Il Popolo d'Italia, et fonde le 11 décembre 1914 le Faisceau d'action révolutionnaire interventionniste, un mouvement qui reprend les bases programmatiques des Faisceaux d'action internationaliste, notamment la volonté que l'Italie entre dans la Première Guerre mondiale dans l'espoir de provoquer une révolution.
Une fois la guerre déclarée, Mussolini devient caporal dans les Bersagliers. Le 23 mars 1919, il fonde les Faisceaux de combat avec un programme révolutionnaire, nationaliste et anticlérical. Appuyé par les milices squadristes, il s'allie avec le Parti libéral italien aux élections législatives de 1921 pour faire élire des députés fascistes. Il fonde le 9 novembre 1921 le Parti national fasciste (PNF).
Après la spectaculaire marche sur Rome en octobre 1922, il est nommé président du Conseil des ministres par le roi Victor-Emmanuel III, et obtient une majorité absolue à la Chambre des députés lors des élections législatives de 1924. Il instaure une dictature qui dure plus de vingt ans : le ventennio. Ne jugeant pas l'opinion prête, il n'ose cependant pas supprimer la royauté et épargne le roi.
À l'apogée du régime, il bénéficie du soutien au moins passif de la population à qui il apporte l'ordre et des satisfactions à la fois matérielles et de prestige (législation sociale, grands travaux de Rome, assainissement des Marais pontins). En politique extérieure, après un certain respect de l'équilibre européen par la signature des accords de Locarno, puis un éphémère front défensif avec le Royaume-Uni et la France lors de la conférence de Stresa, il déclenche la seconde guerre italo-éthiopienne et s'implique dans la guerre d'Espagne en 1936 pour soutenir Francisco Franco.
À la suite de sanctions de la Société des Nations et l'avènement du Front populaire en France en 1936, Mussolini se rapproche d'Adolf Hitler et instaure des lois raciales en 1938. Il ordonne l'invasion de l'Albanie puis signe le pacte d'acier avec le Troisième Reich en 1939. Il entre dans la Seconde Guerre mondiale le 10 juin 1940 aux côtés de ce dernier, alors que la France est déjà vaincue. Par la suite, il essaie de mener une guerre parallèle dans son rayon d'action, la mer Méditerranée, mais échoue dans sa tentative d'invasion de la Grèce et doit faire appel à l'aide d'Hitler. Mussolini prend la décision d'intervenir dans l'opération Barbarossa en URSS, et déclare la guerre aux États-Unis.
Après la défaite des armées italo-allemandes face aux Alliés lors de la campagne de Tunisie et le débarquement allié en Sicile, une conjuration impliquant le roi, l'ancienne classe dirigeante et le Grand Conseil du fascisme entraîne la chute de Mussolini et son incarcération. Libéré par les Allemands au terme de l'opération Eiche dans les montagnes du Gran Sasso, il instaure la République sociale italienne, sous contrôle nazi. Cet État fantoche coupe le pays en deux et provoque la guerre civile italienne, entre les milices du régime aidées par la SS et la Gestapo, et les partisans communistes et antifascistes coordonnés par un Comité de libération nationale.
Le 25 avril 1945, alors qu'il tente de fuir, il est arrêté et exécuté avec sa maîtresse Clara Petacci ; leurs corps sont pendus sur la Piazzale Loreto, à Milan.

## Biographie

### Jeunesse (1883-1902)

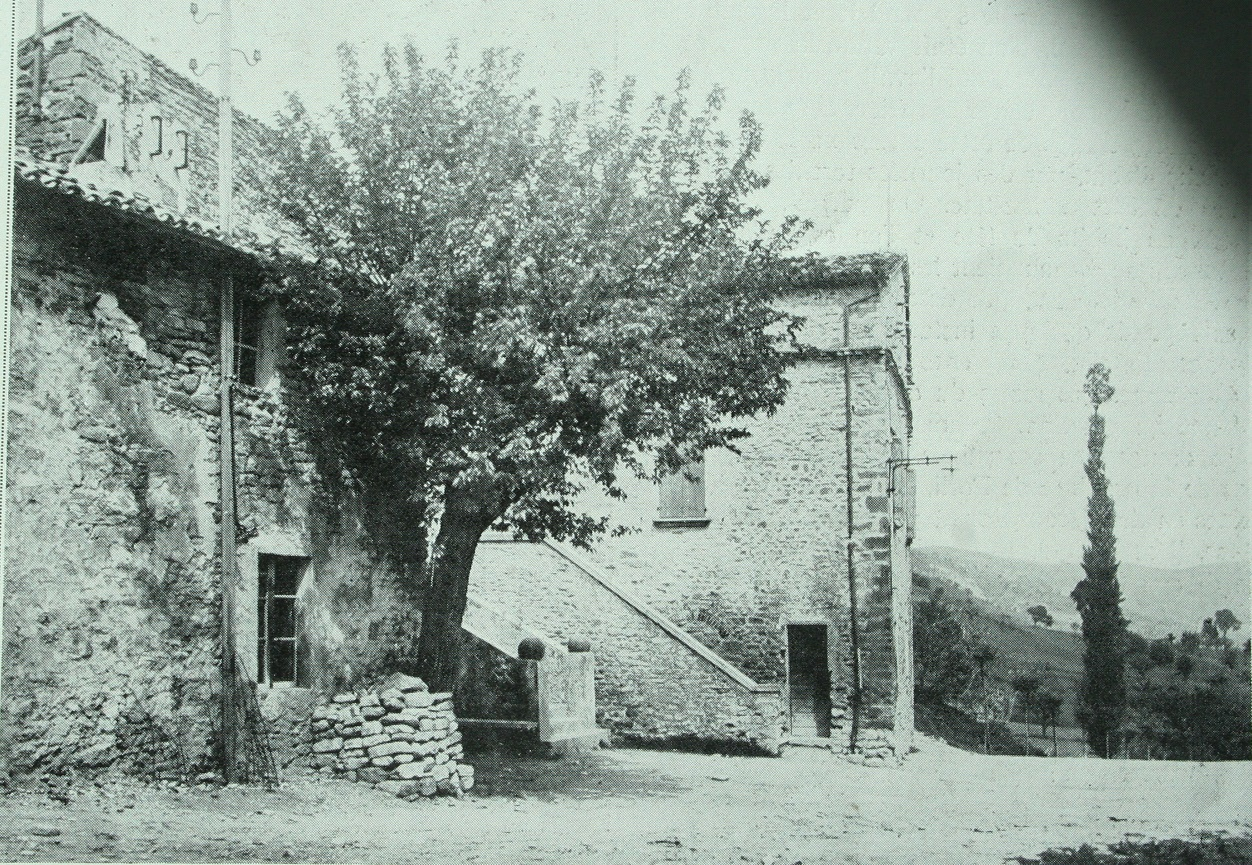
Maison natale de Mussolini à Predappio. Au bas de l'escalier, la porte de la forge paternelle.

Fils d’un forgeron, Alessandro Mussolini, et d’une institutrice, Rosa Maltoni, Benito Mussolini naît le 29 juillet 1883 à Varani dei Costa, un hameau de la commune de Dovia di Predappio (aujourd'hui Predappio) dans la province de Forlì-Césène en Émilie-Romagne.
Son prénom est un hommage à Benito Juárez, le héros national et libéral du Mexique. Son père, à la fois maréchal-ferrant et cafetier, est un meneur syndical et révolutionnaire, fort en gueule et volontiers bagarreur, grand coureur de jupons, avec un penchant pour la boisson. Il a façonné la culture politique de son fils par ses conversations et les livres qu’il lui a donnés à lire. On sait qu’il lisait Les Misérables, son livre de chevet, dans le texte d’origine. Jean Valjean et Napoléon seront toujours les deux héros de Mussolini. « Mon socialisme est né bakouniniste, à l’école du socialisme de mon père, à l’école du socialisme libertaire de Blanqui ».
Sa mère, fille d’un vétérinaire, institutrice dans un milieu rural encore largement analphabète, ne manque pas d’autorité. Pieuse, elle a imposé à Alessandro, anticlérical forcené, un mariage catholique et elle enverra Benito à 9 ans chez les pères salésiens de Faenza malgré les réticences de son mari.
Le couple est uni malgré ses différences politiques et religieuses et l’enfance de Benito est heureuse. Il a un frère cadet, Arnaldo (1885-1931) pour lequel il éprouve une vive affection et qui sera, jusqu’à sa mort d’une crise cardiaque, un collaborateur fidèle et admiratif jouant auprès de lui un rôle modérateur, et une sœur discrète, Edvige (1888-1952), une des rares personnes de son entourage à qui il se confie et parfois demande conseil.
Les deux années qu’il va y passer chez les pères salésiens vont faire de lui un révolté. Les injustices qu’il constate vont développer chez lui une haine des possédants qu’il conservera toute sa vie : au réfectoire, il y a la table de ceux qui payent 60 lires de pension mensuelle, puis celle de ceux qui paient 45, enfin la plus nombreuse, où il se trouve, de ceux qui paient 30 lires. Il est traité sans bienveillance (« C’est le fils d’un chef du peuple (capo popolo) », a-t-il entendu dire au directeur parlant de lui) et ne peut se plier à la dure discipline du collège, aux vexations et aux punitions. À la suite d’une dispute, il blesse un camarade d’un coup de canif. Mis au cachot, on lui laisse finir l’année, en le rétrogradant dans la classe inférieure, mais on ne le réinscrit pas pour l’année suivante.
Il poursuit ses études au collège Carducci de Forlimpopoli, un établissement laïc cette fois, où il reste sept ans, dont trois en école normale. Ses résultats sont bons, s’il reste rétif à la discipline : il est exclu deux fois de l’internat, une fois à la suite d’un pugilat où il a joué du canif, une autre fois pour avoir découché. Sous l'influence de son père, il se rapproche du militantisme et fréquente les cercles socialistes de Forlimpopoli et de Forlì. Il assiste à des réunions publiques et y prend la parole. Plus tard, lors de ses entretiens avec Emil Ludwig, il évoque ainsi son adhésion au socialisme, :

« Ce qui domine, c’est l’indignation. J’avais sous les yeux les souffrances de mes parents ; à l’école, j’avais été humilié ; alors j’ai grandi comme révolutionnaire, avec les espoirs des déshérités. Qu’aurais-je pu devenir d’autre que socialiste à outrance, blanquiste, plutôt communiste au fond ? »

En dernière année, il est considéré comme le meilleur élève de sa classe. Il finit ses études à 17 ans en juillet 1901 avec un diplôme d’instituteur et trouve son premier poste sur recommandation de son père à Gualtieri, petite commune socialiste d’Émilie. Il touche un salaire de misère : 56 lires par mois alors que sa pension lui coûte 40 lires. Son contrat n’est pas renouvelé sans doute à cause de la liaison qu’il entretient avec une jeune femme dont le mari fait son service militaire ou à cause de son comportement jugé violent et provocateur.
Il décide alors de s’expatrier pour raisons économiques comme beaucoup d’Italiens, aussi pour rompre avec son milieu et éviter le service militaire. Il part en Suisse le 9 juillet 1902. Il a dix-neuf ans.

### Engagement socialiste (1902-1914)

#### Expatrié en Suisse - Premières activités politiques (1902-1904)
Sans travail, sans relations, sans argent, il s'établit le 20 juillet à Lausanne où vivent 6 000 Italiens, la plupart dans l’industrie du bâtiment. Les débuts sont difficiles. Vivant misérablement, il est arrêté pour vagabondage par la police dans la matinée du 24 juillet sous les arches du Grand-Pont où il a passé la nuit et gardé trois jours sous les verrous.
Il prend contact avec les membres du groupe socialiste de la ville et fait son entrée modeste en politique en devenant secrétaire et propagandiste officiel du syndicat italien des maçons. Il reçoit un peu d’argent pour cette activité (5 lires par mois), pour ses articles dans le journal du Parti socialiste italien en Suisse L’avvenire dei lavoratori, pour les leçons d’italien et même de français qu’il donne, mais vit surtout de l’aide financière que lui apportent ses camarades socialistes.

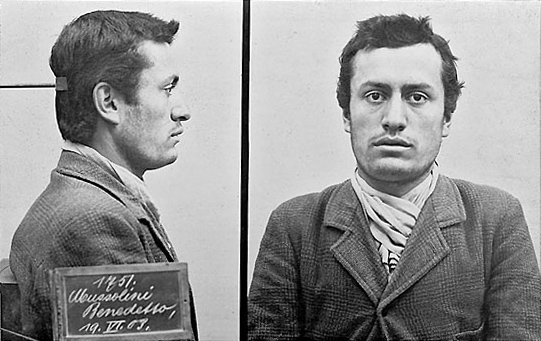
Après son arrestation par la police de Lausanne (19 juin 1903) et avant d’être expulsé, Mussolini est soumis aux « humiliantes et exaspérantes mensurations anthropométriques » écrit-il dans La mia vita.

Il fait de l’agitation politique, soutient les travailleurs en grève ou les incite à s’engager dans des actions revendicatives. Le 19 juin 1903, il est arrêté et expulsé par la police helvétique après douze jours de prison. Il revient aussitôt et renoue avec ses activités militantes, dans l'aile révolutionnaire du Parti socialiste italien (PSI) dirigée par Arturo Labriola. Il fréquente des syndicalistes révolutionnaires en exil, russes, allemands, polonais, français, souvent des juifs. Il est désormais connu, intervient dans des débats publics, comme le fameux débat avec le pasteur évangélique Alfredo Taglialatela sur le thème de l'existence de Dieu (« Je donne 5 minutes à Dieu, s’il existe pour me foudroyer. Si, passé ce temps, il ne l’a pas fait, c’est qu’il n’existe pas »). Il collabore à plusieurs journaux dont l’Avangardia socialista à Milan et Il Prolettario à New-York. En avril 1904, il est expulsé du canton de Genève pour avoir modifié la date de validité de son passeport. Il est libéré à Bellinzone grâce aux protestations des socialistes genevois et à l'aide du gouvernement tessinois avant d’être reconduit en Italie où il risque une condamnation pour désertion.

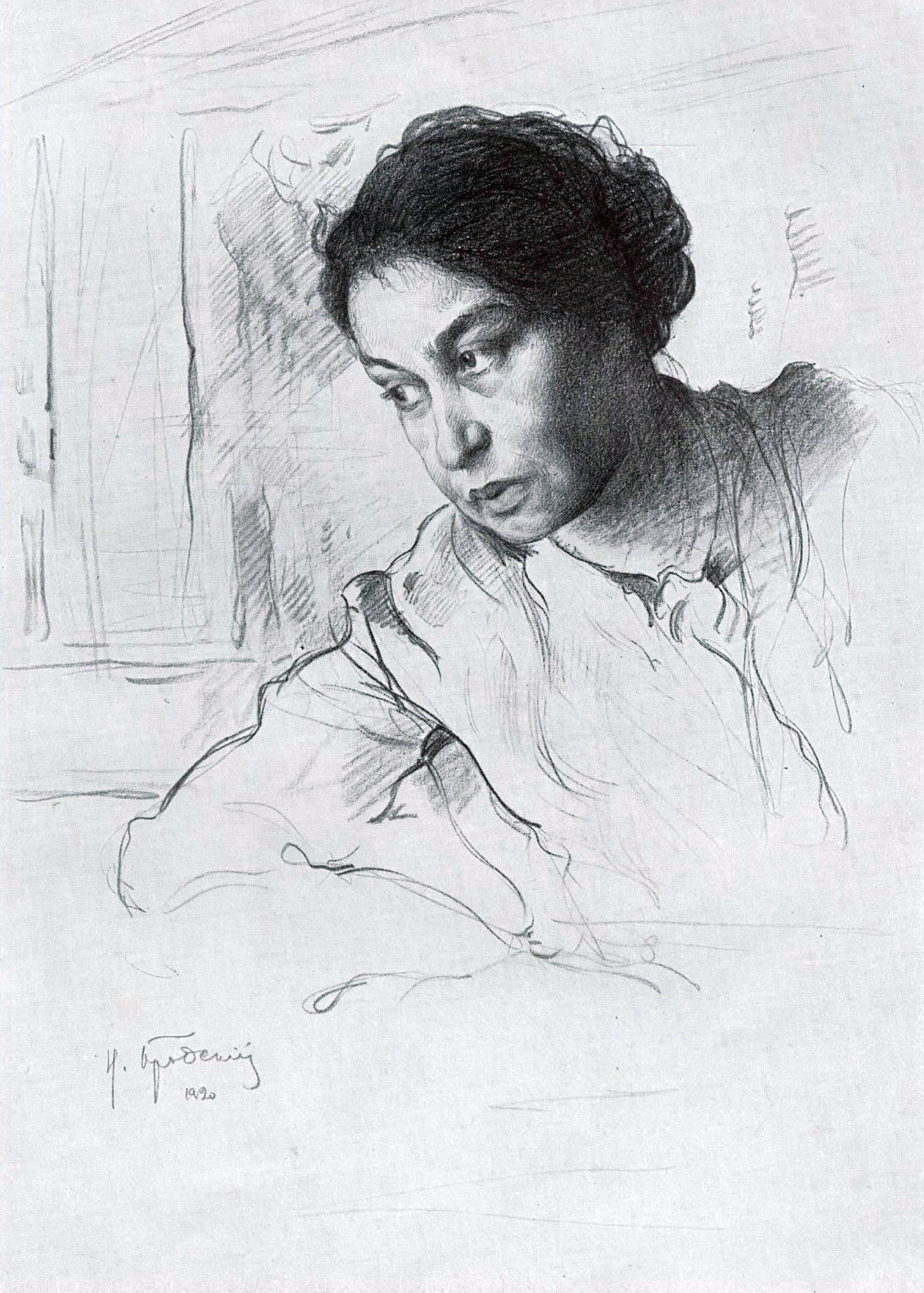
Angelica Balabanoff, dont Mussolini fait la connaissance à Genève en mars 1904, lui a beaucoup appris.

La rencontre décisive, pour ce petit maître d’école de province qui souffre des carences de son éducation et qui a la frénésie d’apprendre, est celle de la militante socialiste d’origine juive Angelica Balabanova en mars 1904 à Genève. Fille d’un haut fonctionnaire ukrainien, future secrétaire de l’Internationale communiste, cette femme intelligente et d’une grande culture, qui parle couramment plusieurs langues, plus âgée que lui de 14 ans, va devenir sa première éducatrice en politique et en littérature (et sa maîtresse) avant Margherita Sarfatti qui jouera un rôle semblable en 1913. Elle raconte dans ses Mémoires sa première rencontre :

« Sa mine agitée et ses vêtements en désordre le distinguait nettement des autres ouvriers de la salle. Les publics d'émigrés avaient beau être toujours pauvrement vêtus, cet homme se signalait en outre par son extrême saleté (…) Il paraît qu'il était maître d'école, mais on dit qu'il buvait beaucoup trop et qu'il n'arrêtait pas de s'attirer des ennuis. Il raconte qu'il est socialiste, mais il n'a pas l'air d'en savoir long sur le socialisme. Il parle plutôt comme un anarchiste. N'empêche qu'il est dans une misère noire. »

Elle l’initie à l’allemand, l’encourage à étudier l’histoire du mouvement ouvrier et l’économie politique (il va suivre à Lausanne les cours de l’économiste Vilfredo Pareto), lui prête des livres qu’elle l’oblige à lire (il découvre Schopenhauer et Max Stirner qui deviendra son troisième modèle après Napoléon et Nietzsche).

« Je le répète, je dois à Angelica beaucoup plus qu’elle pense que je lui dois. Elle détenait la sagesse politique. Elle était fidèle aux idées pour lesquelles elle combattait. Pour les défendre, elle avait abandonné sa riche demeure, sa famille de tradition bourgeoise. Sa générosité ne connaissait pas de limites, de même que son amitié et son inimitié (…) Si je ne l’avais pas rencontrée en Suisse, je serais resté un petit activiste de parti, un révolutionnaire du dimanche. »

En novembre 1904, Mussolini rentre en Italie après deux ans et demi d’exil qui ont beaucoup compté pour sa formation politique et intellectuelle. Il dira à Yvon de Begnac : « Ce fut peut-être la seule période de ma vie où je ne me suis pas senti seul ».

#### De l’enseignement au journalisme et au syndicalisme révolutionnaire (1904-1909)
De retour en Italie, Mussolini doit faire son service militaire (il n’est pas poursuivi en raison de l'amnistie accordée lors de la naissance de l'héritier du royaume). Il est affecté le 30 décembre 1904 au dixième régiment bersaglier de Vérone où il se comporte en soldat discipliné. Le 19 janvier 1905, il perd sa mère, âgée de 46 ans, qui meurt d’une méningite. Son père décide d'ouvrir un café à Forli avec sa nouvelle compagne Annina Guidi.
Quand il est libéré, en septembre 1906, il a 23 ans. Il a l’impression d’être revenu à son point de départ à la recherche d’un poste de maître d’école. Il en trouve un à Tolmezzo dans le Frioul, toujours peu rémunéré (75 lires par mois). « Dès les premiers mois, écrira-t-il, je m’avisai que la profession de maître d’école n’était pas pour moi la plus indiquée ». Son contrat n’est d’ailleurs pas reconduit l’année suivante, toujours à cause de son comportement et de ses frasques (il a encore une liaison avec une femme mariée).
Fin 1907, il passe avec succès, à l’université de Bologne, l’examen d’habilitation à l’enseignement du français. Il a le statut de professore et trouve début mars 1908, par un bureau de placement pour enseignants, un poste de professeur de français au collège d'Oneglia, petite cité de la Riviera ligure administrée par les socialistes, où il doit aussi enseigner l'italien, l'histoire et la géographie. On lui confie la direction du petit hebdomadaire du parti socialiste La Lima qu’il va tenir pendant quatre mois, publiant 24 articles, la plupart d’inspiration anticléricale sous la signature de Vero Eretico (vrai hérétique). La direction du collège, informée par la police de ses antécédents politiques, le licencie à la fin de l’année scolaire le 27 juin 1908.
Durant l’été 1908, de retour à Dovia, il s’engage dans le mouvement des braccianti de Forlì,. Les braccianti sont des journaliers agricoles prolétarisés (ils gagnent 3 lires pour une journée de travail de 10 heures), en conflit avec les métayers qui les emploient au sujet de l’utilisation des batteuses mécaniques. Mussolini prend la tête du mouvement qui devient violent. Arrêté le 13 juillet, il fait un bref séjour à la prison de Forli.

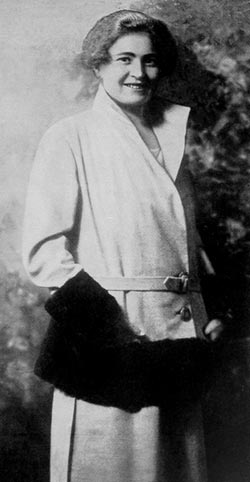
Rachele Guidi (1890-1979). Coup de foudre de Mussolini en 1909. Elle lui donne une fille, Edda, en septembre 1910. Il l’épouse civilement en 1915 et religieusement dix ans plus tard. Elle devient en 1929 Donna Rachele, sorte de titre de première dame. Une complicité très intense les liera jusqu’à la fin.

Il a 25 ans, résolu à abandonner la carrière d’enseignant et donc sans emploi. Il veut être journaliste. Il écrit des articles sur des sujets culturels pour la revue Pagine libere, une publication syndicaliste révolutionnaire dirigée par Oliviero Olivetti et dans Il Pensierio romagnolo. Ses trois articles sur La Philosophie de la force, essai d’interprétation de la pensée de Nietzsche, témoignent de sa maturité intellectuelle et de l’influence du philosophe allemand sur sa pensée politique. Il retient de son œuvre la remise en cause radicale de l’idéologie bourgeoise reposant sur les valeurs des Lumières (justice, démocratie) et le modèle de l’« homme nouveau » forgé par la lutte qui triomphe de la « morale du troupeau ».
En janvier 1909, sur la recommandation d’Angelica Balabanoff et de Giacinto Menotti Serrati avec qui il s’est lié d’amitié en Suisse, les dirigeants de la chambre du travail de Trente, territoire italophone en Autriche considéré alors par les Italiens comme « terre irrédente », lui proposent le poste de secrétaire de cette organisation et la direction du petit hebdomadaire de 4 pages du parti socialiste tridentin L'avvenire del lavoratore (L'avenir du travailleur).
Avant de partir, Mussolini s’est engagé à faire de Rachele Guidi, la fille de la compagne de son père, son épouse. « Il me tira à l’écart et, me fixant de ses yeux enflammés, il provoqua ma surprise en déclarant : “Demain je pars, mais à mon retour vous deviendrez ma femme. Vous devez m’attendre” ». Elle est servante dans une ferme du voisinage et a 19 ans.
L'avvenire del lavoratore annonce ainsi la nomination de son nouveau responsable : « Benito Mussolini, outre qu’il est un lutteur éprouvé, est aussi un fervent propagandiste, spécialement versé en matière d’anticléricalisme ; c’est un jeune homme cultivé et il connaît parfaitement la langue allemande ».
Mussolini s’enthousiasme pour son activité de journaliste et les 8 mois passés dans le Trentin correspondent sans doute à l’une des périodes les plus actives et les plus productives de sa vie. Il participe à des réunions publiques et à des conférences où il prononce de nombreux discours. Les écrits qu’il publie durant son séjour occupent un volume entier de ses Opera omnia en 23 volumes. Sous sa direction, le tirage de son petit hebdomadaire augmente de 50 % en 6 mois. Ses convictions syndicalistes révolutionnaires sont toujours fortes, comme en témoignent les articles qu’il signe sur Georges Sorel, le théoricien de la grève générale, dont les Réflexions sur la violence viennent d’être traduites en italien.
Le 10 septembre 1909, il est arrêté par la police austro-hongroise pour « incitation à la violence contre l’autorité de l’État », à la suite d'une vive agitation irrédentiste et des perquisitions dans les locaux des journaux d’opposition. Acquitté lors de son procès le 24 septembre faute de preuves, il est expulsé le 26. Il revient à Forli sans argent (il doit emprunter le prix du voyage à son père) dans un état quasi misérable. Il a 26 ans.

#### Dirigeant socialiste (1910-1914)
En janvier 1910, alors qu’il cherche vainement un emploi, les socialistes de Forli lui proposent de devenir secrétaire de la fédération socialiste locale et directeur de leur hebdomadaire, Lotta di classe (Lutte des classes) avec un salaire mensuel de 125 lires.
Il y a alors, au sein de la gauche italienne une lutte entre républicains et socialistes, et au sein même des socialistes, un affrontement entre réformistes, prêts à collaborer avec le gouvernement bourgeois de Giovanni Giolitti pour faire appliquer un programme minimaliste destiné à transformer graduellement la société et intransigeants ou maximalistes qui veulent la conquête du pouvoir par la force. Les maximalistes sont minoritaires au niveau national, mais majoritaires en Romagne et plus particulièrement à Forli, ce qui explique le choix de Mussolini par les représentants de la fédération.
Sa première tâche va être de construire une fédération puissante pour pouvoir peser au niveau national. Il y parvient grâce à son tempérament extrémiste et ses qualités d’organisateur et de polémiste. Il fait croître le tirage de Lotta di classe à 2 500 et le nombre de militants de 1 400 à 2 100 fin 1911.

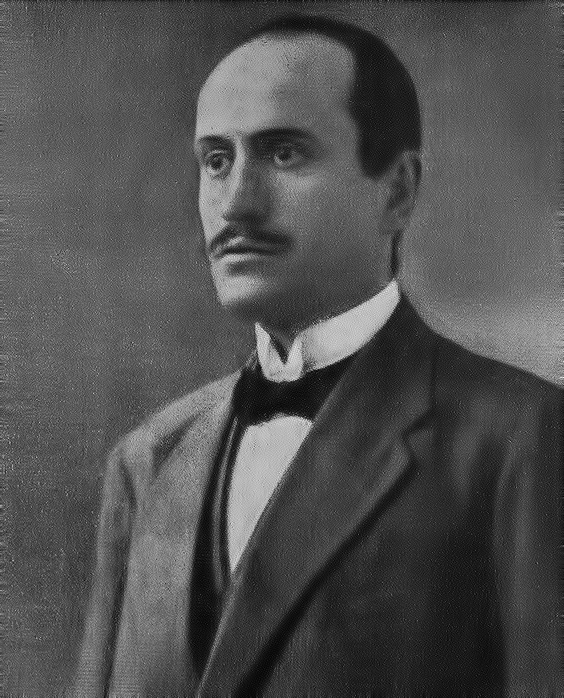
Pendant 2 ans, Mussolini va être à la tête du quotidien officiel du parti socialiste, lAvanti!

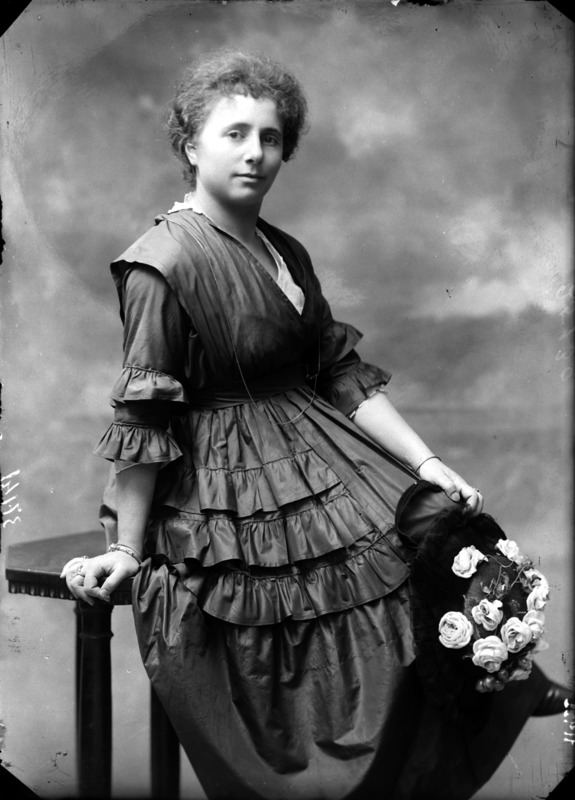
Parmi les innombrables liaisons féminines du Duce, Margherita Sarfatti et Angelica Balabanoff sont ses deux « éducatrices ». Grande bourgeoise de l’intelligentsia juive vénitienne, Margherita joue le rôle de conseillère politique et culturelle pendant près de 15 ans.

Son style d’orateur, provocateur et gesticulatoire, contribue à asseoir son succès, même s’il choque les uns et fait rire les autres. Un journaliste républicain de Rome écrit : « Mussolini avec sa voix de baryton, avec sa mimique originale et comique, suscita l’hilarité ». Un autre raconte : « D’apparence, il n’était pas vieux, mais il ne paraissait pas jeune, avec sa mine négligée, sa cravate noire flottante à la Ravachol ; une barbe longue d’au moins trois jours qui assombrissait son visage, mais qui faisait contraste avec un crâne luisant, déjà prématurément chauve ».
En mars 1911, alors qu’un représentant réformiste de la direction du parti propose de participer au gouvernement, Mussolini réplique dans sa fédération en faisant voter l’autonomie par rapport à la direction nationale. Il est prêt à faire sécession et à créer un nouveau parti, mais il n’est pas suivi par les autres fédérations et doit faire marche arrière. Angelica Balabanoff qui est à la direction nationale du PSI aide à désamorcer la crise en douceur.
Lors de la grève nationale déclenchée le 27 septembre contre la guerre de Libye, à Forli, de graves incidents opposent aux forces de l’ordre, socialistes révolutionnaires de Mussolini et républicains de Pietro Nenni, pour une fois réunis. On voit Mussolini faire sauter à coups de pioche les rails du tramway. Il est arrêté avec Nenni et condamné à 5 mois de prison (sa plus longue détention) qu’il met à profit pour rédiger son autobiographie, La mia vita : « Je suis un agité, un tempérament sauvage fuyant la popularité (…) J’ai eu une jeunesse passablement aventureuse et orageuse. J’ai connu le bien et le mal de la vie. Je me suis fait une culture et une science solide. Le séjour à l’étranger m’a facilité l’apprentissage des langues modernes ».
En juillet 1912, au congrès socialiste de Reggio d'Émilie, il monte à la tribune pour présenter une motion d'expulsion contre les réformistes les plus compromis dans le soutien à Giolitti et à sa politique coloniale. Sa motion est approuvée à une large majorité. Une nouvelle direction nationale à majorité maximaliste est élue dont il fait partie.
En novembre, la direction du Parti socialiste italien lui propose de prendre la direction de L'Avanti!, quotidien officiel du parti. Son salaire s’élève à 500 lires par mois (il refuse les 700 lires que touchait son prédécesseur). Il a posé comme condition que Balanaboff lui soit associée avec le titre de rédactrice en chef du journal. Il épure l’équipe rédactionnelle composée majoritairement de réformistes et fait entrer dans le journal des syndicalistes révolutionnaires et des anarchistes comme Enrico Leone, Sergio Panunzio ou Arturo Labriola. La minorité réformiste le traite de « nouveau Marat de l’Avanti ». Grâce à son talent d’éditorialiste, son style incisif, son aptitude à coller à l’événement, le tirage du journal passe en deux ans de vingt mille à cent mille exemplaires. Aux élections d’octobre 1913, le PSI obtient 11,3 % des suffrages et 53 sièges de députés. Mussolini qui s’est présenté à Forli est battu avec un score honorable (3346 contre 5700 à son adversaire républicain).
Mussolini s’est installé à Milan, capitale intellectuelle de l’Italie. Il s’est rasé la barbe et n’a plus l’aspect « sauvage » des années précédentes. Il a 29 ans. Au début de 1913, il fait la connaissance de Margherita Sarfatti qui a 33 ans. Elle est la femme d’un avocat et a deux enfants. C’est le début d’une relation amoureuse très forte, qui ne les empêche pas de parler longuement de sujets politiques et culturels.
À la direction du parti, Mussolini défend des positions révolutionnaires intransigeantes, soutenant les violentes manifestations de braccianti dans diverses régions du pays et les grèves déclenchées en juillet 1913 par les métallurgistes en Italie du Nord et à Milan. Au congrès du parti d'Ancône en avril 1914, il fait voter l’exclusion des francs-maçons : « Il est temps de réagir contre cette infiltration de l’humanitarisme dans le socialisme. Le socialisme est un problème de classe. Il est réélu à la direction de 15 membres en position de numéro deux. L’étape suivante pour lui est de devenir le numéro un.

#### Ralliement à l'interventionnisme et rupture avec le PSI (1914)
Au début de la Première Guerre mondiale, il s'aligne sur les positions de l'Internationale socialiste, se déclarant ouvertement opposé à l'intervention de l'Italie qui, d'après lui, ne servirait que l'intérêt de la bourgeoisie. Cependant, se développe en 1914 un interventionnisme de gauche allant des républicains et des socialistes réformistes aux syndicalistes révolutionnaires : le 7 octobre 1914, des représentants du syndicalisme révolutionnaire comme Massimo Rocca, Filippo Corridoni et Cesare Rossi signent l’appel du Faisceau révolutionnaire d’action interventionniste visant à rassembler les éléments de la gauche radicale favorable à l'entrée en guerre de l'Italie contre les empires centraux réactionnaires et cléricaux et amorcer un processus révolutionnaire en forgeant une nouvelle élite guerrière qui pourra encadrer les masses et les conduire à la victoire. Le mot faisceau appartient au vocabulaire politique de la gauche italienne qui trouve son origine dans les faisceaux de travailleurs siciliens. Mussolini ne signe pas le manifeste mais fait paraître dans l'Avanti! un article où il dénonce le caractère « réactionnaire » de la neutralité absolue. Son article provoque un tollé au sein de la direction socialiste qui condamne sa prise de position à l'unanimité. Il est forcé à la démission, le 20 octobre 1914, de L'Avanti!, puis exclu du PSI le 29 novembre 1914.

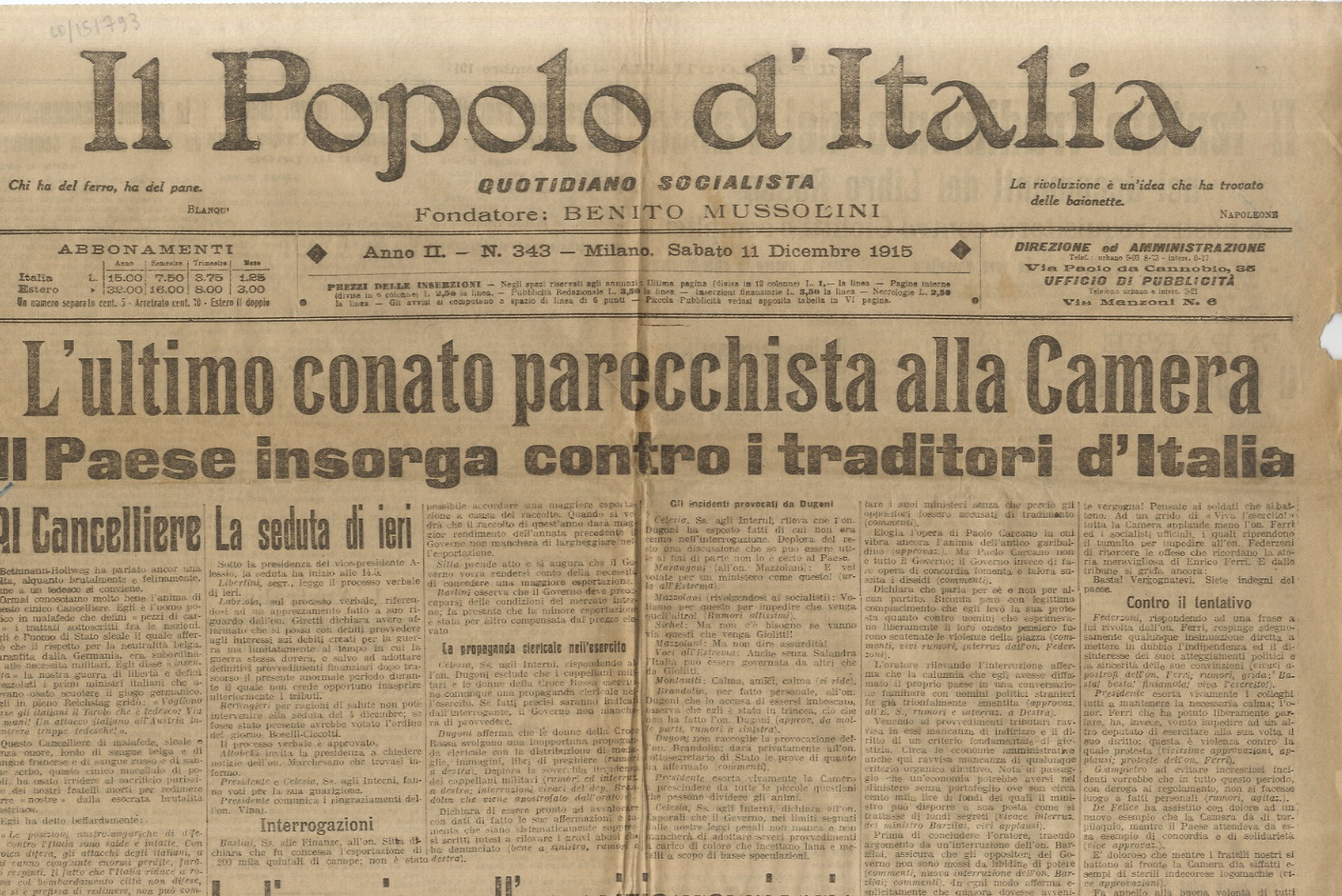
Il Popolo d'Italia

L'ancien directeur de L'Avanti! veut avoir son journal pour se lancer dans la bataille de l'interventionnisme de gauche, pour l'entrée en guerre de l'Italie. « Je suis et resterai socialiste », a-t-il affirmé après son exclusion du PSI. Il accepte que les fonds nécessaires au lancement en novembre 1914 du journal - plus d'un million de lires - soient apportés, par l'intermédiaire de Filippo Naldi directeur d'un journal de droite modérée, par un montage financier auquel n'est pas étranger le chef de la diplomatie italienne, le marquis de San Giuliano, avec la participation d'industriels directement intéressés par les commandes de fournitures militaires et pas fâchés de diviser les socialistes. Dès le printemps 1915, il met fin à cette collaboration qu'il juge lui-même compromettante et ce sont les socialistes français et belges qui financeront de manière régulière son journal, ainsi que des fonds secrets français remis par l'intermédiaire de l'ambassade de France.
Le premier numéro d'Il Popolo d'Italia, sort le 15 novembre 1914. Sous le titre la mention Quotidien socialiste - Fondateur Benito Mussolini et deux citations révolutionnaires françaises : à gauche « Qui a du fer a du pain » (Chi ha del ferro, ha del pane) d'Auguste Blanqui, à droite, « La révolution est une idée qui a trouvé des baïonnettes » (La rivoluzione è un'idea che ha trovato delle baionette) de Napoléon. Dans l'imaginaire politique de la gauche italienne, les références à la France révolutionnaire et à la Commune de Paris étaient très présentes et ces deux épisodes de l’histoire ont en commun de faire se rejoindre l’idée de guerre et celle de révolution.
Parmi les collaborateurs réguliers ou épisodiques du journal, on retrouve des personnalités de toutes les tendances de la gauche démocratique ou radicale de Maria Rygier à Pietro Nenni, de Cesare Rossi à Sergio Panunzio, d'Agostino Lanzillo à Margherita Sarfatti.
Il Popolo d'Italia voit ses ventes croître rapidement : 40 000 exemplaires fin 1914 (la moitié de L'Avanti!), avec des pointes à plus de 70 000. Son journal est devenu un pôle de rassemblement pour les divers courants de l'interventionnisme de gauche : syndicalistes révolutionnaires, républicains, socialistes ralliés aux idées mussoliniennes, même s'il n'a pas joué le rôle central que lui donnera par la suite la propagande fasciste dans l'entrée en guerre de l'Italie en mai 1915.
Mussolini participe à toutes les réunions et meetings organisés par les antineutralistes. En décembre 1914, il participe à Milan à la création des Fasci d'azione rivoluzionaria, participant à leur premier congrès les 24 et 25 janvier 1915. Ces fasci, mouvements révolutionnaires peu structurés mais très actifs, sont déjà plus de cent et rassemblent plus de 9 000 adhérents. Ils serviront de modèles, quatre ans plus tard au mouvement fasciste.

### Première Guerre mondiale (1915-1918)

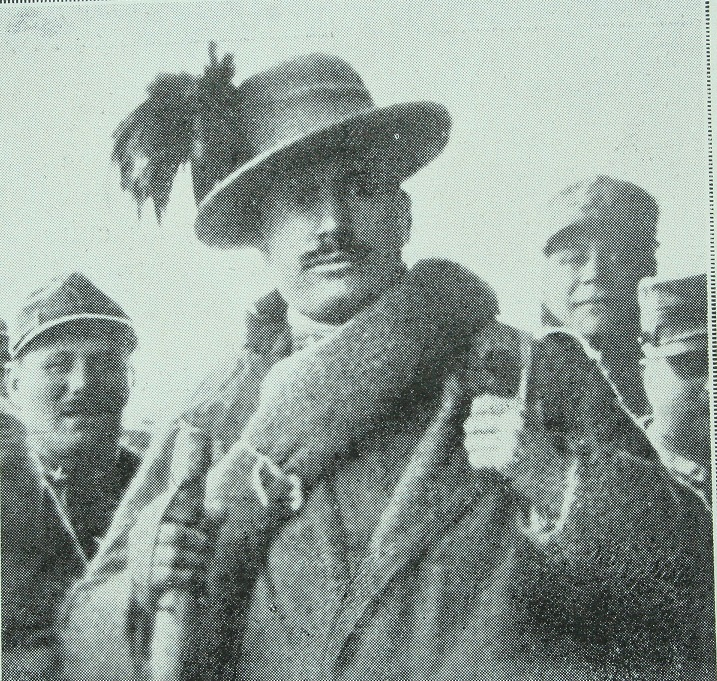
Mussolini bersaglier

Après l'entrée en guerre de l'Italie à la suite du pacte de Londres (mai 1915), Mussolini est affecté en août 1915 au 11e bersaglier puis envoyé sur le front alpin le 2 septembre 1915. Il y passe dix-huit mois avec quelques interruptions et en fait le récit dans un journal de guerre publié en feuilleton dans Il Popolo d'Italia. « Peu d'envolées triomphalistes et moins encore d'apologies de carnage », écrit son biographe Pierre Milza, « à la différence d’Hitler, Mussolini n’a pas la passion de la guerre : elle ne provoque pas chez lui cette excitation héroïque qui fait vibrer le petit caporal autrichien ».
Il est nommé caporal le 1er mars 1916, avec la citation suivante : « À cause de son activité exemplaire, de son esprit bersaglier et de sa fermeté d’esprit. Toujours le premier chaque fois qu’il s’agit de labeur et de bravoure. Zélé et scrupuleux dans l’accomplissement de son devoir ».
Blessé gravement par l'explosion d'un mortier lors d'un exercice, le 23 février 1917, il passe cinq mois à l’hôpital qu’il quitte le 1er août 1917 avec un congé de six mois qui sera renouvelé jusqu’à la fin de la guerre.
L’Italie traverse alors une grave crise morale après l’échec de neuf offensives infructueuses lancées par le général Luigi Cadorna qui coûtent des centaines de milliers de tués et de blessés. Mutineries et désertions éclatent et sont durement réprimées. L’agitation gagne les principales villes du Nord. Le PSI réclame une paix blanche et lance le slogan « L’hiver prochain, plus personne dans les tranchées » (« Il prossimo inverno non più in trincea »).
Mussolini rompt alors avec le socialisme. Il fait disparaître du bandeau de son journal la mention « quotidien socialiste » remplacé par « quotidien des combattants et des producteurs ». Mais il reste proche des syndicalistes révolutionnaires de l’UIL (Unione Italiana del Lavoro) qui rassemblent 200 000 adhérents à la fin de la guerre.
Revenu à la direction du Popolo d’Italia influent dans les milieux antineutralistes de gauche, il mène campagne contre les « défaitistes », bénéficiant de son image de « grand blessé de guerre », sans être trop regardant sur les sommes qui alimentent les caisses du journal : fonds secrets étrangers ou publicités de certains milieux industriels. Selon Peter Martland, historien de l’université de Cambridge, il aurait reçu du célèbre service de renseignement britannique MI5 (Security Service) 100 livres par semaine à partir de l’automne 1917 pour écrire des articles favorables à la Triple Entente.
Sa situation économique s’améliore : il a rasé sa moustache, porte des costumes de bonne coupe, a déménagé dans un quartier chic de Milan et roule dans une trois-litre Alfa Romeo rouge.

### Naissance du fascisme (1919)

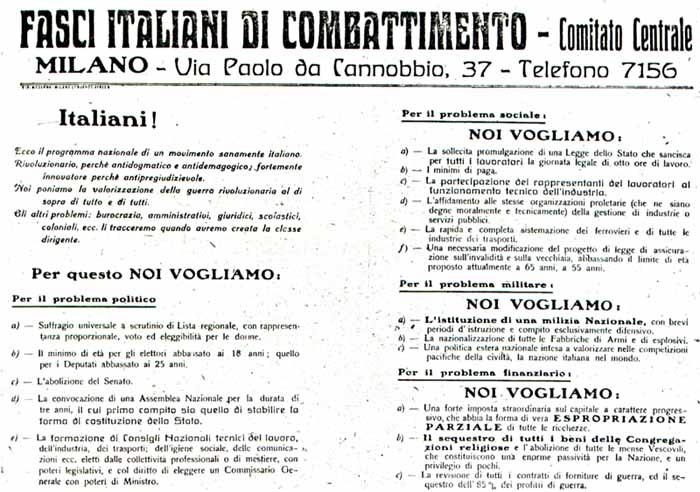
Le programme fasciste publié dans Il Popolo d'Italia le 6 juin, révisé à la baisse par rapport au discours « sansepulcriste » du 23 mars

La paix venue, les difficultés économiques et financières liées à la guerre et à la reconversion de l'économie, la forte détérioration du pouvoir d'achat, les promesses non tenues, l'impact de la révolution bolchevique vont entraîner deux grandes vagues d'agitation révolutionnaire, « les deux années rouges » (Biennio rosso) au printemps 1919 et en 1920, avec occupations des terres des grands propriétaires par les paysans, grèves sauvages par les ouvriers, incendies et pillages.
C'est au début de la première vague révolutionnaire, le 23 mars 1919 que Mussolini réunit à l'appel de son journal à Milan au palais Castani, piazza San Sepolcro, dans une salle prêtée par le Cercle des intérêts industriels et commerciaux, un groupe de 200 à 300 personnes pour jeter les bases d'une organisation à l'échelle nationale, les Faisceaux de combat (fasci italiani di combattimento). La création du mouvement, un de plus parmi les groupes qui se constituent au lendemain de la guerre dans les rangs des démobilisés, passe largement inaperçu. 104 personnes donnent leur adhésion et seront appelés les « sansepolcristi » avec, par la suite, délivrance d'un brevet attestant la qualité de membre fondateur.
La plupart des adhérents sont des hommes jeunes, milanais ou du nord de l'Italie (un seul adhérent romain, aucun du Mezzogiorno), de la petite bourgeoisie urbaine de gauche ou d'extrême gauche, socialistes ayant rompu avec la ligne officielle du parti, anarchistes et syndicalistes révolutionnaires. Un deuxième groupe est constitué de vétérans de guerre, activistes du mouvement combattant, comme les arditi, ces anciens soldats des sections d’assaut spécialistes des coups de main audacieux, qui se sont constitués en association nationale et dont Mussolini a accroché le drapeau – une tête de mort blanche, un poignard entre les dents – dans son bureau du Popolo d’Italia.

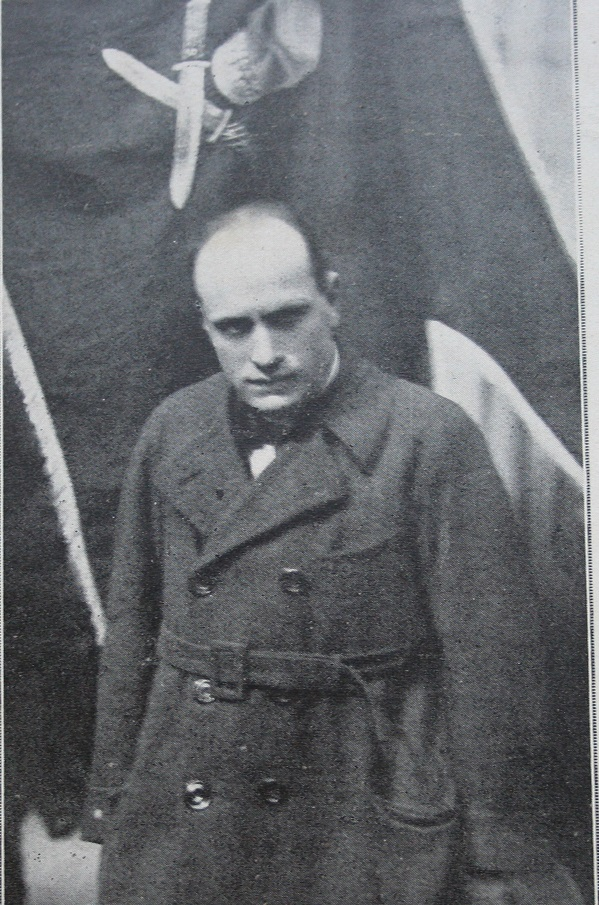
Mussolini devant le drapeau des arditi

Mussolini énonce les principes du nouveau mouvement : proclamation d'une république décentralisée, suffrage universel avec représentation proportionnelle et vote des femmes, abolition du Sénat, des titres de noblesse, du service militaire obligatoire, impôt sur le capital, confiscation des biens des congrégations religieuses, journée de huit heures, nationalisation des industries de guerre… Il s’en prend également au bolchevisme et au « socialisme officiel ».
Au lendemain de la réunion, des groupes fascistes vont se constituer dans une centaine d'agglomérations pour la plupart dans le nord du pays, nombre d’entre eux n’ayant qu’une existence éphémère, le mouvement n'attirant pas les masses ouvrières et paysannes sur lesquelles comptait Mussolini, ni la bourgeoisie plutôt inquiète du caractère subversif et fortement anticapitaliste du programme. Au Congrès de Florence d'octobre, avant les élections, il n'y a que 56 faisceaux, groupant environ 17 000 militants.
Par ailleurs, Mussolini doit compter avec Gabriele d’Annunzio, devenu héros national après l’expédition de Fiume, qui lui fait concurrence dans le milieu des arditi et des officiers démobilisés. Son soutien est embarrassé car il ne veut pas être relégué au deuxième rang. Il Popolo d’Italia organise une grande souscription nationale qui rapporte 3 millions de lires en quelques semaines et Mussolini rencontre D’Annunzio à Fiume, mais c’est pour le convaincre de ne pas se lancer dans une insurrection dont l’issue lui semble douteuse et d’attendre les élections de novembre.
Pour ces élections, Mussolini voudrait constituer un bloc des partis et groupes se réclamant de l’interventionnisme de gauche : Parti républicain, Union socialiste italienne, syndicalistes révolutionnaires de l’UIL, futuristes et fascistes. Mais ce projet de cartel échoue devant l’opposition des républicains qui jugent dangereuse une alliance avec un parti prêchant la subversion de l’ordre social et les fascistes se présentent seuls. Le résultat est catastrophique. La liste fasciste obtient 4 795 voix et un seul élu, le PSI 170 000 et 156 élus, le Parti populaire (catholique) de Luigi Sturzo 74 000 voix.
Mussolini songe sérieusement à renoncer à la politique et à émigrer. L'année 1919 a marqué l'échec de la tentative du fascisme de s'imposer à gauche. Il ne reste qu'une trentaine de faisceaux réunissant quelques milliers d'adhérents.

### La conquête du pouvoir (1920-1922)

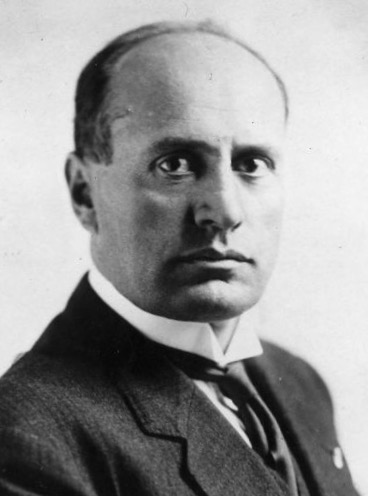
Mussolini en 1920

La deuxième grande vague d’agitation révolutionnaire commence au début de 1920 par une grève spontanée des postiers et des employés de chemins de fer qui s’étend vite à tous les secteurs de l’économie. Elle est soutenue par le Parti socialiste italien (PSI) qui réclame une république socialiste. Le mouvement gagne les campagnes : les ouvriers agricoles (braccianti) s’organisent en ligues agraires et essaient d’imposer leurs conditions d’embauche et de salaires aux propriétaires. Le gouvernement Nitti s’avère incapable de maîtriser la situation malgré une répression brutale. Les occupations d’usines ne cessent que le 27 septembre lorsque son successeur, le gouvernement du vieux dirigeant libéral progressiste Giolitti, rompu à l’art du compromis, trouve un accord avec la CGL (Confederazione generale del Lavor) et le PSI, acceptant des augmentations de salaires (vite grignotées par l’inflation) et un projet de loi visant au contrôle ouvrier des entreprises (qui ne verra jamais le jour).
À partir du printemps 1920, les adhésions aux fasci reprennent, mais le recrutement évolue (les historiens parlent de premier et de second fascisme). Si les premiers militants étaient liés à la mouvance de l’interventionnisme de gauche, la nouvelle vague est certes toujours issue de la petite et moyenne bourgeoisie urbaine, mais est plus jeune et plus à droite, avec une nette composante militaire (officiers démobilisés, arditi, légionnaires de Gabriele D'Annunzio après la capitulation de Fiume le 26 juin). Ces nouveaux fascistes ont en commun une haine farouche du bolchevisme et de la démocratie libérale. Ils se considèrent comme une nouvelle élite issue des tranchées face à une classe dirigeante incapable de faire face à la situation désastreuse dans laquelle se trouve l’Italie.
Isolé politiquement après l'échec des alliances sur lesquelles il avait cru pouvoir compter à gauche lors des élections de 1919, notamment celle avec les républicains, Mussolini décide de s’allier avec la droite qui accepte de faire figurer des fascistes sur leurs listes, ce qui permet à la coalition antisocialiste d’emporter 4 665 communes sur 8 327 lors des élections administratives d’octobre 1920.
L’évolution du mouvement dans un sens conservateur est une des raisons de ce revirement, ainsi que la propre évolution sociale de Mussolini qui est désormais un journaliste et un homme politique connu, habitué à traiter avec les hommes d’affaires et les industriels (dont certains alimentent les caisses de son journal) et introduit dans les salons de la bonne société milanaise par sa maîtresse, qu'il a connue au parti socialiste, Margherita Sarfatti, intellectuelle issue d’une riche famille juive vénitienne, engagée dans le mouvement d’émancipation des femmes.

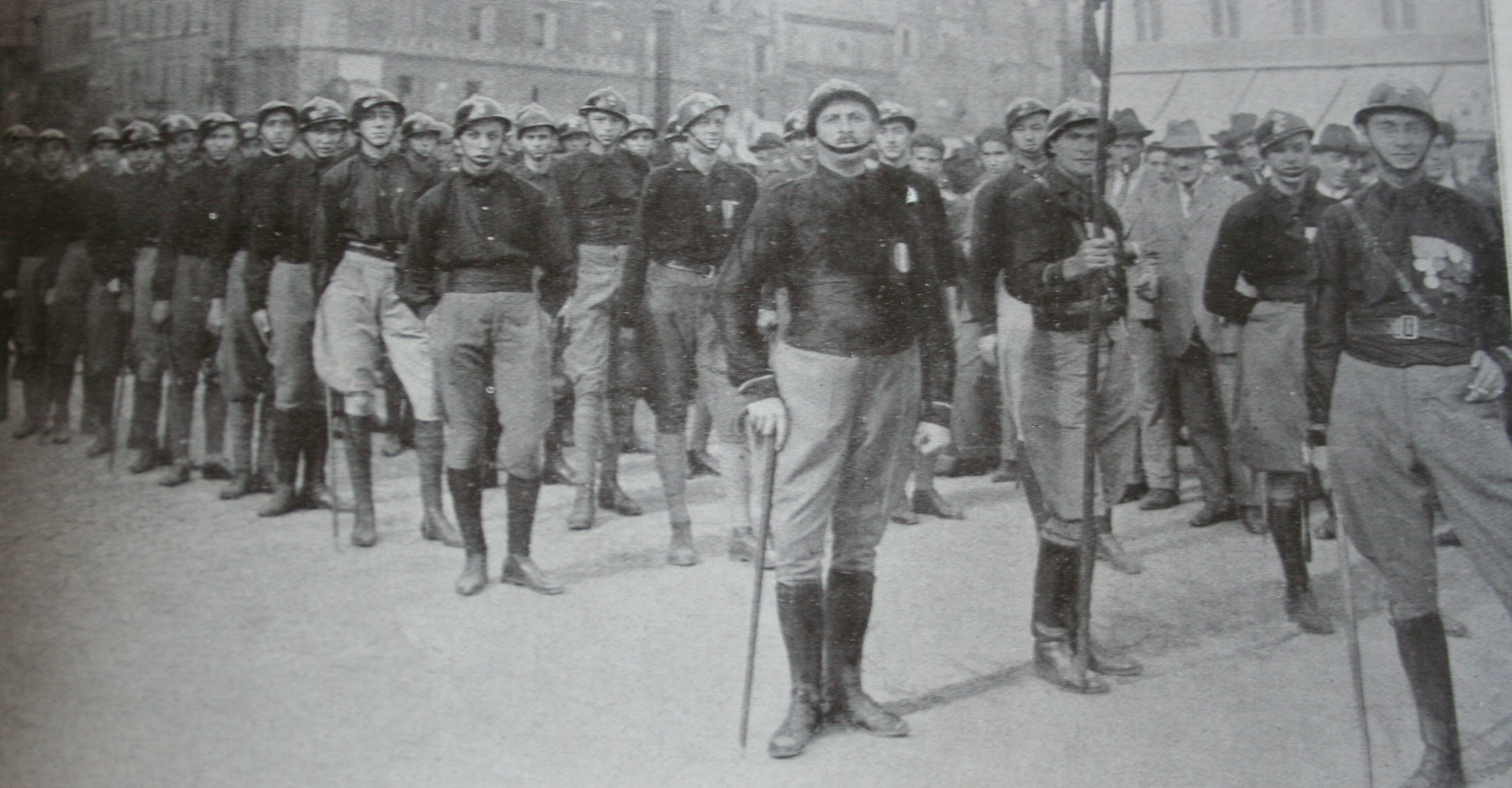
Escouade d'action fasciste en 1922

C’est le squadrisme, cette militarisation du fascisme, qui permet à Mussolini, dont les chances de l’emporter apparaissent à peu près nulles en 1920, de s’emparer du pouvoir.
Créés par les dirigeants fascistes locaux à partir de l’automne 1920 après le reflux des grèves qui ont fait trembler la classe dirigeante, les ras (comme les appelle Mussolini par référence aux chefs de guerre éthiopiens) Farinacci à Crémone, Grandi à Bologne, Balbo à Ferrare, Bottai à Rome, ces escouades (squadre), véritables milices contre-révolutionnaires armées, sont utilisées et financées par les possédants et soutenues par les pouvoirs publics qui les considèrent comme une force d’appoint contre le péril révolutionnaire.
Le phénomène se développe très vite à la fois dans les villes et dans les campagnes (on parle de squadrisme agraire). Ces petits groupes d’une quarantaine d’hommes sont composés d’anciens combattants et de jeunes hommes appartenant aux classes populaires, commandés par des officiers démobilisés et disposent d’engins motorisés. Dans les villes, ils organisent des combats de rue (dont ils ne sortent pas toujours vainqueurs, les troupes socialistes étant souvent plus nombreuses), des expéditions punitives contre les imprimeries de journaux adverses, les bourses du travail, et dans les campagnes, contre les coopératives et les ligues agraires. Les bâtiments sont pillés ou incendiés, les adversaires, pourchassés, frappés à coups de gourdin (le manganello), voire contraints à absorber de l’huile de ricin où même mis à mort.
Face à ces débordements, le gouvernement Giolitti laisse faire, pensant amener les dirigeants socialistes à un compromis avec le pouvoir ou même à entrer dans une nouvelle combinaison ministérielle. L’armée, les carabiniers, les juges penchent du côté des fascistes.
Au cours des cinq premiers mois de 1921, le nombre des fasci passe de 88 à 1001 et celui des adhérents de 20 165 à 187 588. Pour les partis de la droite libérale comme pour le monde des affaires, Mussolini devient un allié possible. Aux élections du 15 mai 1921, le président du Conseil Giolitti lui propose de se joindre à la coalition des partis constitutionnels qui obtient une courte majorité (275 sièges sur 535). Les socialistes ont 123 sièges au lieu de 156 précédemment, les populaires 108, les communistes issus d'une scission du Parti socialiste italien au congrès de Livourne le 21 janvier 1921 15, les nationalistes 10. Les fascistes qui n’étaient présents que dans 75 circonscriptions ont 35 députés, dont Mussolini, élu deux fois à Bologne et à Milan. La coalition éclate dès le lendemain du scrutin, ce qui oblige Giolitti à démissionner pour laisser la place à son ministre de la Guerre, Ivanoe Bonomi.
L'alliance avec la droite se révèle donc électoralement payante pour Mussolini qui veut privilégier la voie parlementaire pour accéder au pouvoir, contrairement aux dirigeants locaux du mouvement. Son dessein est de séparer les ouvriers et le prolétariat rural des socialistes et des communistes, d’obtenir l’appui des milieux d’affaires et la neutralité des catholiques. Il craint que les violences incontrôlées du squadrisme ne le desservent et échappent à son contrôle. Le 22 juillet 1921, il invite les socialistes, dans un article du Il Popolo d'Italia, à un « pacte de pacification » pour la cessation des violences, signé le 21 août avec les socialistes et la CGL (sans les communistes) grâce à la médiation du président de la Chambre Enrico De Nicola.
Cette signature provoque une révolte ouverte des ras, tout puissants dans leurs fiefs et volontiers rebelles, qui proposent la direction du mouvement à D’Annunzio, qui la refuse. Après des péripéties qui durent deux mois et provoquent la démission de Mussolini de la commission exécutive des fasci, un compromis est trouvé, mais Mussolini doit reculer. Le pacte de pacification est annulé et les violences redoublent.
Pour reprendre en main son mouvement, Mussolini fait approuver au Congrès de Rome de septembre 1921, de le transformer en un parti organisé et discipliné, le Parti national fasciste avec une milice armée étroitement soumise à la direction politique du parti dont les membres porteront l’uniforme des arditi, chemise et fez noirs. Le programme du nouveau parti prône l’encadrement des masses dans des organisations qu'il contrôlera, la mise en place d’un exécutif fort et l’interdiction des grèves dans les services publics.
Le gouvernement Bonomi décide alors l’interdiction de toutes les organisations paramilitaires, mais, incapable de la faire appliquer, est renversé en février 1922. Soutenu par les socialistes et les communistes, un mot d’ordre de grève générale baptisée « grève légalitaire » est lancé, qui est un échec total, les fascistes obligeant les grévistes à reprendre le travail.
Après la victoire fasciste contre cette grève, l’entourage de Mussolini le presse de prendre le pouvoir par un coup de force, mais ce dernier privilégie toujours la voie constitutionnelle. Pour impressionner le gouvernement et la classe politique, il réunit un congrès du parti, qui compte maintenant 320 000 adhérents, à Naples en octobre. Quarante mille chemises noires l’acclament et réclament le droit du fascisme à gouverner l'Italie.

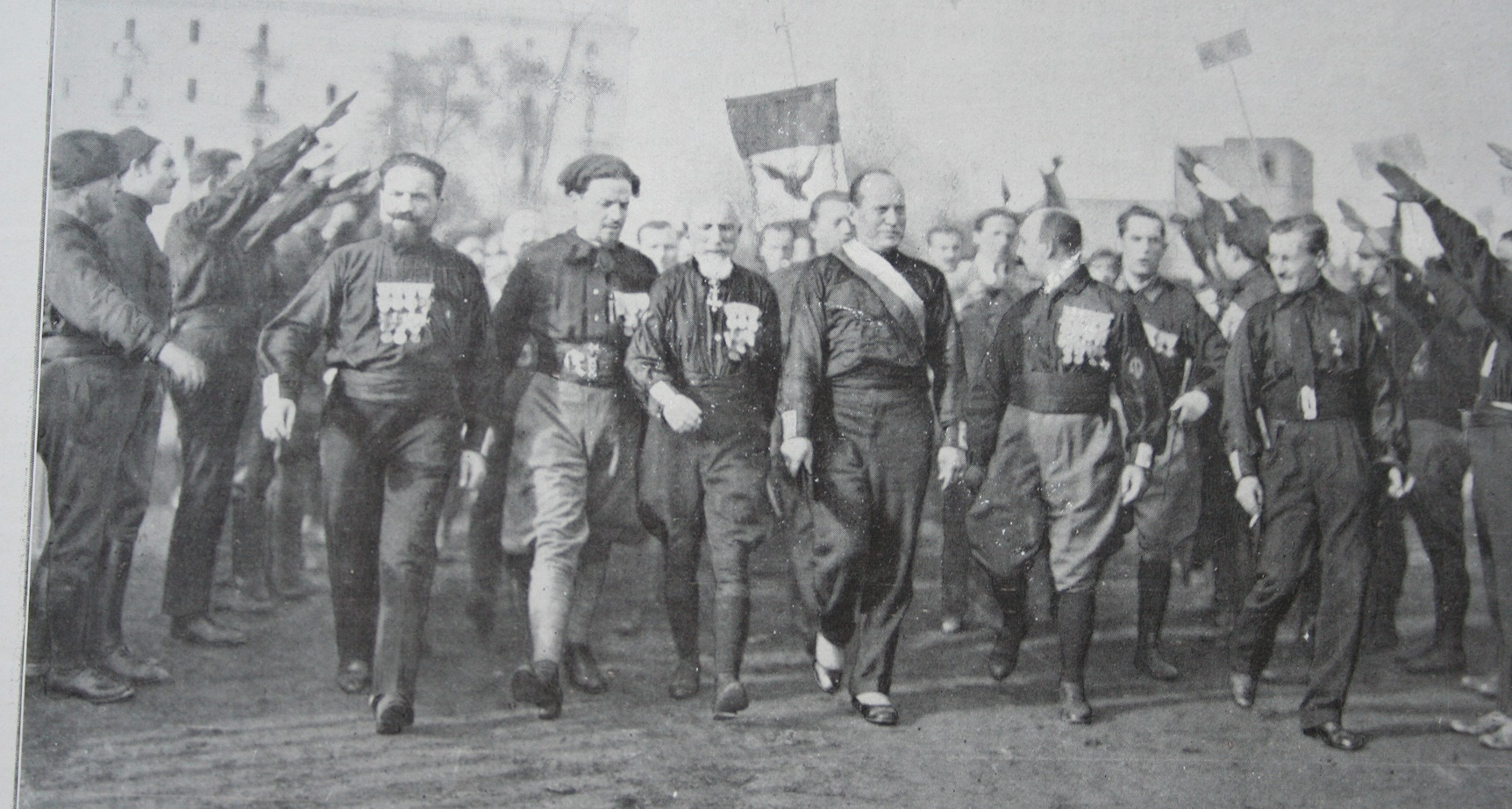
Mussolini au Congrès de Naples. À sa droite, le général De Bono, à sa gauche le général De Vecchi

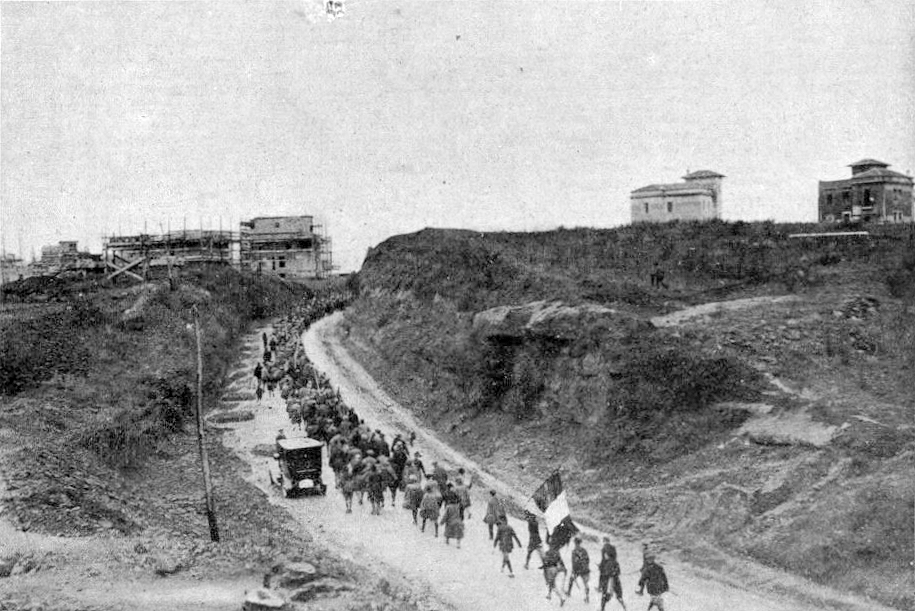
La marche sur Rome

Le 27 octobre, Mussolini décide, après beaucoup d’hésitation, une marche spectaculaire sur la capitale de chemises noires provenant de différentes régions d'Italie et commandées par un quadriumvirat Italo Balbo, Cesare Maria De Vecchi, Emilio De Bono et Michele Bianchi. Il ne prend pas part directement à la marche et reste à Milan, craignant que le gouvernement ne lui oppose l'armée, ce qui provoquerait l'échec de l'opération.
La marche réunit environ 30 000 hommes médiocrement armés (la propagande fasciste annoncera 300 000 marcheurs). La garnison de Rome compte autant de soldats, bien armés et pourvus d'artillerie. Mais le roi Victor-Emmanuel III, qui n'a aucune sympathie pour Mussolini, refuse d'instaurer l'état de siège, parce qu'il ne veut pas d'une épreuve de force qui pourrait être favorable à Mussolini d'autant qu'une majeure partie de la classe dirigeante, y compris les milieux industriels, voit en celui-ci l'homme fort susceptible de ramener l'ordre dans le pays et souhaite une participation fasciste au gouvernement.
Le 28 octobre, l'ancien président du Conseil Antonio Salandra, pressenti par le roi pour former un gouvernement, propose à Mussolini le poste de ministre de l'Intérieur. Celui-ci refuse et Salandra renonce à former un gouvernement sans lui. Le 29 au matin le roi décide de confier ce soin au Duce du fascisme.
Interrogé en 1943 par le journaliste Carlo Silvestri, Mussolini dit :

« On a soutenu qu'après la marche sur Rome, j'aurais pu instaurer la République. Non. La tentative aurait certainement échoué, compromettant l'avenir du mouvement fasciste. Le peuple n'était pas du tout préparé à un éventuel gouvernement républicain, et il ne faut pas oublier que la monarchie avait ouvert toutes grandes les portes au fascisme. »

### Président du Conseil

#### Vers la dictature (1922-1925)

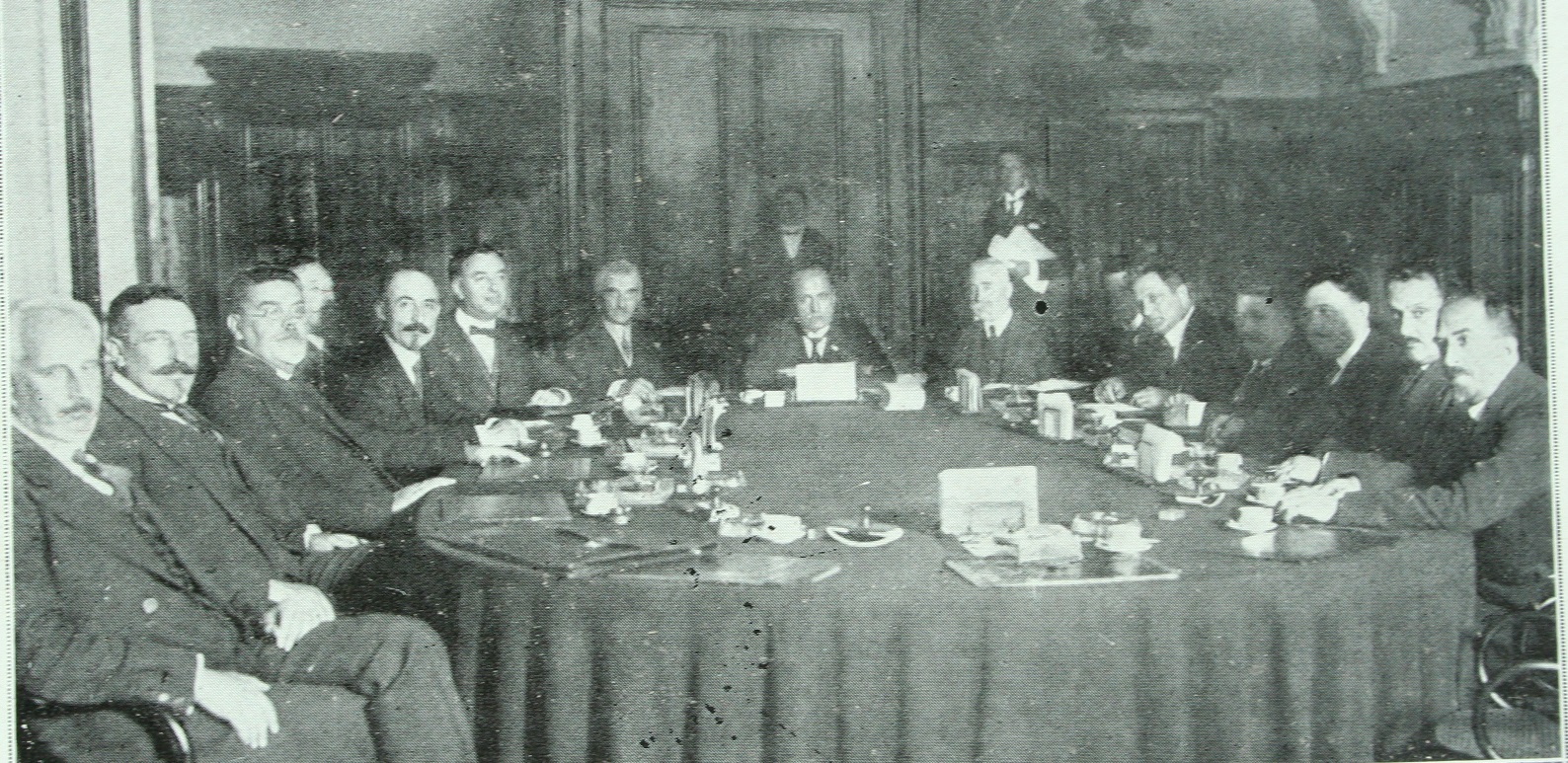
Premier Conseil des ministres présidé par Mussolini. Il est entouré de deux monarchistes, le général Diaz à la Guerre et Thaon di Revel à la Marine.

Les fascistes ne comptent que 35 députés dans l'Assemblée élue en 1921, mais Mussolini, pour rassurer la classe dirigeante, préfère la maintenir en place plutôt que de la dissoudre immédiatement et provoquer de nouvelles élections. Il forme un gouvernement où les non-fascistes sont majoritaires mais il adresse un avertissement à l'Assemblée dans son discours inaugural dit du « bivouac » :

« Je me suis refusé à écraser les vaincus et je pouvais les écraser. Je me suis imposé des limites. (…) Avec trois cent mille jeunes armés, décidés à tout et prêts, de manière quasiment mystique, à obéir à mes ordres, moi, je pouvais faire de cette enceinte sourde et grise un bivouac de manipules. »

Il prend pour lui-même l'Intérieur et l'intérim des Affaires étrangères et obtient la confiance avec 306 voix contre 116 (socialistes et communistes). Fin novembre, il obtient les pleins pouvoirs jusqu'au 31 décembre. Le PNF est devenu un parti de masse : 500 000 inscrits, dont 200 000 miliciens en mai 1923. Le 15 décembre 1922, le Grand Conseil du fascisme qui a pour fonction de discuter des questions de direction et d’organisation du parti se réunit pour la première fois. L’une des mesures adoptées est l’institutionnalisation des chemises noires devenues Milice volontaire pour la sécurité nationale (MVSN), chargée de défendre l’État à la place de la garde royale.
En juillet 1923, Mussolini fait voter une nouvelle loi électorale, la loi Acerbo qui prévoit que la liste obtenant au moins 25 % des voix aura les deux-tiers des sièges, le reste étant partagé à la proportionnelle. La Chambre est dissoute le 25 janvier 1924 et les élections sont fixées au 6 avril 1924.

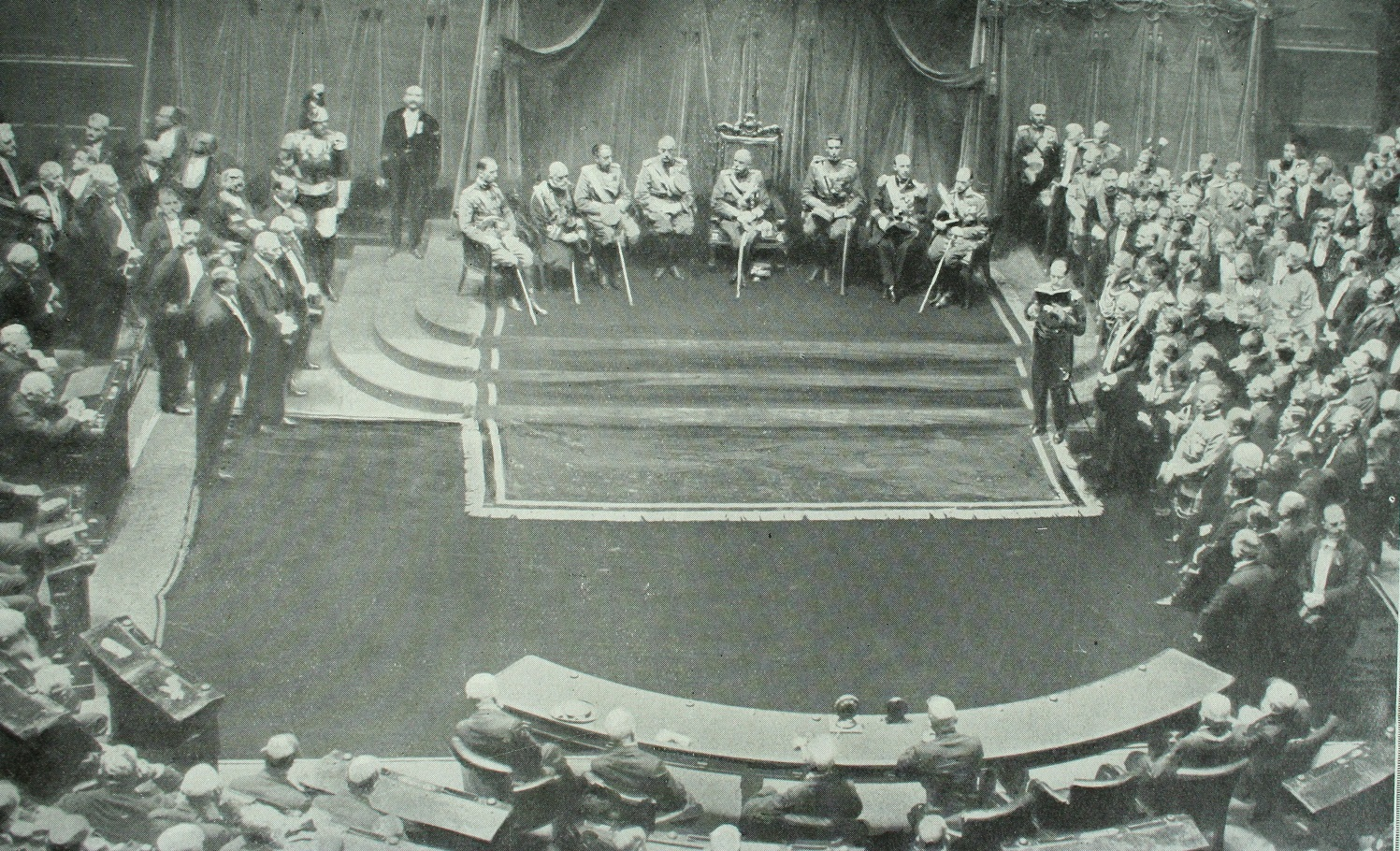
Ouverture de la nouvelle Chambre en 1924. Sous le baldaquin, le roi et les princes de sang, à gauche les ambassadeurs, à droite Mussolini en uniforme de gala et l'épée au côté.

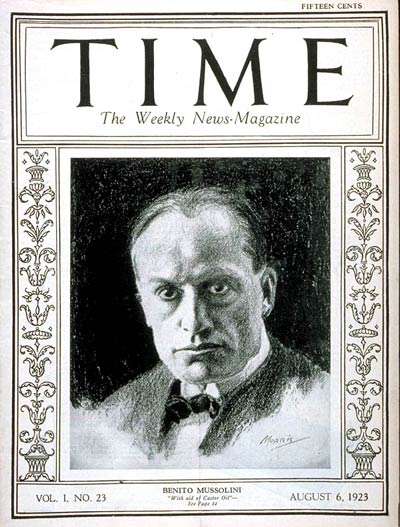
Mussolini fait la une du Time en 1923.

Lors d'un discours du 2 avril 1924, Mussolini reprend une citation du philosophe Friedrich Nietzsche : « vivre dangereusement », qu'il propose comme devant être la règle pour le fascisme. Mussolini déclare ainsi :

« Vivre dangereusement : je voudrais que ce fut là le mot d'ordre du fascisme italien. Vivre dangereusement, cela veut dire être prêt à tout, à quelque sacrifice, à quelque danger possible, à quelque action que ce soit, quand il s'agit de défendre sa patrie. La vie telle que le conçoit le fasciste est grave, austère et religieuse : elle est vécue tout entière dans un monde porté par les forces responsables et morales de l'esprit. Le fasciste doit mépriser la vie commode. Son credo est l'héroïsme tandis que celui du bourgeois est l'égoïsme. Le fascisme est enfin une conception religieuse qui considère l'Homme dans son rapport sublime avec une loi et une volonté qui dépasse l'individu. Pour le fascisme, le monde n'est pas ce monde matériel qui apparaît à la surface, où l'homme est un individu isolé de tous les autres, existant en soi, et gouverné par une loi qui le mène à ne vivre qu'une vie de plaisir égoïste et momentanée. Le fascisme est né d'une réaction contre le siècle présent et contre le matérialisme dégénéré et agnostique. »

Pour les élections, Mussolini constitue une liste nationale comprenant quelques hautes personnalités non-fascistes du monde politique dont Vittorio Emanuele Orlando, Antonio Salandra et Enrico De Nicola (qui retire sa candidature peu avant les élections) et de nombreuses personnalités de la droite italienne. Après une campagne électorale pendant laquelle les violences contre les candidats de l'opposition à cette liste redoublent d'intensité, le « Listone » obtient 4 305 000 voix, soit 66 % des suffrages exprimés et 356 députés. Les fascistes à eux seuls en ont 275, soit la majorité absolue. L'opposition, vaincue mais non écrasée, obtient 3 millions de suffrages et se partage à la proportionnelle le tiers des sièges restants : 36 pour les socialistes, 19 pour les communistes, 39 pour les populaires, 15 pour les libéraux, 10 pour les démocrates sociaux, etc.
Le 11 juin 1924, le député socialiste Giacomo Matteotti qui avait dénoncé, preuves en main, les nombreuses violations de la liberté électorale et demandé l’invalidation de tous les députés fascistes est enlevé et assassiné par des squadristes fascistes. L'événement provoque l’indignation générale, la grève des députés d'opposition qui quittent le parlement pour protester contre l'assassinat (« sécession sur l'Aventin » et la défection de certains alliés conservateurs et libéraux.
Mussolini traverse une période de découragement et d’abattement profond. Il se débarrasse de tous ceux qui se trouvent impliqués dans le meurtre et craint de perdre le pouvoir. Les dirigeants squadristes qui ont la même crainte le somment d’engager l’épreuve de force.
Le 3 janvier 1925, le Duce tient un discours au parlement dans lequel il indique clairement qu’il veut en finir avec l’opposition et la démocratie libérale. Ce discours est considéré comme le début du régime fasciste dictatorial. Le jour même la Milice commence la chasse aux opposants, les obligeant à entrer dans la clandestinité ou à s’exiler.

#### Mise en place de la dictature (1925-1928)

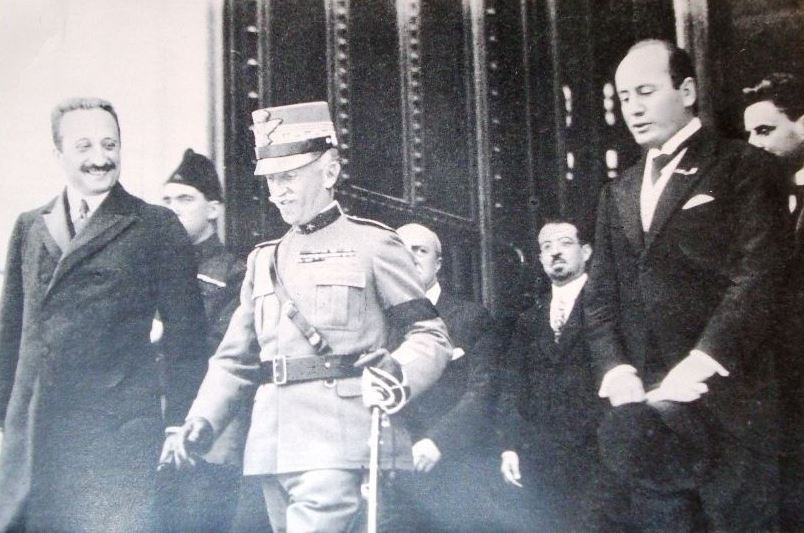
Le Duce se tient respectueusement à quelques pas de distance du roi. La loi du 24 décembre 1925 l'a fait « chef du gouvernement, Premier ministre et Duce du fascisme », responsable uniquement devant le roi qui peut, sur le papier, le révoquer. Mussolini, qui est antimonarchiste, ne veut pas (pour l'instant) heurter l'opinion en proclamant la république.

Les lois qui vont changer la nature du régime et instaurer la dictature, soigneusement préparées à l’avance, sont présentées opportunément après divers attentats manqués contre Mussolini.
L’attentat préparé le 4 novembre 1925 par le député socialiste Tito Zaniboni avec des représentants de la franc-maçonnerie et déjoué grâce à un indicateur parmi les conjurés, entraîne la loi de 24 décembre 1925 qui confère à Mussolini la totalité du pouvoir exécutif et la possibilité de faire des lois sans en référer au Parlement, devenu simple chambre d’enregistrement. Mussolini, lui-même antimonarchiste, n’ose pas supprimer la royauté, ne jugeant pas l’opinion prête, et épargne le roi qui demeure le premier personnage de l’État et peut en principe le révoquer et désigner son successeur. Ainsi, à la différence de Hitler ou de Staline, Mussolini ne disposera jamais du pouvoir absolu. Les cadres de l'armée de terre, de la marine et des carabiniers par exemple resteront essentiellement monarchistes avant d'être fascistes, ce qui aura des conséquences sur la conduite de la guerre et son renvoi le 25 juillet 1943. De même seront épargnés le Sénat, recruté par nomination royale, et la Chambre, dont il change cependant le mode d’élection, les électeurs ne pouvant qu’accepter ou refuser les noms qui leur sont présentés. La loi permet aussi de révoquer les fonctionnaires dont les opinions sont contraires au régime. Les journaux ne peuvent être dirigés, écrits et imprimés que s'ils ont un responsable accrédité par le préfet et donc indirectement par Mussolini.
À la suite de trois nouveaux attentats contre le Duce - Violet Gibson, une Irlandaise présentée comme déséquilibrée qui tire sur lui le 7 avril 1926 un coup de feu, Gino Lucetti, un anarchiste qui lance un engin explosif le 11 septembre vers sa voiture blessant huit personnes, un garçon de quinze ans du nom d'Anteo Zamboni, peut-être manipulé, qui tire un coup de pistolet le 31 octobre 1926 et est lynché sur place - d’autres lois, connues sous le nom de lois fascistissimes inspirées par le juriste Alfredo Rocco, sont promulguées en novembre 1926, et continuent à supprimer des libertés : les journaux antifascistes sont supprimés, les partis et organisations opposés au régime sont dissous et tous ceux « qui ont commis ou ont manifesté l’intention de commettre des actes propres à troubler de manière violente l'ordre social, économique et national » peuvent être arrêtés par la nouvelle police politique, l’Organisation de la surveillance et de la répression de l'antifascisme (OVRA), et jugés par un tribunal spécial de défense de l’État. En outre, les conseillers municipaux et les maires sont supprimés et remplacés par des podestà nommés par décret royal.
En matière sociale, la « Charte du travail » déclare en 1926 que le droit de grève est supprimé et que seuls les syndicats fascistes, regroupés dans six confédérations ouvrières corporatistes, sont habilités à être les interlocuteurs des six confédérations patronales correspondantes. Le 8 juillet 1926, le ministère des corporations est créé et Mussolini en assume la direction.
Parallèlement, Mussolini réduit au silence ses opposants dans le Parti et supprime les élections internes de ses membres. Les deux secrétaires généraux qu’il nomme, Roberto Farinacci, puis Augusto Turati procèdent à plus de 60 000 exclusions pendant la période. Celles-ci coïncident avec l’arrivée massive de nouveaux membres, plus bourgeois, représentants de la classe moyenne aisée, des membres des professions libérales et des employés. Le Parti compte alors plus d’un million d’adhérents.
Toujours en 1926, l’Opera Nazionale Balilla (ONB) est créé, avec l’objectif de « réorganiser la jeunesse d’un point de vue moral et physique », ainsi que de l'éduquer « spirituellement et culturellement » et de procéder à l’instruction prémilitaire des jeunes Italiens de 8 à 18 ans. En 1927, toutes les autres organisations de jeunesses sont dissoutes par décret, à l’exception de la jeunesse italienne catholique (Gioventù Italiana Cattolica). Une campagne de soutien de la croissance démographique est lancée : les célibataires doivent payer une taxe spéciale, l’État offre à l’occasion des mariages une prime aux époux et des facilités économiques s’ils prévoient d'emprunter, ainsi que des exemptions de taxes pour les familles nombreuses. Les Groupements universitaires fascistes ou GUF sont créés, pour la formation de la future classe dirigeante. En 1927, le Comité olympique national italien (CONI) est créé avec l’objectif d’améliorer la compétitivité sportive du pays. (Précédemment, la gestion de l’activité sportive était confiée à l’initiative privée). Le 15 janvier 1928, l’Agence italienne des diffusions radiophoniques (Ente Italiano Audizioni Radiofoniche - EIA) est créée et est seule compétente pour la gestion publique du service radiophonique sur le territoire national. (Elle est rebaptisée RAI (Radio Audizioni Italiane) en 1944.)
En matière d’économie, Mussolini lance plusieurs « grandes batailles », donnant lieu à de grands efforts de propagande, dont la principale est celle du blé. L’objectif est d'atteindre l’autosuffisance et de ne plus dépendre de l’étranger en ce qui concerne les produits agricoles et particulièrement le blé dont l’importation est alors à l'origine de 50 % du déficit de la balance des paiements. La campagne, même si elle n'atteint pas l'objectif fixé, est un succès, la production de blé passant de 50 millions de quintaux en 1924 à 80 millions en 1930. Le projet s’accompagne de la bonification des terres paludéennes présentes dans la péninsule italienne, parmi lesquelles les marais Pontins.
Enfin, l’anticlérical Mussolini conclut le 11 février 1929 avec le Saint-Siège, mettant fin à la question romaine, les « accords du Latran » qui reconnaissent la pleine propriété et la puissance souveraine du pape sur la cité du Vatican et divers édifices, en contrepartie de quoi ce dernier renonce au pouvoir temporel et reconnaît la souveraineté de la maison de Savoie sur le royaume d’Italie avec Rome pour capitale. Le pape Pie XI lui-même déclare :

« Peut-être fallait-il un homme comme celui que la Providence nous a fait rencontrer, un homme auquel fussent étrangères les préoccupations de l’école de pensée libérale. »

Mussolini, « l’homme de la Providence », tire un immense succès personnel de ces accords qui assurent le ralliement au régime de la masse des catholiques.
Propagande
La propagande utilisée en Italie durant le règne de Mussolini a été un appareil important pour atteindre le pouvoir, et ensuite le maintenir. Au début du règne fasciste, les moyens de propagande étaient utilisés afin de séduire la population et de lui faire croire que le pouvoir de Mussolini était le début d’une nouvelle ère. Le gouvernement voulait persuader la population que le pays allait prospérer davantage sous le règne de Mussolini que lors de l’Empire romain (Niessel 1938, p.831). La propagande était majoritairement focalisée sur le contrôle et la manipulation de la presse. Ce n’est pas une coïncidence que la montée du totalitarisme est arrivée en même temps que les technologies de communication de masse, principalement la radio. Durant les années 1920, la radio est un moyen de propagande important, puisqu’elle permet de rejoindre un grand nombre de gens, qui n’ont pas besoin d’être capables de lire pour comprendre. Elle a donc une énorme portée. Puis, plus les moyens de communication se diversifiaient et se développaient, plus Mussolini et son gouvernement ont élargi leurs moyens de propagande aux nouvelles technologies comme le cinéma, le théâtre et la littérature. Cette manipulation des outils de communication avait pour objectif de donner une image de succès et de prospérité au gouvernement fasciste, ainsi que de s’assurer qu’aucune critique face au gouvernement ne soit permise. La propagande mettait principalement en scène Mussolini, perçu comme un leader avec une personnalité culte. Il était constamment célébré dans les livres, la radio, la presse, ainsi que dans toutes les écoles. Dès leur plus jeune âge, les Italiens étaient constamment notifiés des accomplissements du Duce. Chaque salle de classe possédait un portrait de lui, en plus d’être un sujet important dans le curriculum (Niessel 1938, p.832). De plus, Mussolini est un pionnier en ce qui a trait à la politique de spectacle. Durant ses années de règnes, il était bien commun que la presse et la radio soient utilisées comme outils de propagande par les gouvernements, mais Mussolini a amené tout ça encore plus loin, en utilisant l’art, le cinéma et la musique. Ces moyens étaient moins évidents, mais tout aussi efficaces. Ils permettaient de créer une homogénéité des croyances et des opinions dans la population. Mussolini et son gouvernement ont très bien compris comment faire de la propagande culturelle, sans que personne s’en rende compte. Tous les moyens de communication, étant dans les mains de l’État italien, faisaient en sorte que la population ne recevait aucune information autre que celle émise par le gouvernement. Les seuls médias qui contredisaient et critiquaient le régime de Mussolini étaient les médias étrangers, et très vite, ceux-ci ont été censurés.
Censure
Dès l’arrivée de Mussolini au pouvoir, il a compris que s’il voulait contrôler la population, celle-ci ne devait pas avoir accès à d’autres points de vue que les siens, il a donc éradiqué tous les partis et les journaux d’opposition, ou les a forcés à s’aligner avec ses convictions et celles de son régime. De plus, les films et les livres venant d’autres pays étaient interdits. Mussolini a mis en place un ministère responsable de la diffusion d’information, que ce soit par la presse, le cinéma ou l’art en général. Toute information disponible à la population venait du gouvernement ou devait être approuvée par celui-ci. Aucune critique, même constructive n’était permise. Le régime ne voulait aucun renseignement disponible à la population qui pourrait la faire douter de son leadership. Les films et l’art venant de l’Occident étaient également censurés, par peur que la population soit influencée par les idéaux et les valeurs démocratiques et libéralistes. Au départ, les livres n’étaient pas réglementés par le ministère. Des policiers surveillaient quels genres de livres étaient vendus et en cas de doute, se référaient à leurs supérieurs. Par la suite, il est devenu une exigence que les éditeurs de livres demandent l’autorisation du Ministère pour chaque livre traduit publié. Les éditeurs se conformaient aux demandes du gouvernement, puisque très peu pouvaient se permettre financièrement de publier un livre qui serait par la suite interdit de vente. C’est pourquoi les éditeurs s’assuraient que tous les livres publiés respectaient les règles établies par le gouvernement. De ce fait, aucun livre différant de l’idéologie du parti ne circulait sur la place publique. Le gouvernement sanctionnait tous ceux qui tentaient de nuire à leur image et leur pouvoir. Toutes les actions mises en place en ce qui a trait à la communication et à l’information avaient pour but de contrôler la population afin d’exercer un pouvoir massif sur celle-ci.

#### Apogée du régime (1929-1936)

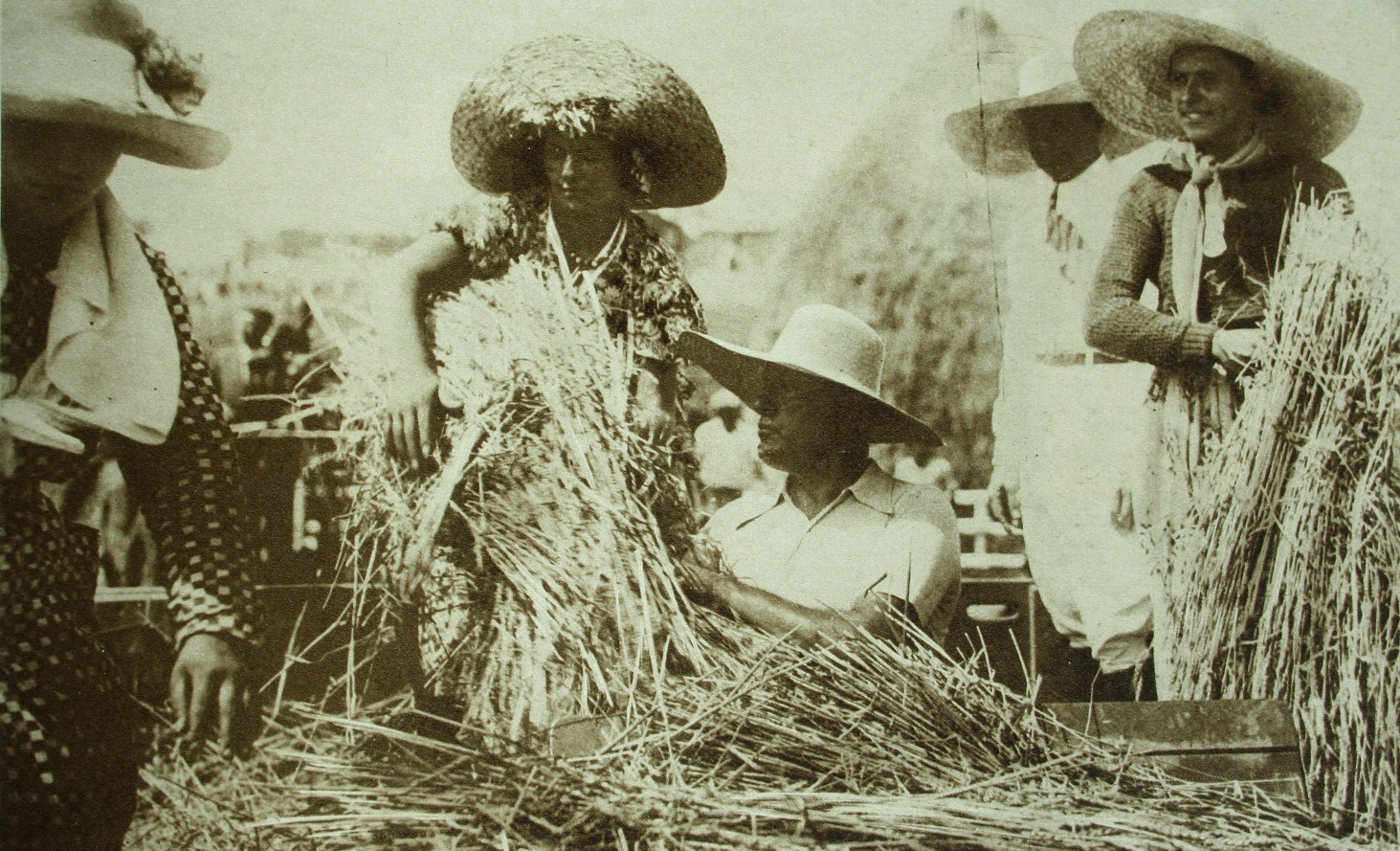
Le Duce, « premier paysan du royaume », faisant la moisson.

Les historiens parlent des « années de consensus ». Mussolini, qui apporte l’ordre, la paix sociale et des satisfactions à la fois matérielles et de prestige, bénéficie pendant ces années, du soutien au moins passif de la population et ce malgré les répercussions en Italie de la Grande Dépression qui entraîne une chute de la production de 33 % et plus d’un million de chômeurs dès 1932. Il jouit aussi de l’appui, ou de la complicité intéressée, des autres centres de pouvoir que sont la monarchie, l’armée et l’Église.
À l’étranger, et plus particulièrement dans les démocraties occidentales, son image est positive chez de nombreux dirigeants politiques et dans de larges secteurs de l’opinion publique qui considèrent qu’il a rétabli la paix sociale, fait la paix avec l’Église et qu’il est le plus sûr rempart contre la menace communiste. Aux États-Unis où vivent des millions d’Italo-Américains et où Mussolini publie des dizaines d’articles dans les journaux (sa biographie écrite par sa maîtresse Margherita Sarfatti a déjà obtenu un succès considérable en 1925), Franklin Delano Roosevelt lui prodigue des commentaires flatteurs en le considérant comme son « seul allié potentiel dans son effort pour sauvegarder la paix mondiale ». En 1931, Gandhi, en visite à Rome, tient des propos très louangeurs à l’égard du Duce et de son régime.
Le 24 mars 1929 les élections pour le renouvellement de la Chambre - qui se limitent à approuver ou non la liste des députés désignés par le Grand Conseil – sont un plébiscite pour Mussolini avec 10 526 504 sì contre 15 201 no.

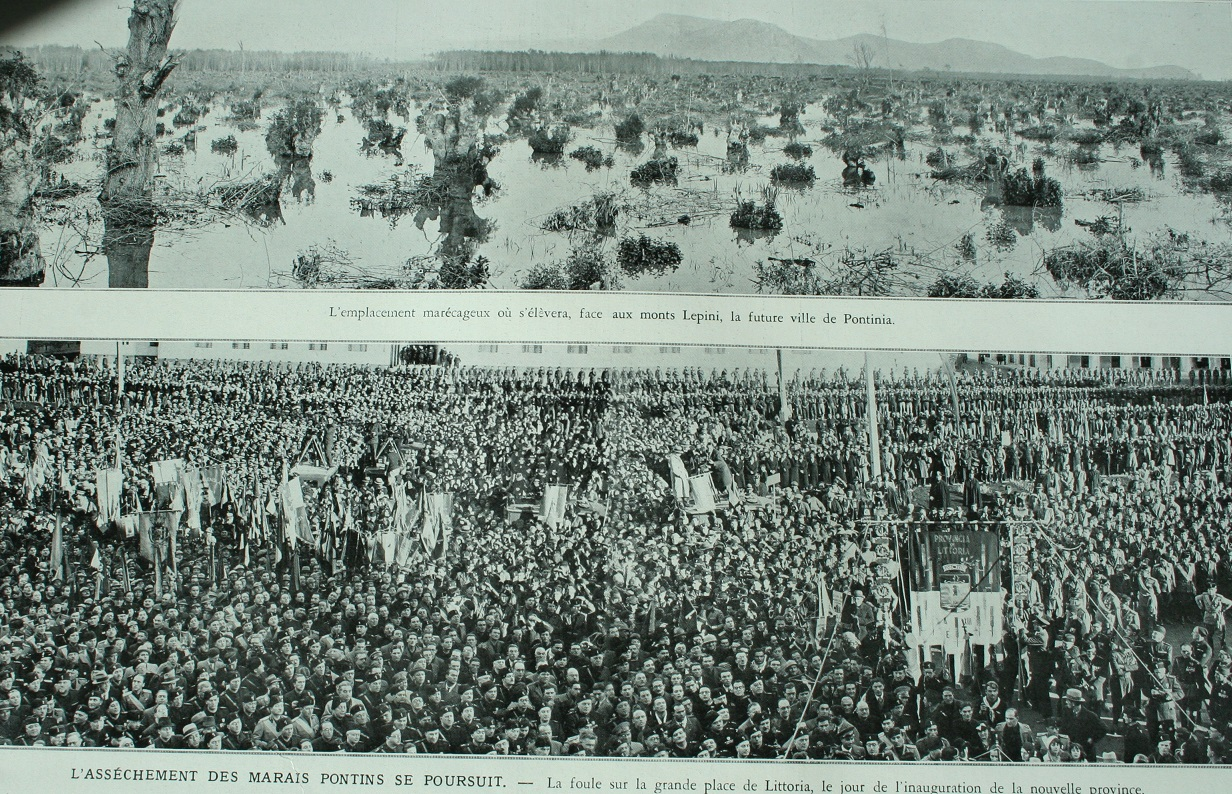
L'asséchement des marais Pontins.

Le régime a éliminé toute forme d’opposition et de contestation et s’appuie sur un appareil de répression efficace. Les chefs de l’antifascisme sont en exil et les résistants intérieurs sont arrêtés (6 000 arrestations par l’OVRA, l’« Œuvre volontaire de répression antifasciste », de 1930 à 1934, pour la plupart des militants communistes) et assignés à résidence (confinati) dans les îles (près de 2000 recensés en 1940).

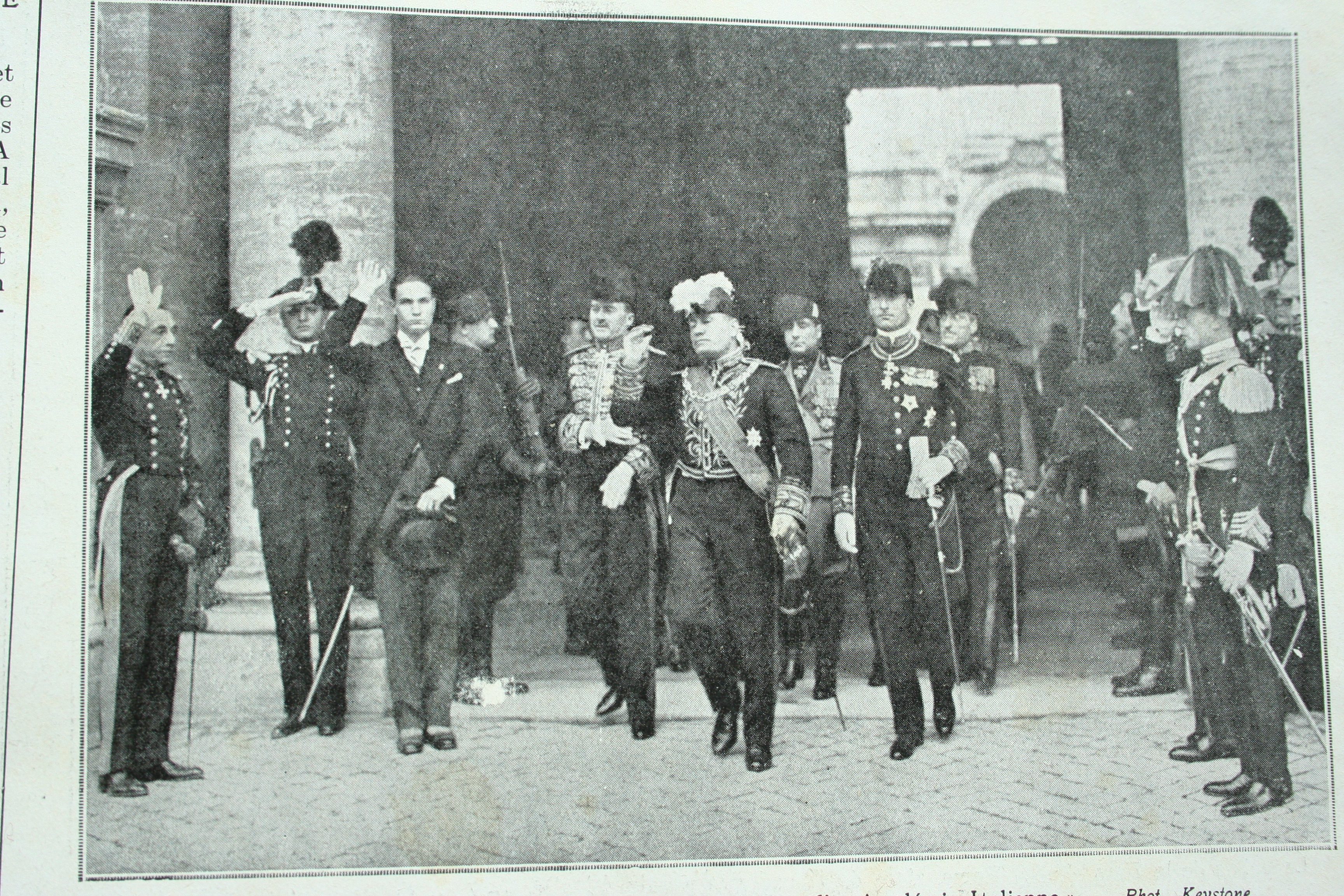
Inauguration de l’Académie italienne par Mussolini. Le Duce porte l’habit qu’il a choisi pour les académiciens : uniforme bleu roi avec broderies d’argent, épée à poignet de nacre et bicorne à plume d’autruche.

La presse est sous le contrôle direct de Mussolini via un bureau de presse de la présidence du Conseil (Ufficio stampa) confié à son gendre Ciano, ainsi que la radio (monopole d’État géré par une société privée l’EIAR (Ente italiano audizioni radiofoniche) qui permet de retransmettre ses grands discours et le Cinéma de propagande fasciste auquel il s’intéresse particulièrement, visionnant deux fois par semaine dans sa résidence romaine bandes d’actualité (Giornale Luce) et longs métrages auxquels il donne, lorsque Luigi Freddi, directeur général de la cinématographie, le lui demande un ultime visa avant mise en exploitation.
Le 21 avril 1936, il inaugure Cinecittà, conçue comme le siège de l’industrie cinématographique italienne, largement financée par le gouvernement (le premier péplum, Scipion l’Africain, date de 1937).
La propagande fasciste développe le culte du Duce, le guide, l’homme providentiel investi d’une mission patriotique et justicière, à l’instinct infaillible (« le Duce a toujours raison »). Son image est partout. Ses discours du haut du balcon du palais de Venise avec ses tirades théâtrales et sa gestuelle sont retransmis dans tout le pays et constituent un élément central des grandes célébrations patriotiques.

« Orateur des plus experts, maître de lui, il accompagne chaque période de son discours, chaque applaudissement de la mine qui convient le mieux à son public. Le geste est sobre. Souvent, il ne gesticule que de la main droite. Parfois, il met les deux mains dans ses poches. C’est son moment statuaire : celui du résumé, du final. Dans les rares moments où cette figure réservée d’orateur se déclenche et se libère, ses deux bras tournent au dessus de la tête. Les dix doigts s’agitent comme s’ils cherchaient dans l’air des cordes à faire vibrer ; les mots jaillissent en torrent de ses lèvres. L’instant d’après, Mussolini redevient immobile le sourcil froncé ; avec deux doigts il cherche le nœud de son élégante cravate pour s’assurer qu’il est bien resté vertical (Description de Ugo Ojetti dans le Corriere della Sera). »

Mussolini soigne son image de « Fils du peuple ». Dans un pays où les ruraux sont largement majoritaires, le ralliement des campagnes à son régime est important. Il décide l’assainissement des marais Pontins, domaine séculaire des moustiques et de la malaria, qui doivent être asséchés et rendus à l’agriculture. 60 000 hectares sont distribués à 3 000 familles de fermiers et trois villes nouvelles crées. Le Duce n’hésite pas à moissonner avec les paysans, battre le grain, danser avec les paysannes de son village natal. Il a fait poser sur sa maison familiale l’inscription : « ici ont vécu de 1600 à 1900 les générations paysannes des Mussolini ».

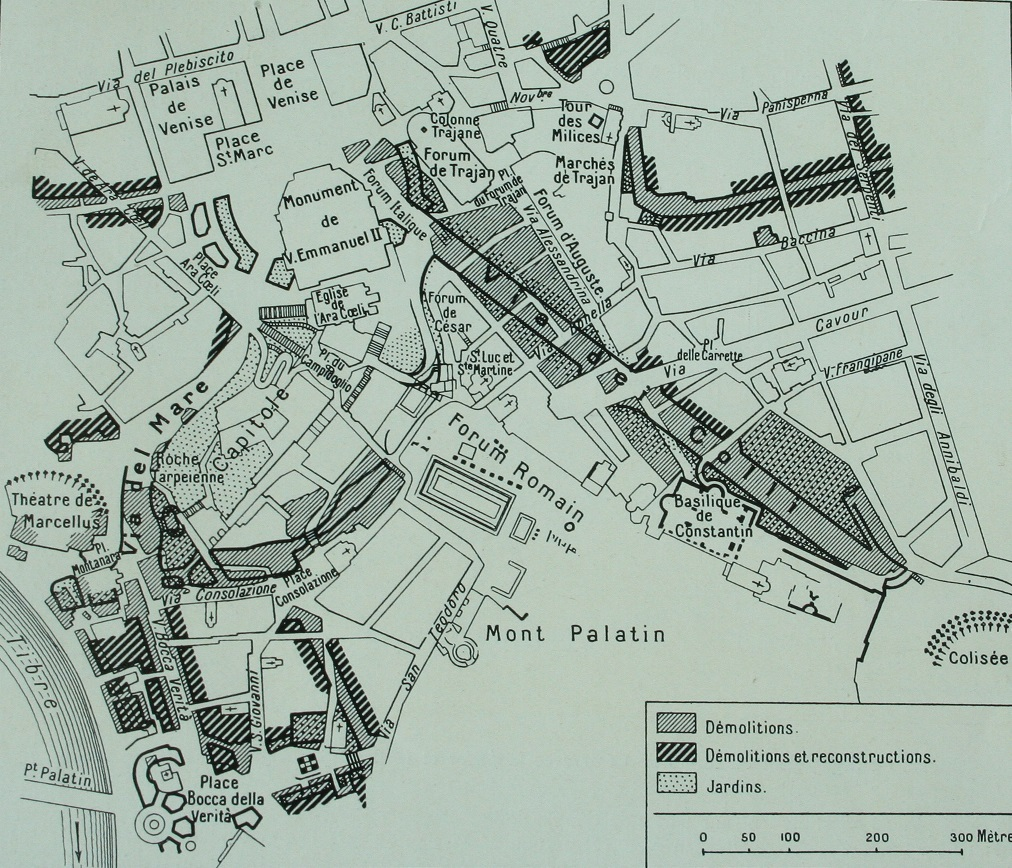
Grands travaux d'aménagement du centre historique de Rome. La Via dell'Impero (Via dei Colii sur le projet ci-dessus) sera inaugurée par Mussolini le 28 octobre 1932

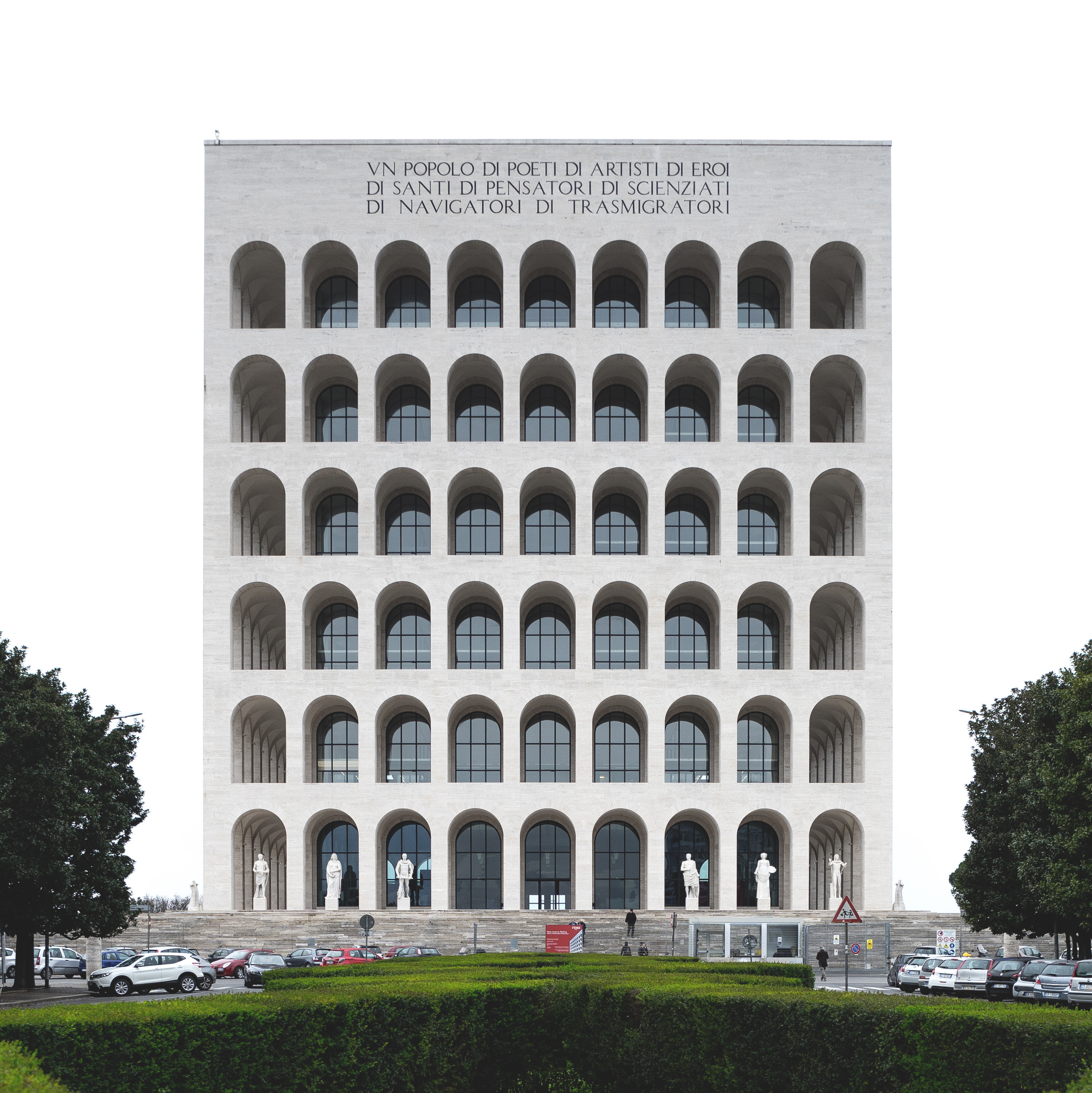
Le Palais de la civilisation italienne dans le quartier de l’EUR.

Dans le monde ouvrier qui fait également l’objet de sa sollicitude (il dit : « camarades ouvriers » quand il visite les usines), Mussolini met en place une politique sociale beaucoup plus audacieuse que celle de l’État libéral ce qui lui permet d’apparaître comme un rempart contre un patronat peu enthousiaste des orientations socialisantes de sa « charte du travail ». Il innove en créant l’Œuvre nationale du temps libre (Dopolavoro) la principale organisation de loisirs populaires du monde, URSS comprise, visant à organiser les loisirs ouvriers : 15 000 sections sportives sont créées regroupant 1 650 000 inscrits, 10 000 associations culturelles, 2066 compagnies théâtrales, 3787, fanfares, etc. En 1935 la durée hebdomadaire de travail est réduite à 40 heures avec le samedi fasciste (sabato fascista), l’obligation d’assister ce jour-là à des réunions et des rencontres sportives n’étant pas appliquée.
Pour s’attacher le monde de la culture, Mussolini crée en janvier 1926 l’Académie d'Italie où vont siéger soixante personnalités du monde scientifique, artistique et littéraire largement rémunérées en honneurs et en avantages, dont trente choisies directement par le Duce. De nombreux intellectuels se rallient au régime dont Giovanni Gentile qui sera ministre de l’Instruction publique, Filippo Tommaso Marinetti, Curzio Malaparte, Luigi Pirandello, Mario Carli, Enrico Corradini, Francesco Coppola, Luigi Barzini.
Parmi les grands travaux de prestige, citons la restauration des vestiges de la Rome impériale supervisée par l'archéologue Corrado Ricci. Mussolini veut dégager la zone des forums et les abords du Colisée de tout ce que les périodes suivantes ont ajouté :

« Tous les monuments se dresseront dans leur nécessaire solitude. Tels de grands chênes, il faut les débarrasser de toute l’obscurité qui les entoure. »

Pour donner plus de théâtralité à cet ensemble, il trace une nouvelle perspective rectiligne entre la piazza Venezia et le Colisée, destinée à accueillir les grandes parades militaires du régime : la "Via dell'Impero" inaugurée par Mussolini le 28 octobre 1932, dans le cadre des célébrations du dixième anniversaire de la Marche sur Rome, aujourd’hui Via dei Fori Imperiali. Les immeubles populaires d’origine médiévale, souvent insalubres, qui cernent les grands monuments classiques, sont démolis et la population relogée hors de la ville, opérations d’urbanisme durement critiquées aujourd’hui. Au sud de la capitale, un nouveau quartier moderniste est construit pour abriter l’Exposition universelle de 1942 qui doit être la vitrine des réussites du régime et prend le nom de E42 ou celui, qu’il garde encore, de EUR (Esposizione Universale Roma).
À l’apogée de son régime, Mussolini a la cinquantaine. Il consacre toujours beaucoup de temps aux affaires publiques. « Je suis le mulet national chargé de nombreux fardeaux » a-t-il écrit à d’Annunzio en 1925. Il peut travailler jusqu’à 14 heures par jour traitant une masse considérable de questions, sans faire toujours le tri entre l’essentiel et l’accessoire. Il veut se mêler de tout, contrôler l’exécution de ses décisions, examiner tous les rapports de la police et des préfets.

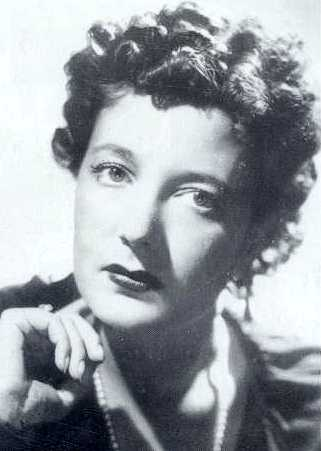
Clara Petacci a été la passion amoureuse de Mussolini et la compagne de ses dix dernières années. Sa liaison commence à l'été 1936. Elle a 24 ans. Il en a 53.

De nature cyclothymique, il a des moments de dépression suivis de phases euphoriques où il gomme toutes les difficultés. Sa santé n’est pas excellente : il souffre de fortes douleurs gastriques qui peuvent interrompre son activité pendant plusieurs jours et suit un sévère régime alimentaire à base de laitages, s’interdisant boissons fortes, café et cigarette et fuyant les repas officiels. Il veut néanmoins paraître un athlète complet et s'initie à l'escrime, à l'équitation, apprend à piloter des voitures de course et des avions.
La détention d’un pouvoir dictatorial, l’adulation dont il est l’objet de la part de ses proches, le culte de la personnalité qui se développe, ont accentué certains traits de caractère : la méfiance, le mépris des hommes, le goût de la solitude.
Persuadé d’être investi d’une mission que lui-seul est en mesure d’assumer, il a tendance à se fier à son « flair » pour prendre ses décisions, ce qui lui réussit souvent pour les problèmes intérieurs mais peut avoir de graves conséquences en matière d’armements ou de stratégie (par exemple, il n’a pas, comme Hitler, d’état-major militaire attaché à sa personne).
Naturellement brutal, il traite les membres du gouvernement et les dirigeants fascistes sans ménagement, rarement avec un geste amical, les soumettant à sa volonté toute puissante de chef. S'ils disent ce qu'ils pensent, ils risquent de perdre leur poste, congédiés en deux ou trois phrases lapidaires.
Il a quitté en 1929 le palais Chigi, site traditionnel de la présidence du Conseil, pour le palais de Venise situé au cœur de Rome et donnant sur une place se prêtant à de vastes rassemblements, où il peut s’adresser à la foule du balcon du palais. Il installe son bureau dans l’immense salle de la Mappemonde (20 m de long sur 13 de large et 13 de haut) meublée seulement de son bureau de 4 mètres et de deux fauteuils « Savonarole » pour ses visiteurs. Son habitation personnelle est à la villa Torlonia, mise à sa disposition pour un loyer symbolique par le prince Torlonia. Rachele Mussolini construit un four pour cuire le pain dont elle confectionne elle-même la pâte, cultive ses légumes et élève des volailles et un porc tandis que son mari ajoute un court de tennis, un manège équestre, des écuries pour ses chevaux et une salle de projection cinématographique.
En 1932, il fait la connaissance de Clara Petacci, fille d’un médecin réputé, qui devient sa maîtresse en 1936 et pour qui il a une vraie passion amoureuse. Son statut de favorite en titre va très vite être connue de la plupart des Italiens et son frère Marcello va considérablement s’enrichir en usant du crédit de sa sœur auprès de tous ceux qui veulent plaire au Duce, avec la complicité consciente ou inconsciente de ce dernier.

#### Politique extérieure jusqu’à la guerre d’Éthiopie (1922-1935)

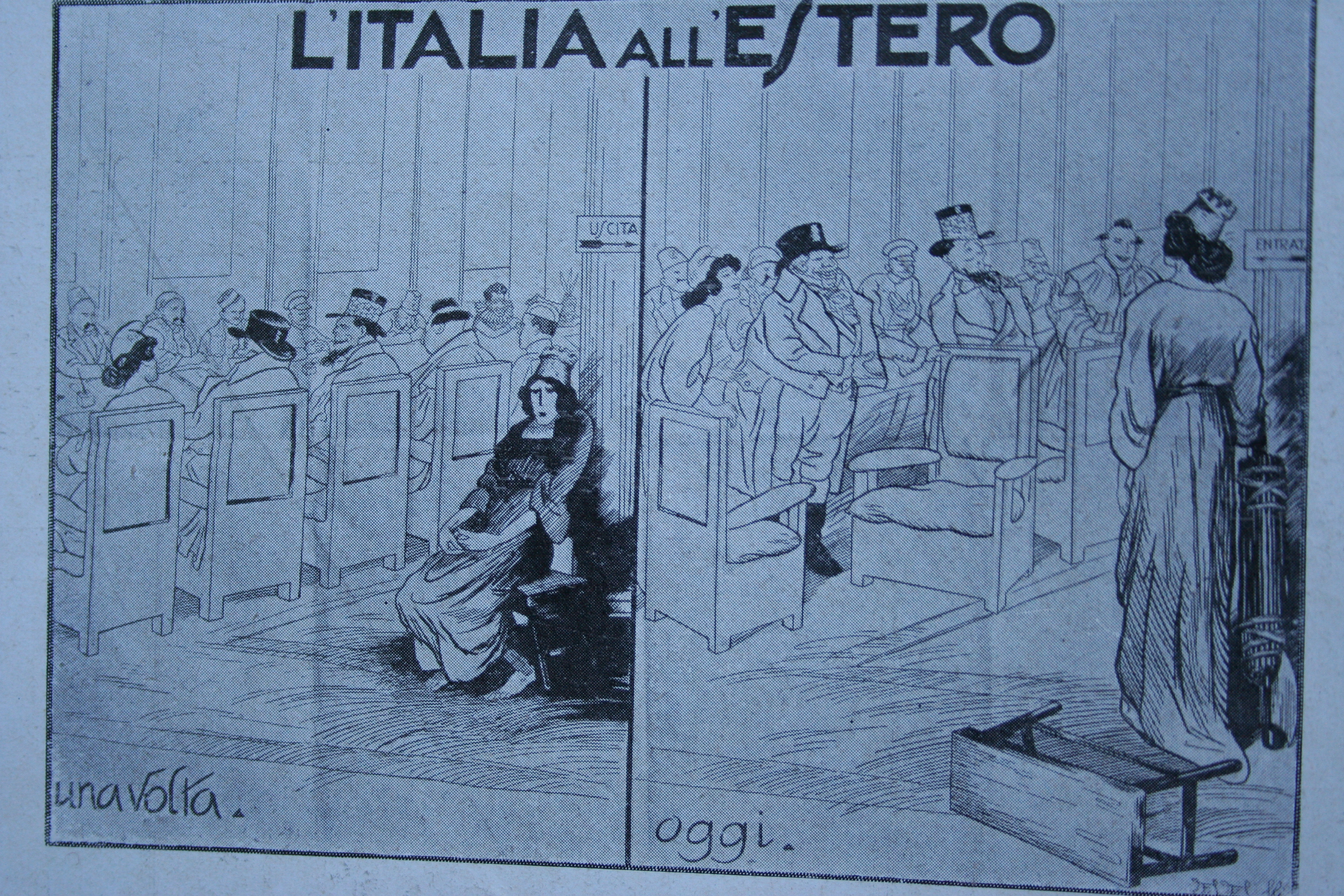
Affiche de propagande fasciste (1924). « L’Italie veut être traitée comme une sœur, non comme une servante »

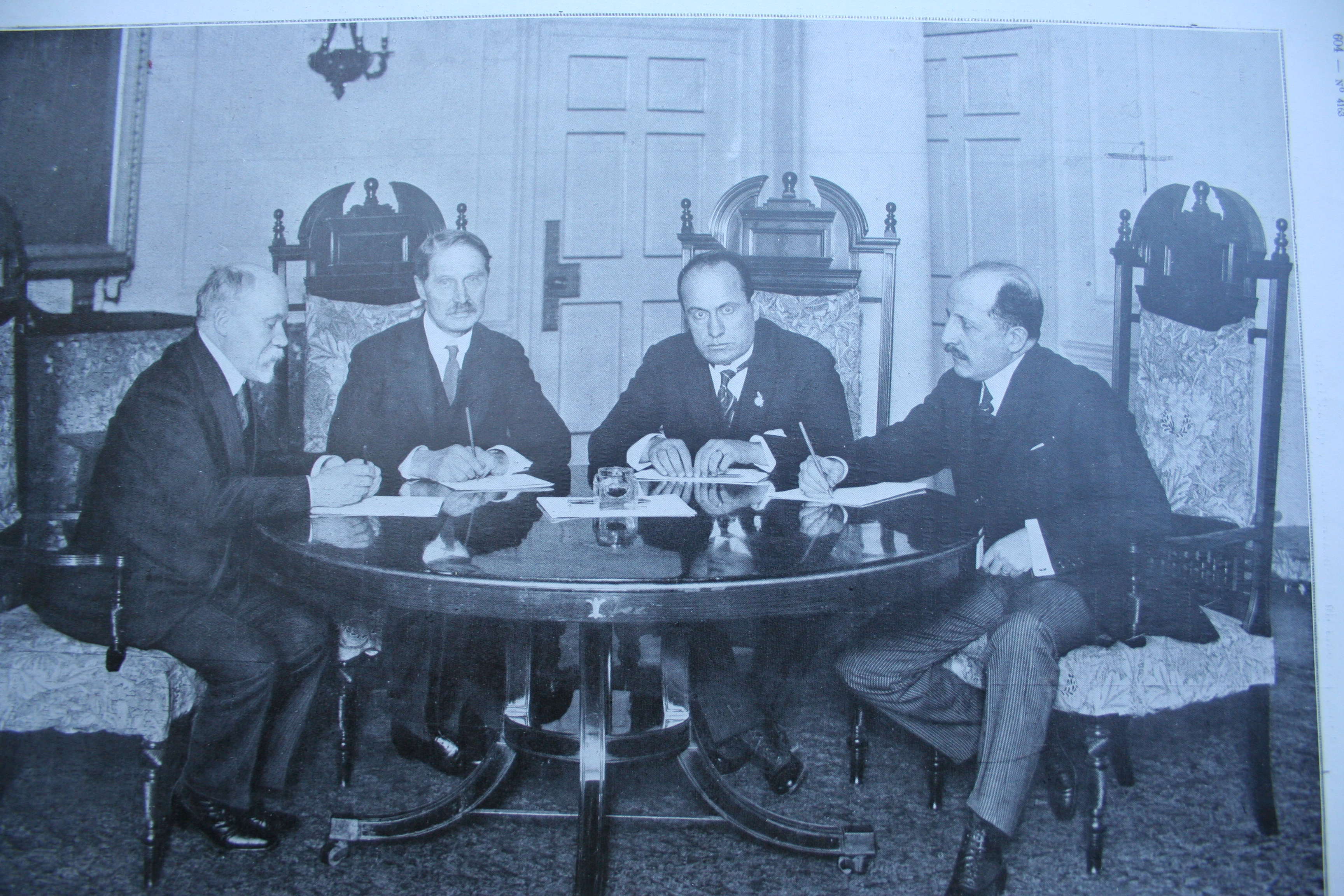
Conférence de Londres. Mussolini soutient Poincaré (à gauche) au sujet des réparations allemandes. Le regard de Mussolini avec ses yeux noirs prêts à jaillir de leurs orbites était ce qui impressionnait le plus ses interlocuteurs.

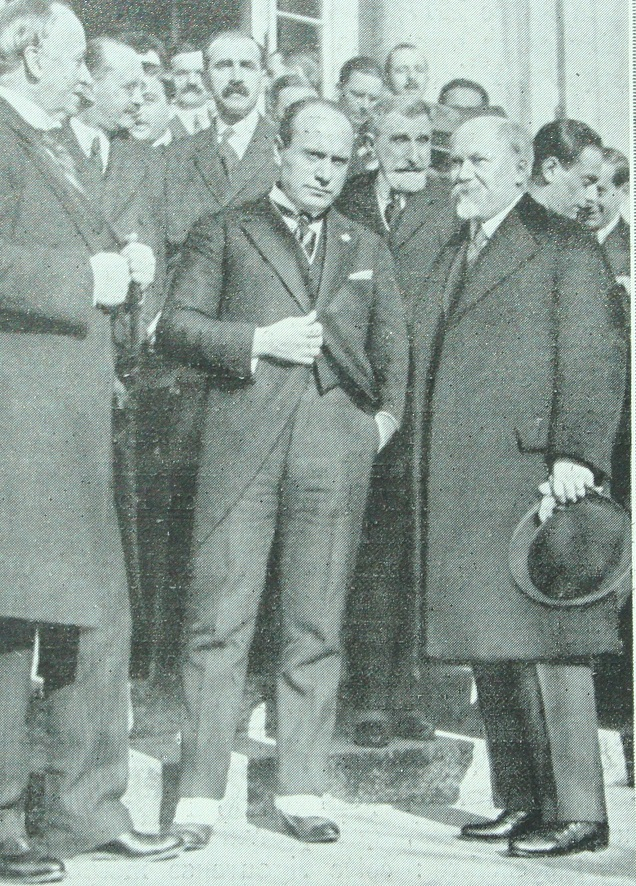
Conférence de Lausanne. Entrevue Mussolini-Poincaré.

En politique extérieure, Mussolini veut une politique de prestige pour renforcer son consensus intérieur mais jusqu’en 1926 la priorité pour lui est de consolider son pouvoir et il doit composer avec ses partenaires européens. Il se rapproche d’abord de la France en soutenant la position de Raymond Poincaré sur les réparations allemandes à la conférence de Londres en 1922, puis l’occupation de la Ruhr en 1923, puis de l’Angleterre ; cela se manifeste par la reconnaissance du Dodécanèse italien au traité de Lausanne de 1923 grâce à l’appui britannique, puis par l'accord de 1925 avec Londres prévoyant le partage des zones d’influence en Éthiopie, un des derniers États indépendants en Afrique — qu'il va envahir en 1935.
L’affaire de Corfou en août 1923 lui apporte un succès de prestige : à la suite du massacre près de la ville grecque d’Ioannina d’officiers italiens chargés de délimiter la frontière, Mussolini fait occuper Corfou, ancienne possession vénitienne, qu’il doit évacuer quelques semaines plus tard sous les menaces anglaises, mais avec une indemnité de 50 millions de lires versées par Athènes.
En 1925, il signe les accords de Locarno visant à assurer la sécurité collective en Europe et les frontières de l'Allemagne. Il règle amicalement avec la Yougoslavie la question de la ville de Fiume qui devient italienne en échange d’une partie de son territoire (traité de Rome de 1924).
À partir de 1926, un de ses sujets de rhétorique devient l’expansion coloniale. Pourtant, bien qu'il réclame « un peu de place dans le monde, à temps et de bonne grâce », il n’obtient rien des deux grandes puissances coloniales, l’Angleterre et la France, qui se sont largement partagées l’Afrique, y compris les colonies allemandes sous forme de mandats de la SDN. Il se tourne alors vers l’Europe danubienne et balkanique, en Albanie où il signe le 27 novembre 1926 avec Ahmet Zogu le traité de Tirana qui donne à l'Italie une prépondérance incontestée dans le pays.
En matière d’extension territoriale, il ne lui reste qu’à consolider la souveraineté italienne sur la Libye italienne (occupation du Fezzan en 1927-1928), l’Érythrée et la Somalie italienne (féroce campagne de « pacification » menée par De Vecchi, nommé gouverneur en 1925) avec l’appui de la Grande-Bretagne qui s’exprime clairement dans le discours de Winston Churchill, alors Chancelier de l'Échiquier, le 20 janvier 1927 :

« Si j’avais été italien, je suis sûr que j’aurais été entièrement avec vous, du commencement à la fin de votre lutte victorieuse contre les appétits bestiaux et les passions du léninisme (…) Sur le plan extérieur, votre mouvement a rendu service au monde entier (…) Il est parfaitement absurde de dire que le gouvernement italien ne repose pas sur une base populaire et qu’il n’est pas issu du consensus actif et pratique des grandes masses. »

L’arrivée d’Hitler au pouvoir, qui a souvent proclamé son admiration pour le Duce, modifie le rapport de force en mettant fin à l’hégémonie franco-britannique et donne à Mussolini une position d'arbitre. Mussolini propose un projet de Pacte à quatre qui n'aboutit pas. Une première rencontre avec Hitler en juin à Stra et Venise au sujet de l'Autriche menacée par les nazis tourne au dialogue de sourds. Mussolini, mis en fureur par une allusion de Hitler à la supériorité des peuples nordiques, se laisse aller auprès de ses proches :

« Ce raseur m'a récité Mein Kampf, ce livre indigeste que je ne suis jamais parvenu à lire. Je ne me sens aucunement flatté de savoir que cet aventurier de mauvais goût a copié sa révolution sur la mienne. Les Allemands finiront par ruiner notre idée. Cet Hitler est un être féroce et cruel qui fait penser à Attila. Les Allemands resteront les barbares de Tacite et de la Réforme, les éternels ennemis de Rome. »

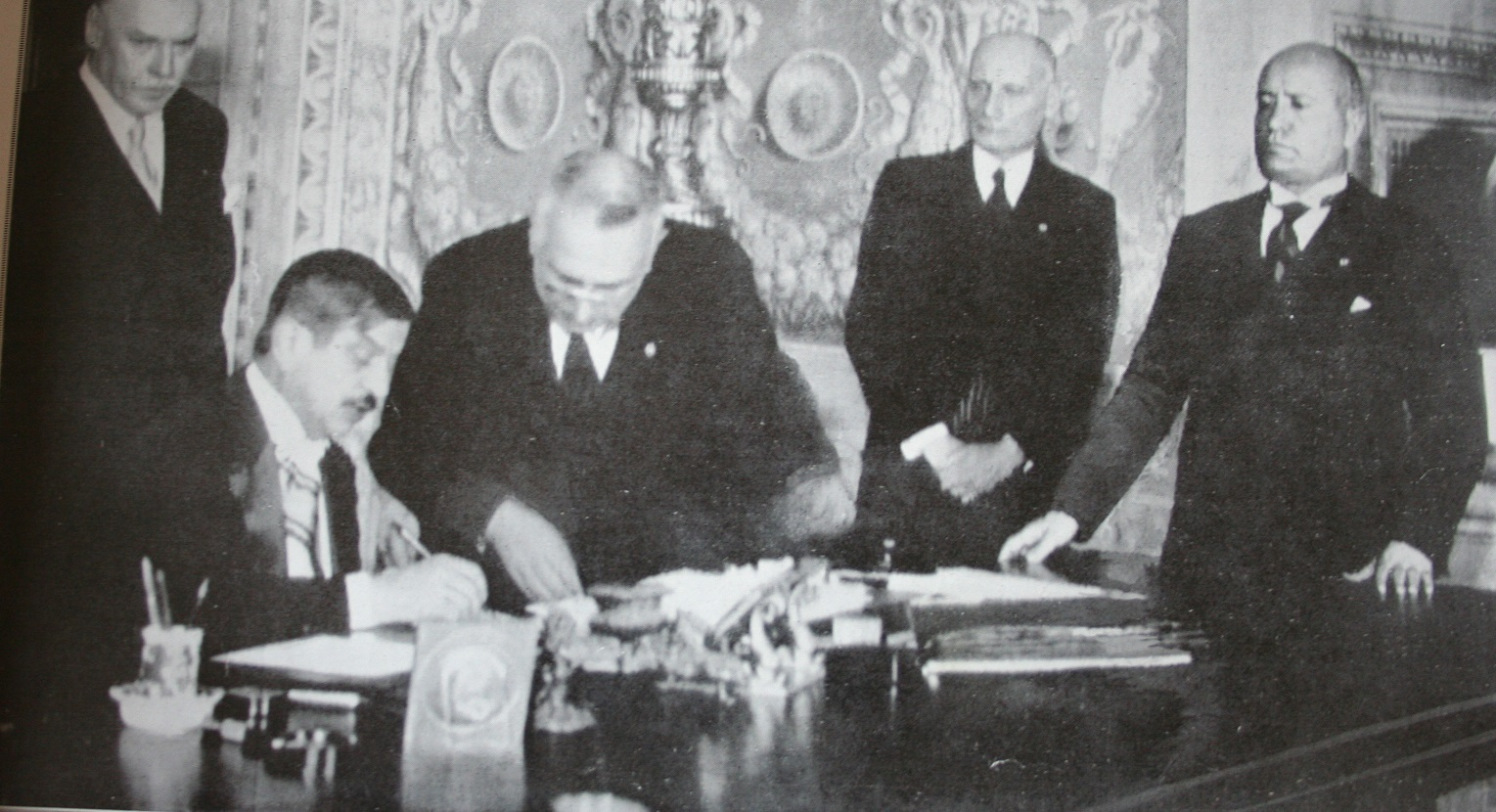
Signature de l'accord Mussolini-Laval dans le salon de la Mappemonde au palais de Venise.

En juillet 1934, il réagit à la tentative de putsch des nazis autrichiens et à l'assassinat du chancelier Dollfuss en mobilisant quatre divisions sur le Brenner, marquant sa détermination à s'opposer à l'absorption de l'Autriche par Hitler. Il craint les visées allemandes sur le Haut-Adige concédé à l'Italie par les traités de 1919-1920 et peuplé majoritairement de germanophones. Cette attitude impressionne Hitler qui désavoue le putsch.
Un rapprochement avec la France s’amorce qui se traduit par l'accord Mussolini-Laval de janvier 1935. La conférence de Stresa en avril entre l’Italie, la France et la Grande-Bretagne, pour concrétiser un « front commun » destiné à contenir les ambitions germaniques et à sauvegarder l'indépendance autrichienne est restée dans l’histoire comme la rencontre des occasions perdues : elle n'aboutit à aucune décision concrète et par ses ambiguïtés laisse croire à Mussolini que les démocraties entérinent son projet de conquête en Éthiopie.

#### Guerre d'Éthiopie (1935-1936)

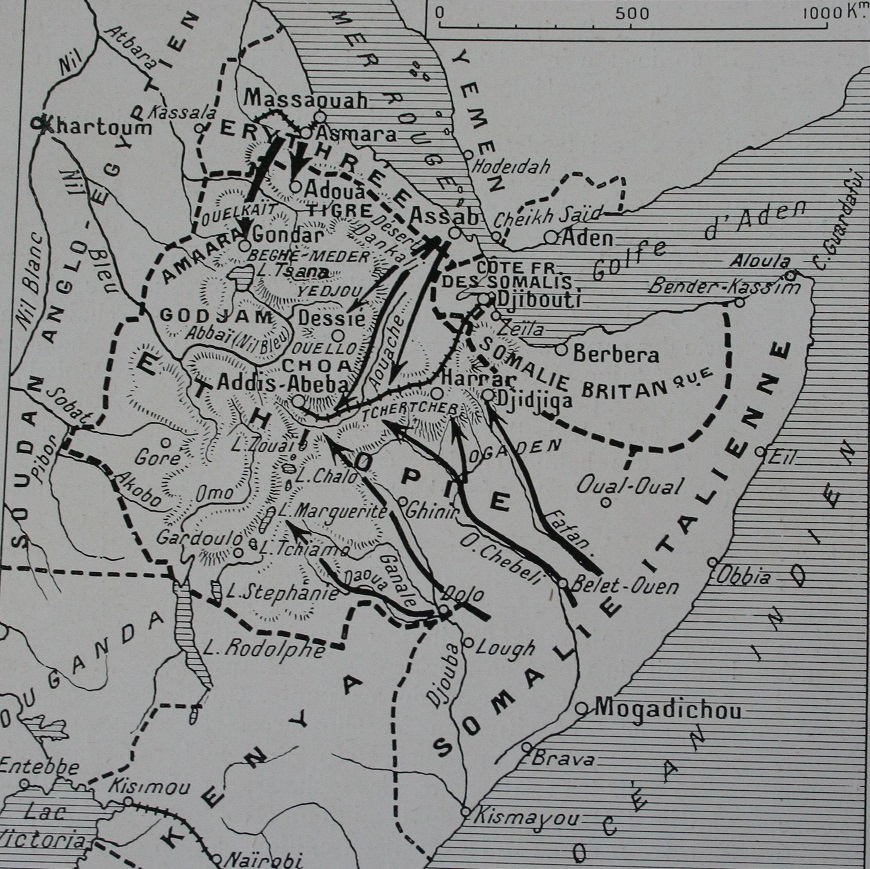
Pénétration des colonnes italiennes en Éthiopie.

Pour des raisons essentiellement de prestige, Mussolini veut agrandir le domaine colonial africain de l’Italie, limité en 1935 à la Libye italienne conquise en 1912 à la suite d’une guerre féroce et aux deux petites colonies de Somalie et d’Érythrée. Il rêve de créer un Empire italien en Afrique orientale, de le relier par le Soudan à la Libye et de venger l’humiliation nationale de la Bataille d'Adoua lors de la Première guerre italo-éthiopienne.
L’Éthiopie est, avec le Liberia, le seul État africain indépendant, le reste du continent étant partagé entre les puissances européennes, principalement la France et la Grande-Bretagne. Elle est membre de la Société des Nations (SDN) depuis 1923. Les intérêts économiques italiens y sont présents et les relations commerciales avec l’Italie se sont développées avec la construction décidée par Mussolini de la route qui relie le port d’Assab en Érythrée à la frontière éthiopienne. Cordiales jusqu’en 1932, les relations des deux pays se sont dégradées avec la multiplication des incidents de frontière.
En 1935, Mussolini qui parie après Stresa sur le désintéressement des Anglais et des Français, juge la situation favorable pour conquérir l’Éthiopie. Il compte obtenir une victoire rapide, l’armée éthiopienne étant dépourvue de matériel moderne, en rassemblant à la frontière 200 000 hommes, 700 canons, 200 chars et 350 avions.
La guerre est engagée sans déclaration le 3 octobre après avoir été annoncée la veille au soir aux Italiens, du balcon du palais de Venise. Après quelques semaines, les Éthiopiens opposent une résistance inattendue. Le 13 novembre, Mussolini remplace le commandant de l'opération Emilio De Bono, qu’il accuse de mollesse, par Pietro Badoglio. En décembre, les Italiens doivent même reculer. Mussolini porte à près de 500 000 hommes le corps expéditionnaire et donne son accord à une généralisation des gaz de combat, associés à des mitraillages et bombardements d’objectifs militaires mais aussi civils.

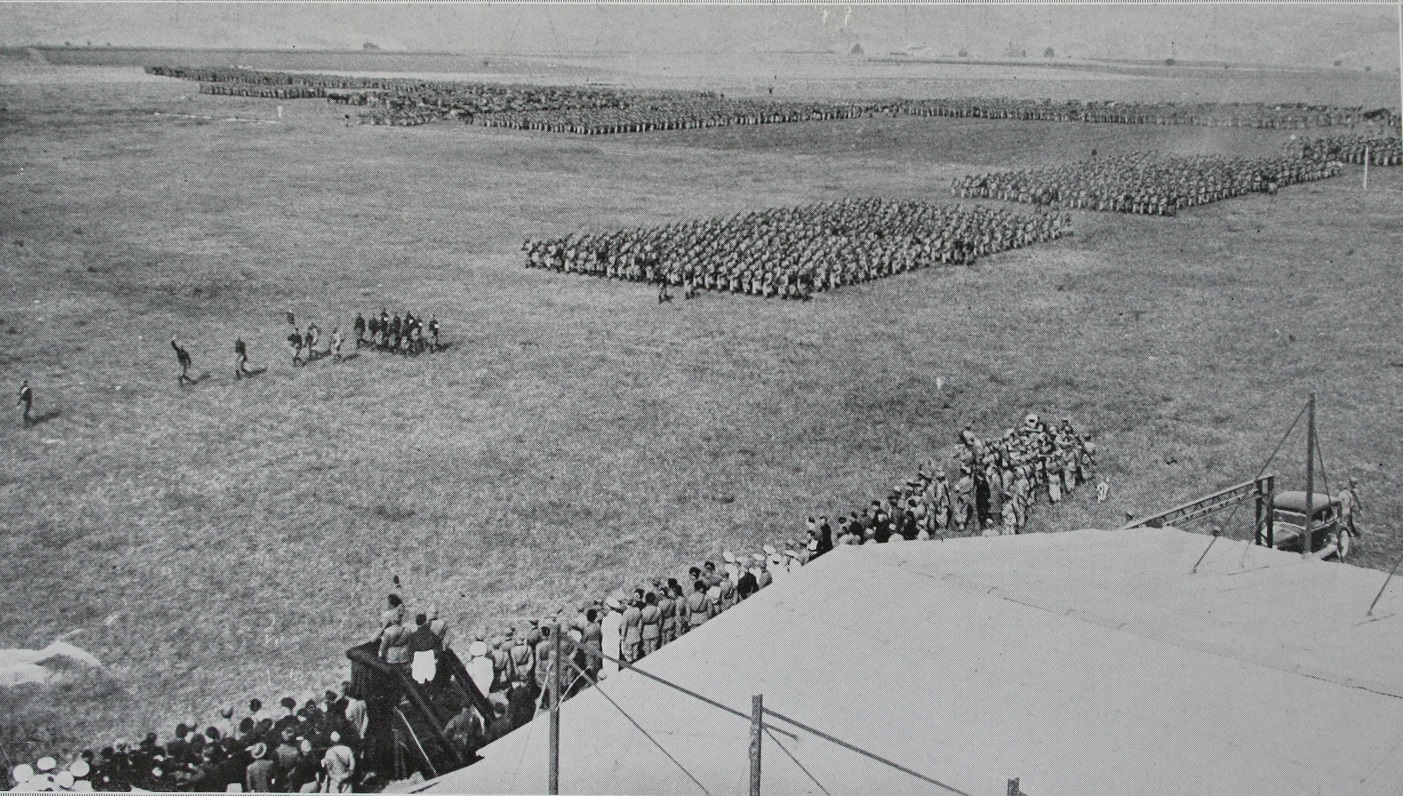
Défilé devant Mussolini de la division italienne « 28-octobre » à Benavento avant son départ pour l'Afrique orientale.

Le 18 novembre, la SDN déclare l’Italie pays agresseur et décide des sanctions économiques : arrêt des achats de marchandises italiennes, des ventes d’armes et de produits stratégiques et des crédits pour ses achats à l’étranger, mais pas la fermeture du canal de Suez ni l’embargo sur le pétrole qui auraient paralysé le corps expéditionnaire italien. L’Allemagne, mais aussi l’URSS, les États-Unis, la Yougoslavie, la Pologne et la Tchécoslovaquie, font savoir qu’elles n’appliqueront pas les sanctions. Paris et Londres ne sont pas enthousiastes, craignant que l’embargo ne pousse l’Italie vers l’Allemagne. La remilitarisation de la Rhénanie à partir du 7 mars 1936 rend service à Mussolini en faisant diversion. En guise de riposte, Mussolini met en œuvre des programmes économiques autarciques.
Les sanctions provoquent en Italie une indignation qui donne lieu à de nombreuses manifestations populaires de soutien au régime. La campagne culmine avec la « Journée de l’alliance » le 18 décembre au cours de laquelle des centaines de milliers d’Italiens et d’Italiennes font don à la nation de leurs anneaux de mariage, recevant en échange un petit cercle de fer (37 tonnes d'or et 115 d'argent seront comptabilisées par la Banque d'Italie).

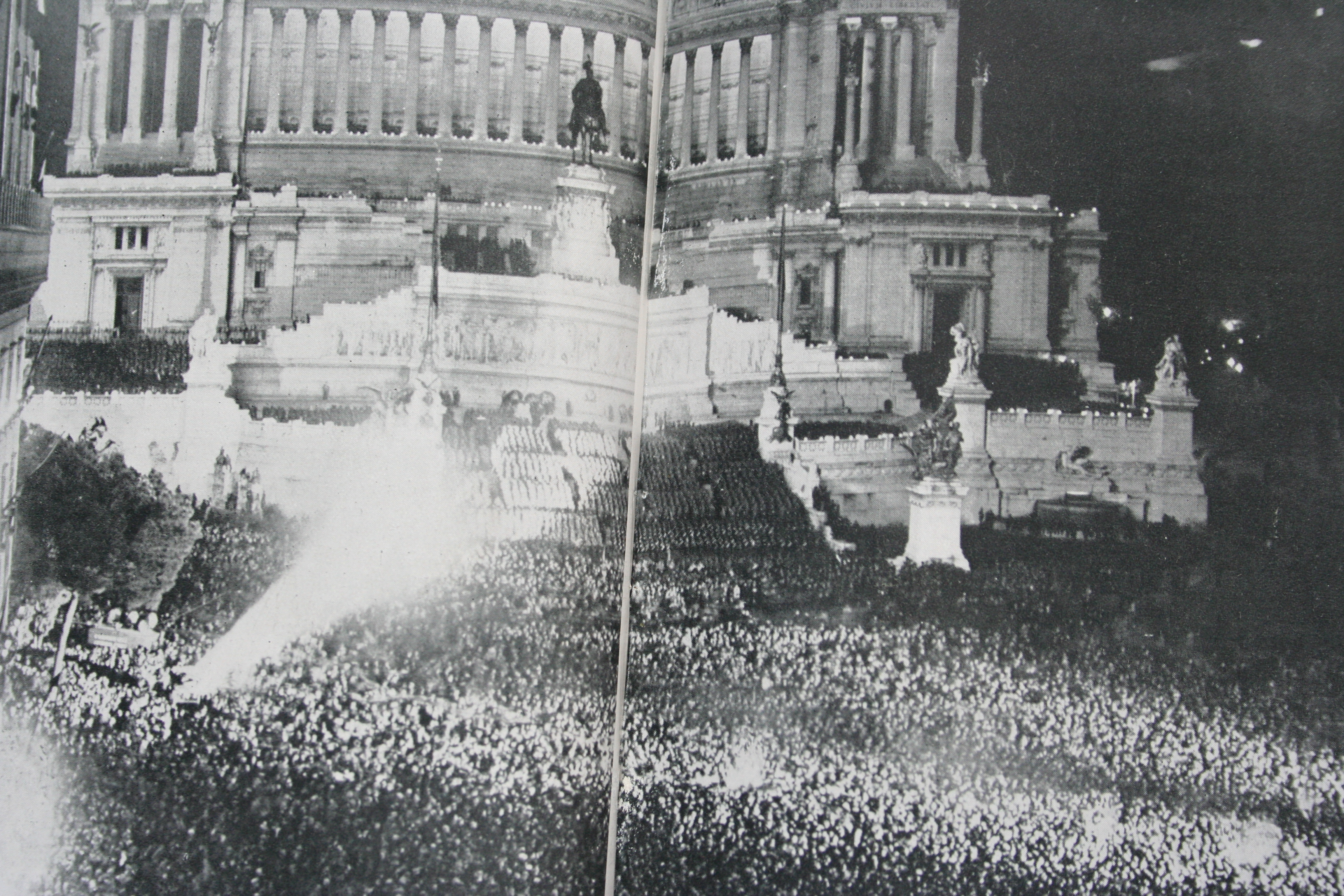
Foule massée sur la place de Venise dans la nuit du 9 mai 1936 pour écouter Mussolini proclamer l'annexion de l'Éthiopie.

L’offensive reprend en février 1936 et le 5 mai, les Italiens prennent Addis-Abeba, le Négus Haïlé Sélassié Ier ayant pu s’embarquer pour l’Angleterre deux jours auparavant. Mussolini annonce la victoire du balcon du palais de Venise à une foule de deux cent mille personnes enthousiastes.

« L’Éthiopie est italienne ! Italienne de fait, parce qu’occupée par nos armées victorieuses. Italienne de droit, parce qu’avec le glaive de Rome c’est la civilisation qui triomphe de la barbarie, la justice qui triomphe de l’arbitraire cruel, la rédemption de la misère qui triomphe de l’esclavage millénaire. »

La guerre d'Éthiopie est un tournant majeur pour les relations européennes. Mussolini est incité à un rapprochement avec Hitler qui a refusé d’appliquer les sanctions et reconnu la conquête de l’Éthiopie. L’expansion de l'Italie en Afrique orientale et en Méditerranée heurte la Grande-Bretagne qui a des intérêts dans le secteur et la France où le Front populaire vient d’être élu sur un programme nettement antifasciste et laisse le champ libre à Hitler en Autriche. La participation au conflit espagnol à partir de l’automne 1936 va encore resserrer les liens entre les deux dictateurs.

#### De la guerre d'Espagne à l'alliance allemande (1936-1939)

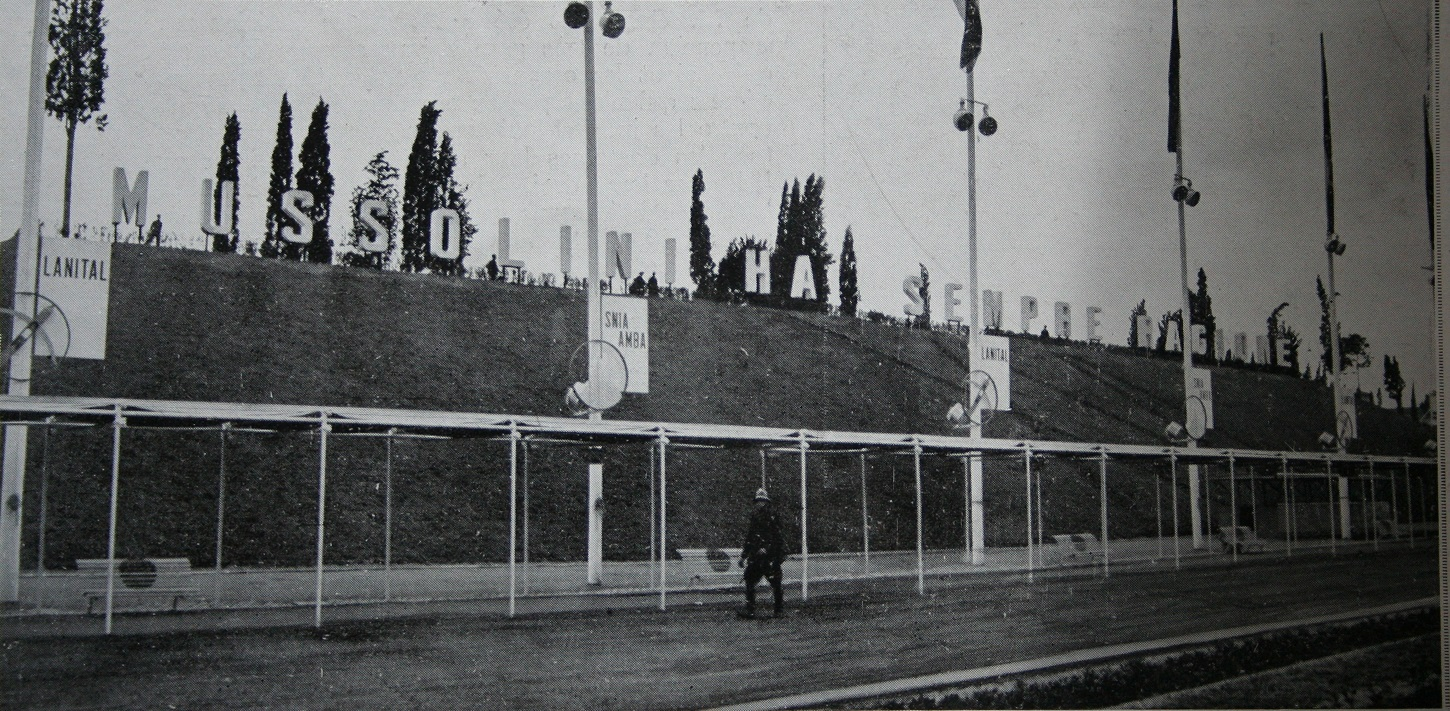
Mussolini ha sempre ragione ! Mussolini a toujours raison ! Ce slogan est de l'écrivain et humoriste fasciste Leo Longanesi. Approuvé par Mussolini (y voit-il l'ironie cachée ?), il est reproduit partout.

Dès le début de la guerre civile espagnole, le 18 juillet 1936, Franco se tourne vers Mussolini et Hitler pour obtenir des armes. Après quelques hésitations, le Duce s’engage en novembre 1936 dans une aide massive en matériel de guerre et en hommes (70 000 « volontaires » en mars 1937 plus imposés que souhaités par Franco), officiellement pour barrer la route aux communistes espagnols soutenus par Moscou. Il espère la gloire de succès militaires rapides et de nouvelles positions en Méditerranée occidentales : les Italiens s’installent à Majorque dès le début du conflit et y resteront pendant toute la durée de la guerre.
Il ne va tirer aucun avantage, ni stratégique, ni d’autre nature de cette guerre, moins populaire en Italie que la guerre d’Éthiopie et beaucoup plus difficile. Dès le mois de mars 1937, il essuie un échec cuisant à Guadalajara à 50 km de Madrid où 35 000 Italiens et 15 000 Espagnols nationalistes sont défaits par l’armée républicaine et les brigades internationales (où se trouvent de nombreux antifascistes italiens) appuyés par des chars livrés par l’URSS.
La guerre va durer jusqu’en mars 1939 et coûter à l’Italie, au-delà des pertes en hommes (4 000 tués et plus de 11 000 blessés) la somme considérable de 8,5 milliards de lires, le double du montant de l’assistance allemande (6 500 hommes, essentiellement un corps aérien, la « légion Condor ») compensée par l’octroi de concessions minières et l’équivalent de l’aide soviétique bien payée elle avec l’or de la Banque d’Espagne envoyé à Moscou.

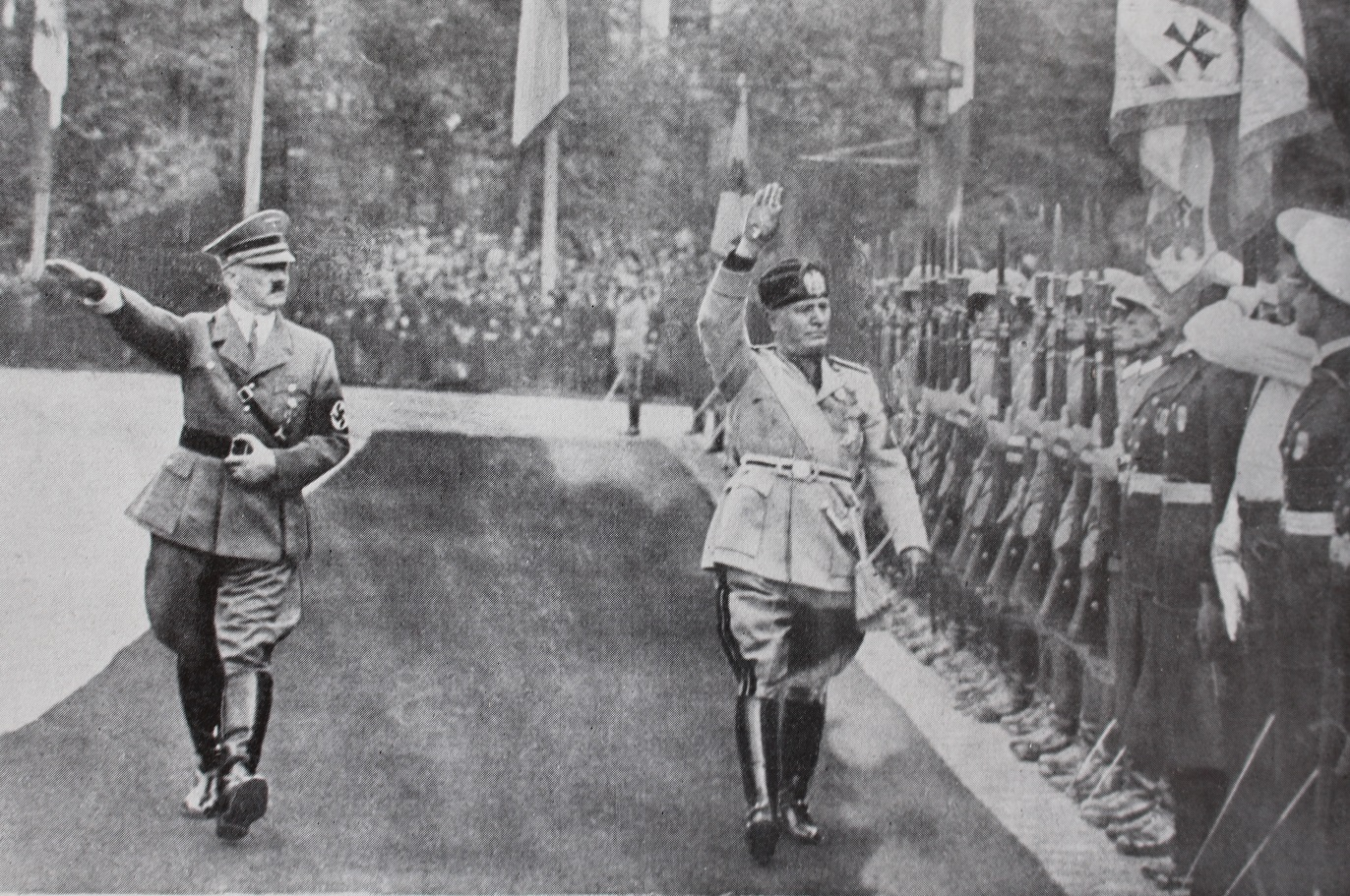
Mussolini passant en revue la garde d’honneur à la gare de Munich lors de sa visite en Allemagne en septembre 1937.
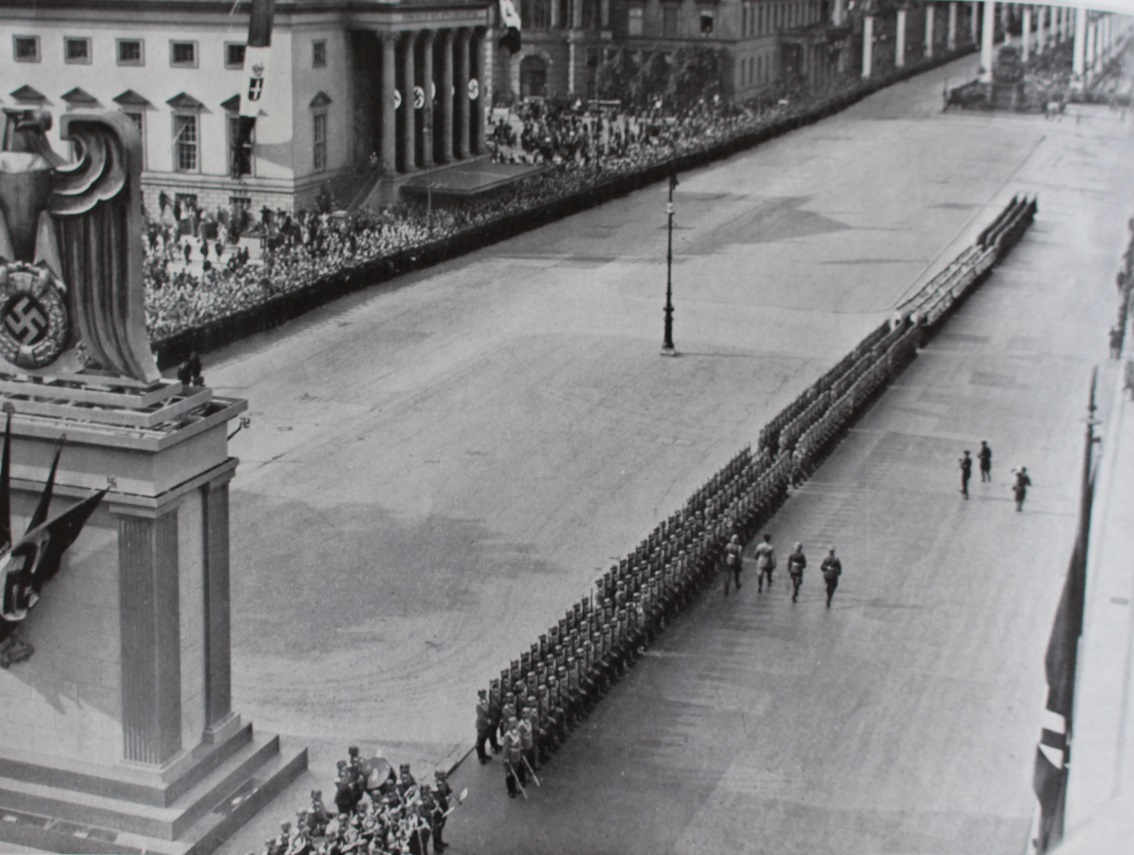
Mussolini passe en revue un bataillon d’honneur devant le monument aux Morts de la guerre sur la célèbre avenue Unter den Linden décorée et complètement dégagée, lors de sa visite à Berlin.
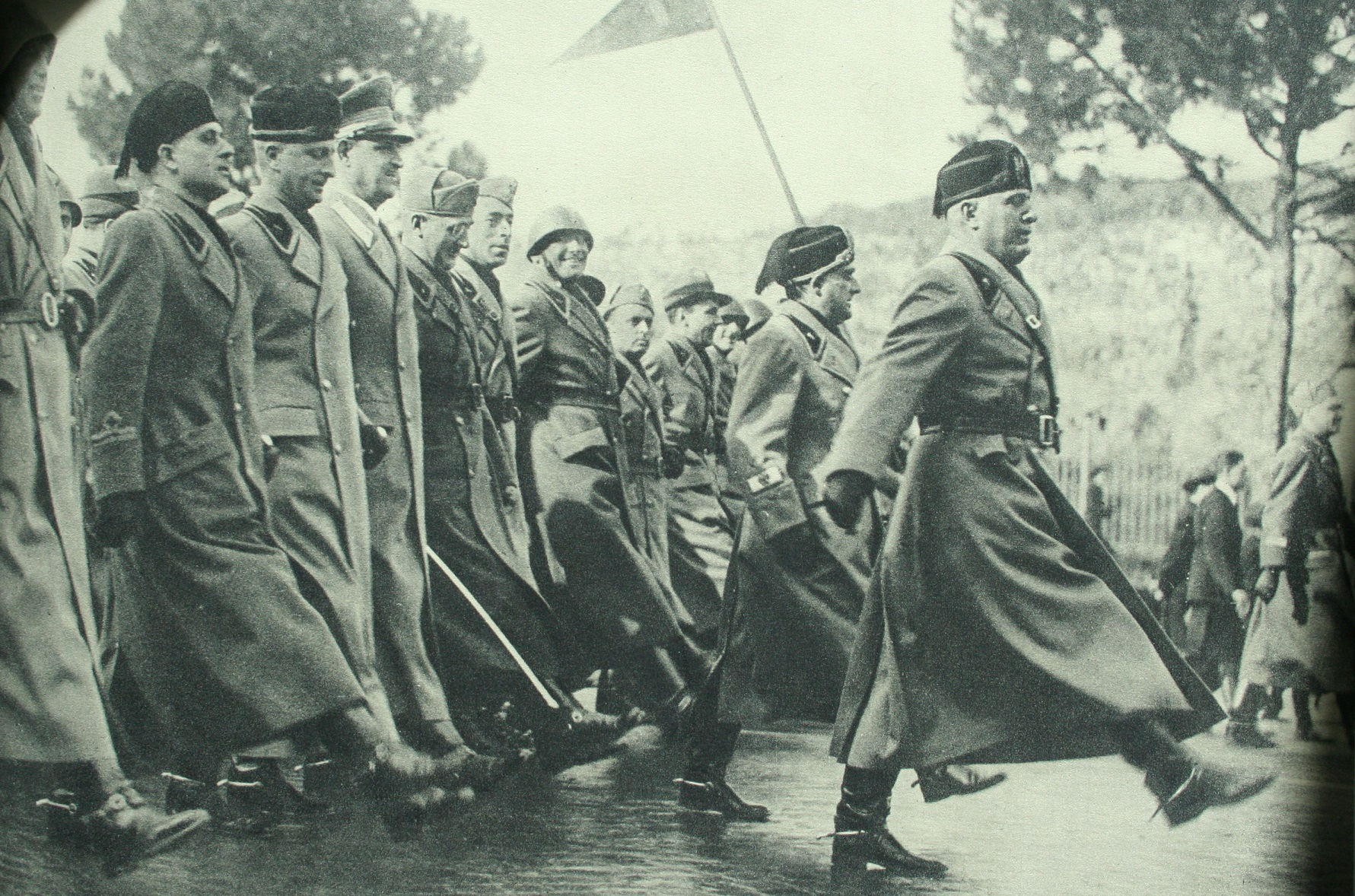
Démonstration par Mussolini du pas de l'oie, nouveau pas romain de parade introduit en 1938 après sa visite à Berlin. « Ils disent que le pas de l’oie est prussien. Pas du tout. L'oie est un animal romain, s’il est vrai qu’elle a sauvé le Capitole. Sa place est entre l’aigle et la louve »[N 10].

Pour Hitler, la guerre d’Espagne constitue un bon moyen de se rapprocher de Mussolini tout en détournant les ambitions du Duce vers la Méditerranée au moment où il envisage un coup de force contre l’Autriche. Hitler ne se fait pas d’illusions sur les moyens réels de l’armée italienne, mais il préfère avoir l’Italie avec lui que contre lui. Il sait toucher la vanité du Duce en l'invitant en Allemagne du 23 au 29 septembre 1937 et en le comblant d’honneurs : trois millions d’Allemands sur le parcours du cortège officiel, gigantesque parade militaire, voyage en chemin de fer de Munich à Berlin, les deux trains des chefs d’État roulant côte à côte à la même vitesse symbolisant « le parallélisme des deux révolutions », des foules apparemment enthousiastes rassemblées dans les gares traversées pour acclamer les deux dictateurs, visite des usines Krupp, discours final de Mussolini en allemand devant 800 000 personnes où il affirme que, lorsque le fascisme a un ami, il marche avec lui « jusqu’au bout ». Ce voyage triomphal eut une influence déterminante sur le tournant pro-allemand de Mussolini fasciné par l’étalage de la puissance militaire nazie. Son admiration pour Hitler, non dépourvue de jalousie et de rancune est devenu réelle. Galeazzo Ciano, son gendre et ministre des Affaires étrangères est plus circonspect : « La solidarité des deux Régimes sera-t-elle assez forte pour tenir vraiment unis deux peuples que race, civilisation, religion, goûts mettent aux antipodes l’un de l’autre ? ».
L’Anschluss, le 11 mars 1938, est une première déception pour Mussolini lorsqu’il apprend qu’Hitler a envahi l’Autriche sans aucune concertation préalable avec lui, ni compensation pour l’Italie fasciste. Il ne peut qu’accepter le fait accompli en faisant savoir à Hitler que le gouvernement italien n’a « rien à redire au sujet de l’Anschluss », ce qui provoque des réactions négatives dans de nombreux secteurs de la population, y compris chez les dirigeants fascistes et le mécontentement du roi qui n’aime pas les Allemands et encore moins les nazis. La bourgeoisie, francophile ou anglophile et les milieux d’affaires s’accommodent mal de l’orientation pro-allemande de la politique étrangère. Les « années de consensus » se terminent, même si Mussolini est encore assez largement épargné par cette désaffection à l’égard du régime et du parti qui compte, sur le papier, plus de 2,6 millions de membres, 8 millions de jeunes étant enrôlés dans ses différentes organisations, ainsi que 4 millions de travailleurs dans le dopolavoro (loisirs populaires).
Comme Hitler depuis le 4 février 1938, Mussolini se fait nommer commandant de toutes les forces armées (« premier maréchalat d'Empire »), grade qu’il doit cependant partager avec le roi qui menace de ne pas donner sa signature à la promulgation de la loi mais finit par céder, en lui en gardant une rancune tenace.
Dans le cadre de sa politique d'apaisement, Chamberlain reconnaît la souveraineté italienne en Éthiopie par le pacte de Pâques signé à Rome le 16 avril 1938, mais en septembre l’Europe est au bord de la guerre à la suite de l’ultimatum d’Hitler à la Tchécoslovaquie qui mobilise.
Mussolini accepte, à la demande de Chamberlain, de jouer le rôle de médiateur auprès de Hitler. Il organise la conférence de Munich entre les deux dictateurs, Daladier et Chamberlain le 29 septembre. Il est en position d’arbitre, mais il soutient les revendications d'Hitler. Dirigeant les travaux, s’entretenant en allemand avec Hitler, en français avec Daladier, en anglais avec Chamberlain, il propose le compromis qui sera adopté et qui reprend avec quelques assouplissements formels toutes les conditions de Hitler. De retour en Italie, il est fêté spontanément comme « le sauveur de la paix », confirmation des sentiments pacifistes des Italiens par ailleurs consternés par l’adoption au début du mois des lois raciales prises à l'encontre des Juifs (voir chapitre suivant).
Inquiet, Mussolini pense que Hitler ne s’arrêtera pas là et que Paris et Londres ne céderont pas la prochaine fois. « Nous devons tenir les deux portes ouvertes » dit-il à Ciano. Les discussions reprennent avec la France sur des revendications (minimalistes) présentées par les Italiens (établissement d'un condominium franco-italien en Tunisie et à Djibouti) mais n'aboutissent pas.
Le 15 mars 1939, dans la nuit, Hitler occupe la Bohême. Mussolini, mis une nouvelle fois devant le fait accompli, est prévenu par le messager habituel de Hitler, le prince de Hesse. « Les Italiens vont se moquer de moi. Chaque fois que Hitler prend un pays, il m’envoie un message », dit Mussolini à Ciano.
« C’est une chose grave », écrit Ciano qui va désormais s’appliquer à freiner une alliance qui lui paraît dangereuse, « d’autant plus que Hitler avait assuré que jamais il ne voudrait annexer un seul Tchèque (…) Quelle importance pourra-t-on attacher à l’avenir aux autres déclarations et promesses qui nous concernent de plus près ? Il est inutile de se dissimuler que tout cela préoccupe et humilie le peuple italien ».

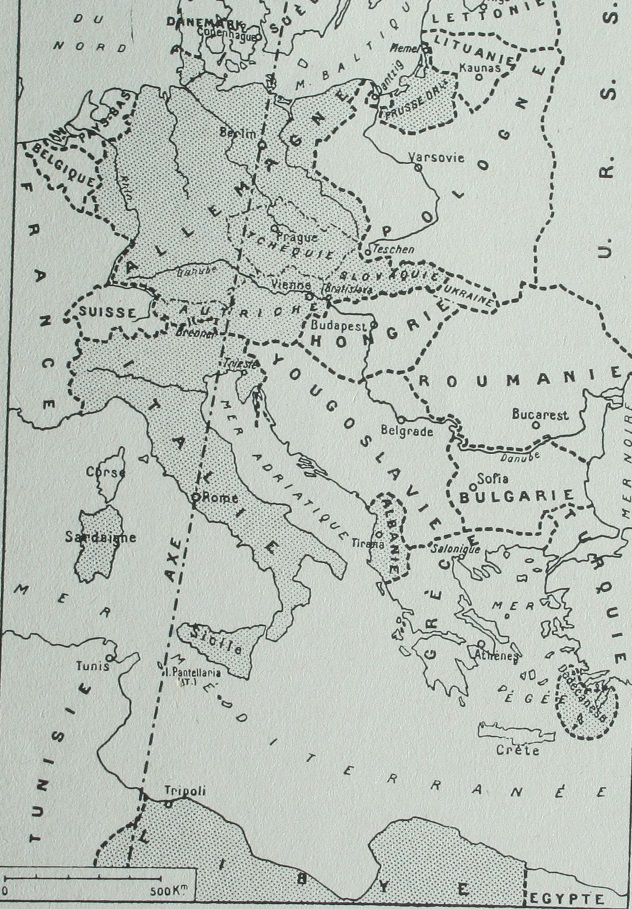
L'Axe en mars 1939.

Le mépris de Mussolini pour l’inertie des démocraties grandit. Soucieux et déprimé, il décide, au lieu de resserrer les liens avec Londres et Paris, d’envahir l’Albanie et de chasser le roi Zog Ier, transformant en conquête ce qui était déjà un semi-protectorat. Une assemblée de notables offre la couronne d’Albanie au roi Victor-Emmanuel.
Il est maintenant persuadé qu’une guerre européenne, dont Hitler sortira vainqueur, est inévitable. L’appui de ce dernier peut lui permettre de faire triompher ses revendications qu'il expose le 30 novembre devant les membres du Grand Conseil du fascisme : « Pour assurer notre sécurité dans cette Méditerranée qui nous tient encore prisonniers, nous avons besoin de la Tunisie et de la Corse. La frontière doit aller jusqu’au Var. Je ne revendique pas la Savoie, car elle se trouve en dehors du cercle alpin. Je pense en revanche au Tessin (…) Tout cela constitue un programme. Je ne peux lui fixer de terme temporel, j’indique seulement les orientations de la marche ».
Il doit tenir compte dans son pays des réactions hostiles à une alliance avec Hitler. Le roi, la majorité des chefs militaires et des dirigeants fascistes, la hiérarchie catholique et la majorité des Italiens sont contre. Seule l’aile intransigeante du parti rassemblée autour de Roberto Farinacci est pour. Mais, confiant dans son « flair », il prend le parti de se ranger du côté du plus fort et charge Ciano d’engager des conversations avec les Allemands pour conclure une alliance militaire, à la condition expresse que la guerre ne soit pas engagée avant 1943, pour avoir le temps de se préparer militairement et pour organiser l’Exposition universelle de Rome prévue en 1942. Le pacte d'Acier est signé le 22 mai 1939 à Berlin par Ribbentrop et Ciano, en présence de Hitler et Goering, mais Ciano a laissé les Allemands préparer seuls le projet de pacte et rien ne stipule d’attendre trois ans pour déclencher la guerre. L’article 3 prévoit même, en cas d’entrée en guerre de l’une des parties, l’entrée en guerre automatique de l’autre.

### Racisme et antisémitisme chez Mussolini

#### Avant la législation de 1938
Jusqu'à l'alliance avec l'Allemagne, Mussolini n’a pas originellement de véritables préventions contre les Juifs, ni avant son accession au pouvoir, ni après sa venue au pouvoir car il collabore à des revues à des publications dirigées par des Juifs, a des amis et collaborateurs juifs et entretient pendant une vingtaine d’années une liaison amoureuse avec une intellectuelle juive connue au parti socialiste, Margherita Sarfatti, et il ne fait jamais de déclaration en faveur des thèses de l'antisémite Preziosi pour lequel il n’a aucune sympathie. On trouve certaines personnalités juives parmi les premiers bailleurs de fonds du fascisme comme le commendatore Elio Jona, le banquier Giuseppe Toeplitz, un certain nombre de grands propriétaires de la région de Ferrare qui soutinrent les escouades squadristes de Balbo. Il y a au moins cinq Juifs parmi les « sansépolcristes » du 23 mars 1919, et au moins trois Juifs dans le martyrologe officiel de la « révolution fasciste » ; de plus, 230 Juifs reçurent le brevet attestant leur participation à la marche sur Rome, et à la fin de 1922, 750 avaient leur carte de membre du parti. Entre 1927 et 1932, sont établies de bonnes relations entre le Duce et les principales personnalités du judaïsme italien et un rapprochement entre le gouvernement fasciste et les milieux sionistes a lieu : Chaïm Weizmann est reçu une première fois par Mussolini en 1926 et en retire l’impression que le dictateur n’est pas hostile au sionisme.
Dès 1928, il y a un fort courant d’adhésion au fascisme de la part de nombreux Juifs italiens : 5 000 adhésions entre octobre 1928 et octobre 1933, soit près de 10 % de la population juive italienne. En 1934, Mussolini reçoit une seconde fois Chaïm Weizmann : ils évoquent un rapprochement avec la France et de la Grande-Bretagne, Mussolini déclare que Jérusalem ne peut être une capitale arabe ; Weizman propose de mettre à disposition de l'Italie fasciste une équipe de savants juifs ; Weizmann et son épouse demandent une photo dédicacée de Mussolini. Néanmoins, lorsque Mussolini rencontre en 1941 le grand mufti de Jérusalem, Amin al-Husseini, il assure au religieux palestinien qu'il est antisioniste.

Mussolini attribuera d'ailleurs même jusqu'en 1942 le génie propre de l'Italie à une synergie de ceux de plusieurs peuples dans un même effort : 

« J'ai toujours considéré le peuple italien comme le produit admirable de différentes fusions ethniques sur la base d'une unité géographique, économique et surtout spirituelle. Il relève de l'esprit qui a fait notre civilisation sur les routes du monde. Ces hommes de sangs différents étaient porteurs d'une seule civilisation splendide. »

Le 20 décembre 1932, Mussolini déclare :

« Il est ridicule de penser, comme cela a été dit, qu'il faille fermer les synagogues ! Les Juifs sont à Rome depuis le temps des rois ; ils étaient 50 000 à l'époque d'Auguste et demandèrent à pleurer sur la dépouille de Jules César. Nous les laisserons vivre en paix. »

De nombreux Juifs participent à l'offre d'or pour le financement de la guerre d'Éthiopie et s'engagent en nombre dans les troupes à tel point qu'il faut même créer un rabbinat militaire. Il nomme des Juifs à des postes importants comme Guido Jung, ministre des Finances, ou l'amiral Ascoli, commandant en chef des forces navales durant la guerre d'Éthiopie. Dans ses déclarations officielles, Mussolini condamne catégoriquement l'antisémitisme et le racisme ; ainsi, lors de ses entretiens avec Emil Ludwig. Dans le livre qui en fut tiré en 1932, Mussolini y affirmait que le racisme était une stupidité : « L’antisémitisme n’existe pas en Italie. […] Les Juifs italiens se sont toujours bien comportés comme citoyens, et comme soldats ils se sont bien battus ». À Ostie, en août 1934, Mussolini déclare :

« Il n'y a plus de races à l'état pur. Même les Juifs ne sont pas demeurés sans mélange. Ce sont précisément ces croisements heureux qui ont très souvent produit la force et la beauté d'une nation. Je ne crois pas qu'on puisse apporter la preuve biologique qu'une race est plus ou moins pure, plus ou moins supérieure. Ceux qui proclament la noblesse de la race germanique sont, par un curieux hasard, des gens dont aucun n'est réellement germain… Une chose analogue ne se produira jamais chez nous. La fierté ne nécessite pas un état de transe provoqué par la race. L'antisémitisme n'existe pas en Italie. Les Juifs italiens se sont toujours bien comportés comme citoyens et bravement battus comme soldats. Ils occupent des situations éminentes dans les universités, dans l'armée, dans les banques. Il y en a toute une série qui sont officiers supérieurs : le commandant de la Sardaigne, le général Modena, un amiral de la flotte, un général d'artillerie et un général des bersaglieri. »

Mussolini, dans un discours suivant l'arrivée au pouvoir d'Hitler condamnera son idéologie : « Trente siècles d'histoire nous permettent de regarder avec une souveraine pitié une doctrine venue du nord des Alpes, une doctrine défendue par la progéniture d'un peuple qui ignorait qu'une écriture eût pu témoigner de sa vie, à une époque où Rome avait César, Virgile et Auguste ».
Mussolini s'attribuera rétrospectivement des idées racistes. L'auteur italien Mauro Suttora (en) dans Mussolini segreto, cite à cet égard des passages du journal intime de celle qui fut à partir de 1936 la maîtresse de Mussolini, Clara Petacci, où il affirme avoir eu des préjugés anti-juifs antérieurement aux lois raciales : « Moi, j'étais raciste dès 1921. Je ne sais pas comment on peut penser que j'imite Hitler [concernant les lois anti-juives de 1938], il n'était même pas né [politiquement]. Ils me font rire […] Il faut donner un sens de la race aux Italiens pour qu'ils ne créent pas de métisses, qu'ils ne gâchent pas ce qu'il y a de beau en nous […] Ces saloperies de Juifs, il faut tous les détruire. Je ferai un massacre comme les Turcs ont fait. […] Je ferai un îlot et les y enfermerai tous. Ce sont des charognes, nuisibles et lâches […] Il est temps que les Italiens comprennent qu'ils ne doivent plus être exploités par ces reptiles »,.
La guerre d'Éthiopie marque le début d'une politique raciste contre les noirs : pour éviter tout métissage, il est interdit à tout Italien d'entretenir une relation avec une femme indigène (décision prise le 9 janvier 1937 en conseil des ministres et entériné par l'édit royal d'avril 1937) ; on fait venir d'Italie des prostituées pour satisfaire les besoins sexuels des soldats. Mussolini interdit à ses soldats de chanter Faccetta nera, « Frimousse noire, belle abyssine » qui fait l'éloge de la beauté des Éthiopiennes et de la fin de l'esclavage en Éthiopie voulue par le régime fasciste. La répression brutale, aveugle et sanguinaire qui frappe l’Éthiopie après l'attentat manqué contre le maréchal Graziani (19 février 1937), connue sous le nom « massacre de Graziani », marque l'orientation raciste du régime : de 450 (selon le rapport du général Graziani) à 2 000 personnes sont assassinées sur ordre du général Graziani, dont la moitié de religieux, leurs corps jetés dans le fleuve, dans des puits que l'on brûle au pétrole. Dans son ouvrage Le fascisme en action, l'historien Robert Paxton écrit : « En 1937, après la tentative d'assassinat du général Graziani, gouverneur général et vice-roi, les activistes du parti firent régner la terreur à Addis-Abeba pendant trois jours et ils massacrèrent plusieurs centaines de ses habitants ». Mussolini ordonne à Graziani quatre jours après d'« éliminer tous les suspects sans faire d'enquête ».
Le rapprochement avec l'Allemagne consécutif aux sanctions de la France et le Royaume-Uni à la suite de l'invasion de l'Éthiopie ainsi que la volonté de séduire le monde musulman dont témoigne le geste de Mussolini de saisir le 18 mars 1937 à Tripoli « l'épée de l'Islam » jouent un rôle déterminant dans le changement d'orientation du régime. De 1936 à 1938, plusieurs publications et déclarations de hauts dignitaires fascistes sont antisémites ; une manifestation antisémite est même organisée à Ferrare, une des quatre villes italiennes qui regroupent une importante communauté juive (avec Rome, Livourne et Ancône),.

#### Les lois raciales de 1938
En 1938, Mussolini, vraisemblablement pour donner des gages à Hitler, lance une campagne antisémite qui commence en juillet par la publication d'un article anonyme dans le Giornale d’Italia, rédigé par un groupe d'universitaires et traitant des « problèmes de la race ». Le Parti va donner une large publicité à ce « Manifeste des savants » dans lequel on peut lire : « Les races humaines existent, il y a des races inférieures et supérieures, le concept de race est purement biologique, les Juifs n'appartiennent pas à la race italienne ».
Les lois raciales ne tardent pas à suivre, introduisant des mesures de discrimination et de persécution à l’encontre des Juifs étrangers, puis en novembre des Juifs italiens qui sont exclus de la fonction publique, de l'enseignement et de l'armée. Le mariage entre Italiens et « non-Aryens » est interdit ; le droit de posséder des biens immobiliers et de diriger des entreprises strictement limité.
Mussolini est personnellement responsable de ces lois antisémites. Son administration les a cependant appliquées avec un certain laxisme, en multipliant par exemple les exemptions pour faits de guerre ou participation à la « révolution fasciste » ainsi que les « aryanisations de complaisance », provoquant par ailleurs « une énorme vague de corruption et de pots-de-vin ». Lui-même est indigné par un rapport qu'il reçoit en décembre 1939 sur les atrocités commises par les nazis à Poznań en Pologne : « Il m'a conseillé de faire parvenir, indirectement, aux journaux français et américains, les informations contenues dans ce rapport. Il est nécessaire que le monde ait connaissance de ces faits », écrit Ciano dans son Journal le 4 décembre 1939.
Dans la zone d'occupation italienne en France (huit départements du Sud-Est entre novembre 1942 et la chute de Mussolini), l'application des lois antisémites de Vichy est suspendue et un grand nombre de Juifs viennent s'y réfugier, ce qui provoque des heurts avec les Allemands. Cette attitude sera également suivie dans les Balkans, où les Italiens ont, le plus souvent possible, protégé les Juifs contre les Allemands.
Dès avant l'occupation allemande de 1943, 3 552 familles juives sur 15 000 sont victimes de la persécution fasciste. Entre 1943 et 1945, dans l'épilogue de la guerre civile et de la République sociale italienne occupée, certes il n'est plus vraiment maître de ses décisions, otage des Allemands. Les extrémistes de son parti qui sont à la tête des milices et des polices parallèles prêtent la main aux SS et à la Gestapo dans la chasse aux partisans et aux juifs qui sont déportés dans les camps de concentration nazis. Sans qu’il intervienne.
Selon les estimations du Centre de documentation juive de Milan pendant la République sociale, hors les juifs estimés à environ 2 000 ayant rejoint la Résistance, 6 000 Juifs purent s’expatrier en Suisse, 4 000 se réfugièrent au Sud, 7 000 furent tués ou déportés, mais 27 000 furent cachés et sauvés : un des pourcentages les plus élevés de toute l’Europe.

### Seconde Guerre mondiale

#### De la «non-belligérance» à l’échec de la «guerre parallèle» (septembre 1939- avril 1941)
Le 1er septembre 1939, l'Allemagne envahit la Pologne, déclenchant la Seconde Guerre mondiale. Hitler a prévenu Mussolini par lettre le 25 août en faisant appel à sa « compréhension » sans faire état de la clause du pacte d’Acier impliquant l’engagement automatique de l’Italie.
Mussolini répond que l’état des armements italiens ne lui permet pas d’entrer en guerre, mais que « son intervention peut être immédiate » si l’Allemagne lui donne tous les armements nécessaires. Suit une liste d’équipements à livrer de nature à décourager Hitler qui n’est pas dupe.
Mussolini annonce à contrecœur la « non-belligérance » de l'Italie le 1er septembre, expression qu'il choisit pour éviter la « neutralité » qu'il juge déshonorante après avoir signé un pacte d'alliance dit « d'acier » (et qui n'est pas dans son tempérament). Franco reprendra l'expression pour l'Espagne le 10 juin 1940. « Les Italiens, dit-il à Galeazzo Ciano après avoir écouté ma propagande belliciste pendant 18 ans ne peuvent comprendre, maintenant que l’Europe est en flammes, que je me fasse le champion de la paix, cela par notre impréparation militaire dont ils me rendent également responsable ». La population est au contraire heureuse de la décision prise.
Au cours des mois qui suivent, Paris et Londres cherchent sans succès à le faire passer de la non-belligérance à la neutralité. En mars, il accueille à Rome le ministre allemand des Affaires étrangères Joachim von Ribbentrop qui le sollicite pour entrer en guerre et à qui il déclare qu’il envisage de mener une « guerre parallèle » en Méditerranée une fois lancée l’offensive allemande à l’Ouest. Très mal à l’aise, il confirme ses propos à Hitler lors d’une rencontre le même mois au col du Brenner mais sans fixer de date. « Le Duce subit la fascination de Hitler, écrit Ciano, d’autant plus que cette fascination s’exerce dans le sens même de sa nature intime : l’action. ». Mussolini ressent un profond malaise en se mettant à l’écart des grands évènements et voudrait y participer.
À cette date, l’armée italienne dispose de 1,6 million d’hommes avec un armement très insuffisant, particulièrement en DCA, chars et canons antichars, une situation dont Mussolini est responsable, même si peu de chefs militaires ont eu le courage de le mettre en face des réalités. De Bono qui a inspecté la frontière occidentale lui a dit que l’état de l’armée est « désastreux du point de vue matériel et moral ».
Le succès de la Blitzkrieg d’Hitler en France le décide cependant à déclarer la guerre le 10 juin pour participer au partage des dépouilles. Ciano écrit : « La nouvelle de notre entrée en guerre ne surprend personne et n’éveille pas un enthousiasme excessif. Je suis triste, très triste. L’aventure commence. Que Dieu assiste l’Iltalie. »
« C’est un coup de poignard à un homme déjà à terre, dit l’ambassadeur de France André François-Poncet à Ciano, les Allemands sont de durs maîtres, vous vous en apercevrez.»
Le 17 juin, les Français demandent l’armistice. Le Duce veut attaquer la France avant que la Wehrmacht ait remporté une victoire totale. Il ordonne à Badoglio qui est en position défensive d’engager la « bataille des Alpes ». Il pense que les Français désormais à genoux et inférieurs en nombre (300 000 hommes du côté italien contre 80 000 du côté français) vont n’offrir qu’une résistance symbolique. La bataille commence le 20 juin et dure 4 jours. L’offensive coûte 600 morts aux Italiens qui n’arrivent à conquérir qu’une mince bande de territoire dont la ville de Menton. Starace revenu du front dit que l’attaque a fourni la preuve de « l’impréparation de l’armée, du manque de moyens offensifs et de l’insuffisance du commandement ». « Si la guerre est menée de cette manière en Libye et en Éthiopie, l’avenir nous réserve beaucoup d’amertume », écrit Ciano.
Mussolini est humilié de l’échec de ses troupes :

« C’est la matière qui me manque. Michel-Ange avait aussi besoin de marbre pour faire ses statues. S’il n’avait eu que de l’argile, il n’aurait été qu’un potier. Un peuple qui a été asservi pendant seize siècles ne saurait, en peu d’années, devenir un peuple conquérant. »

L’armistice du 25 juin se limite à l’occupation de la petite zone conquise par les Italiens et la démilitarisation d’une bande de 50 km. Mussolini, plus exigeant au départ, doit tenir compte de la relative modération d’Hitler qui veut arriver rapidement à une entente et n’ose pas réclamer l’occupation des zones qui l’intéressent de peur de provoquer une rupture des négociations et compromettre ses relations avec Berlin. Il se réserve de formuler ses revendications maximalistes au moment de la conférence de paix.
Mais Churchill rejette les propositions de paix allemandes et Hitler se prépare à attaquer la Grande-Bretagne. Il refuse l’aide d’un corps expéditionnaire italien que Mussolini lui propose, lui expliquant qu’il a une tâche plus importante en Méditerranée.
Mussolini voudrait attaquer les Anglais en Égypte et en Afrique orientale. En Libye, il dispose d’une force de 200 000 hommes avec une aviation importante face aux 40 000 soldats anglais. Mais Graziani et tous ses généraux ne s’estiment pas prêts et Mussolini doit menacer de le remplacer pour qu’il entame, le 13 septembre, une offensive en direction de l’Égypte. Hitler a proposé à Mussolini deux divisions blindées que ce dernier a refusé dans son désir de mener une « guerre parallèle » indépendante du Führer. Les Italiens pénètrent sur une centaine de kilomètres en territoire égyptien, mais sont repoussés par les Anglais le 10 décembre à la bataille de Sidi Barrani. En janvier 1941, ces derniers prennent l’offensive et la situation devient catastrophique. Les Italiens sont repoussés en Cyrénaïque, perdent Tobrouk, Benghazi et 130 000 prisonniers.

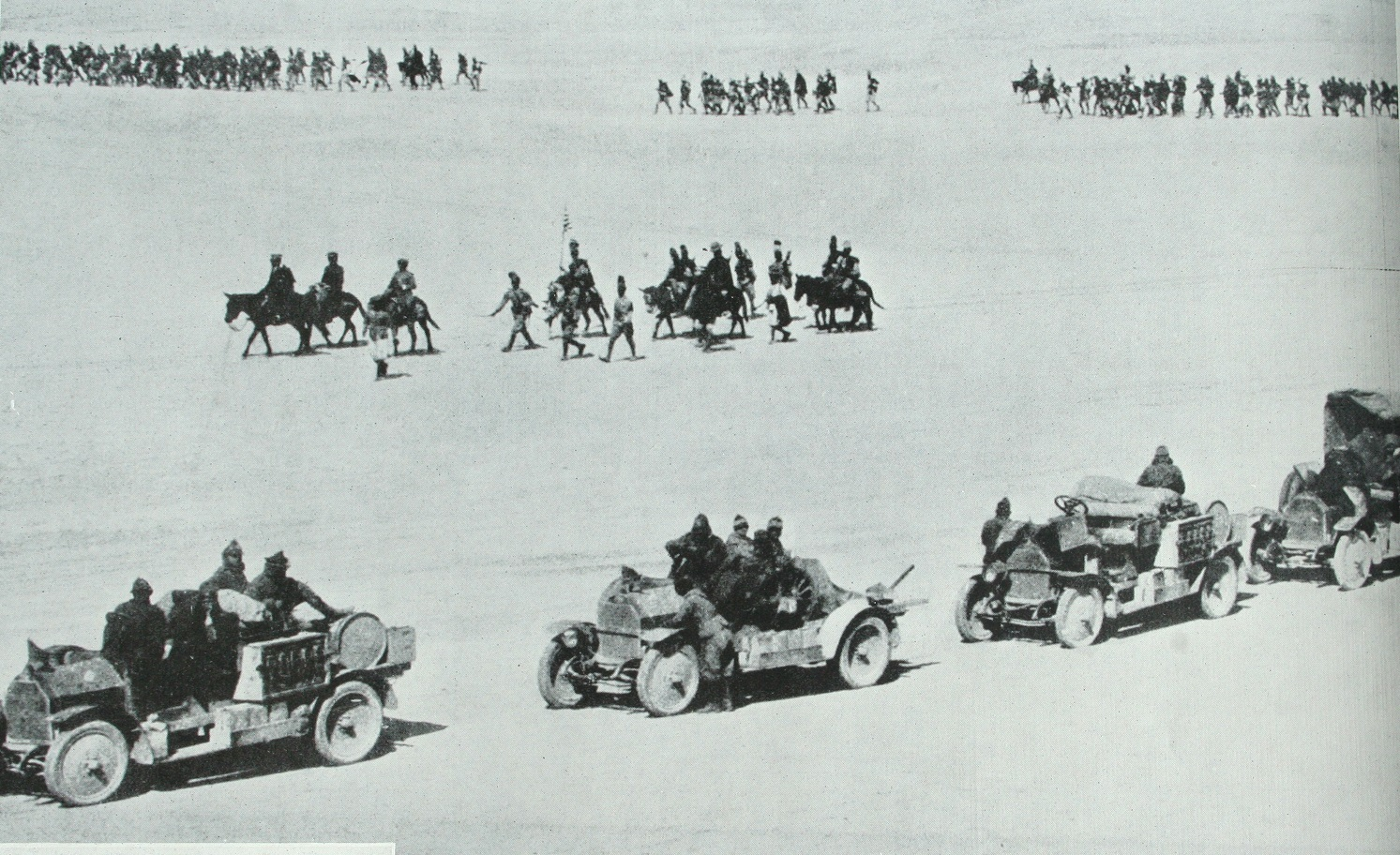
L'avant-garde des troupes italiennes franchit la frontière égyptienne.
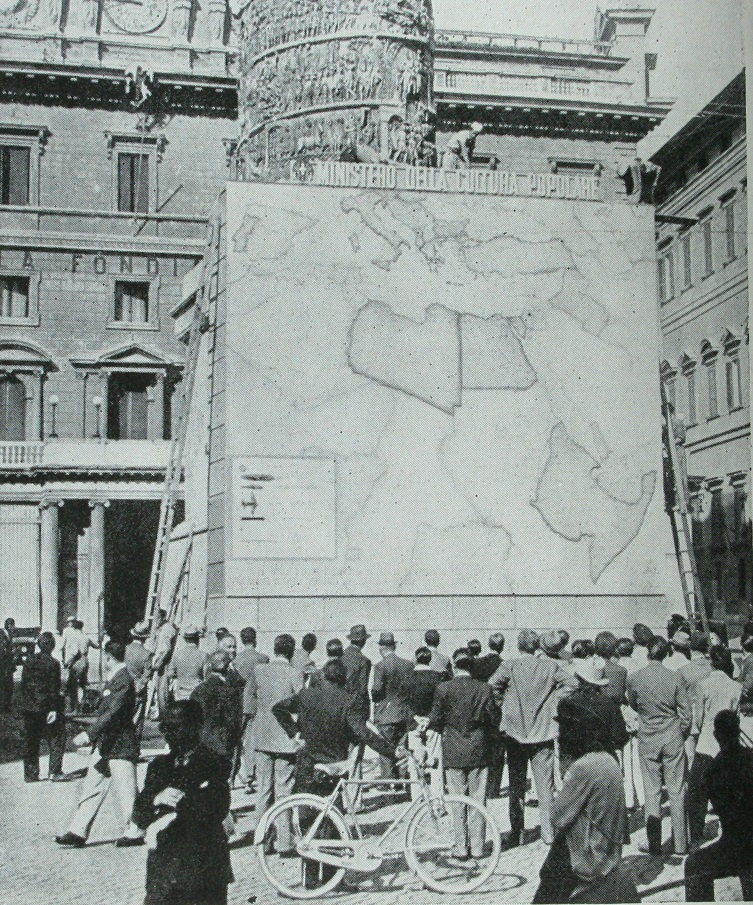
A Rome, une carte apposée sur la colonne Trajane permet de suivre les opérations militaires italiennes en Afrique.
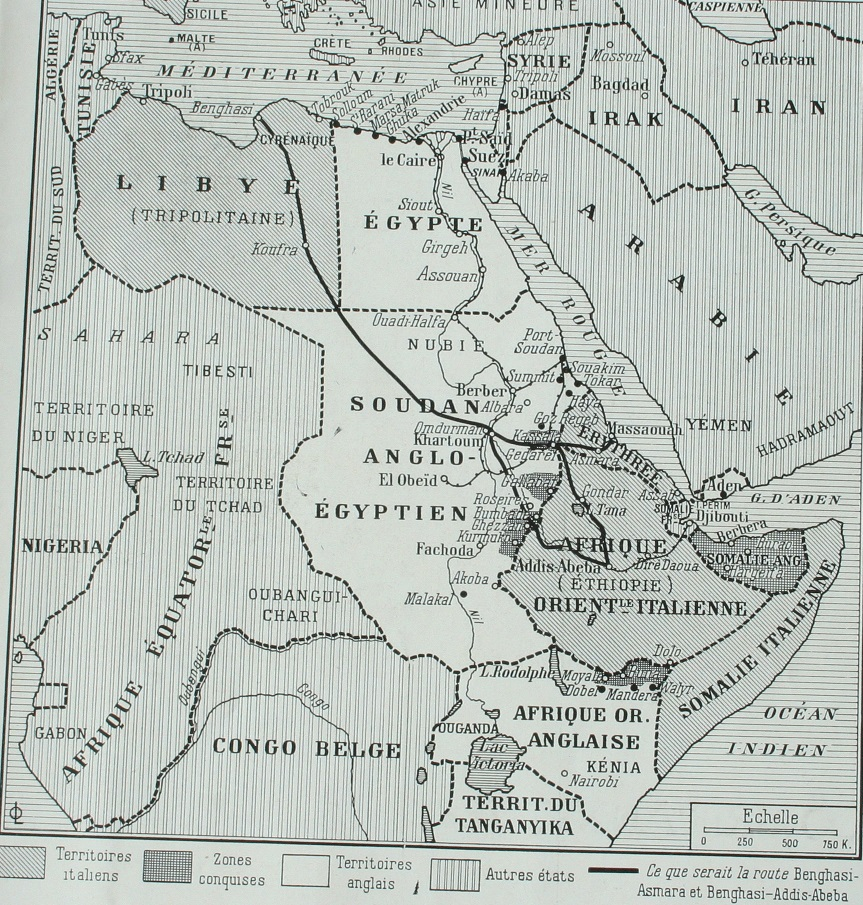
La stratégie italienne en Afrique orientale : la route Benghasi- Addis-Abeba et Benghasi-Asmara.

En Afrique orientale, où ils disposent au début d’une supériorité numérique importante (325 000 hommes dont 270 000 indigènes contre environ 15 000 Anglais en Somalie, au Soudan et au Kenya, les Italiens après quelques succès initiaux (voir carte ci-contre), sont battus par les Anglais qui envahissent l’Éthiopie à la bataille de Keren et rétablissent l’ancien Négus, Haïlé Sélassié sur le trône. Le duc d’Aoste qui commande l’armée italienne doit capituler le 21 mai 1941 après la bataille d'Amba Alagi (1941).

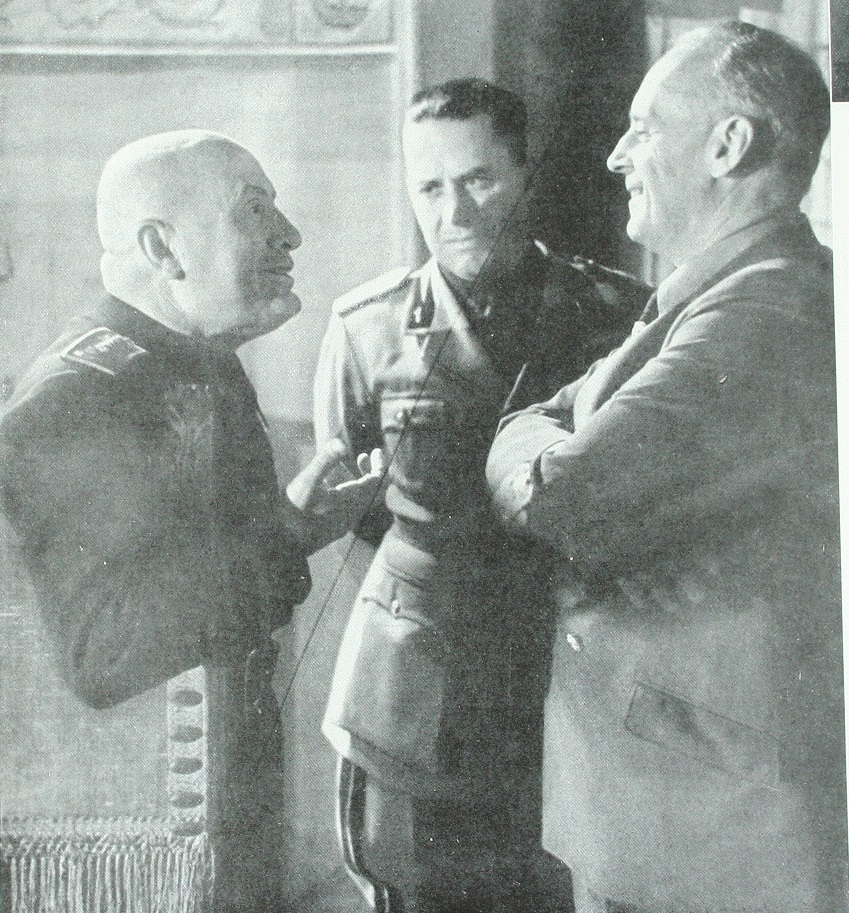
Mussolini s'entretient avec les ministres des Affaires étrangères italien et allemand, Ciano et Ribbentrop à Florence le 28 octobre 1940, jour de l’attaque de la Grèce.

Le 12 octobre 1940, Hitler envahit pacifiquement la Roumanie pour mettre la main sur les puits de pétrole sans prévenir Mussolini. Le Duce décide de mener sa propre guerre parallèle et d’attaquer la Grèce pour menacer les bases anglaises en Égypte (et éviter l’hégémonie du Reich dans les Balkans). Il ne prévient pas Hitler qu’il sait opposé à une intervention italienne dans la région. Il le rencontre à Florence le jour de l’attaque. Hitler cachant sa colère lui souhaite bonne chance, mais l’expédition tourne à la catastrophe. Le corps expéditionnaire de 60 000 hommes n’arrive pas à pénétrer la montagne d’Épire au début d’un hiver rigoureux sur un terrain particulièrement favorable à la défensive et perd 20 % de ses effectifs. Le Duce doit engager 550 000 hommes pour ne pas être chassé d’Albanie par les Grecs. « Je dois reconnaître, dit-il, que les Italiens de 1914 étaient meilleurs que ceux d’aujourd’hui, ce n’est pas un bon résultat après 20 ans de régime, mais c’est ainsi ».
Furieux, il oblige les hauts hiérarques fascistes - ministres, membres du Grand Conseil, ceux qu'il voit tous les jours - à quitter leurs situations confortables et à s’engager comme volontaires à l’armée, provoquant mécontentement et ressentiment et s'attirant cette remarque de l'un d'eux : « Les soldats italiens ne croient pas combattre pour la bonne cause ».
Aux défaites sur terre s’ajoutent celles sur mer. Le 11 septembre, l’aviation anglaise fait perdre le contrôle de la Méditerranée aux Italiens en attaquant la flotte au mouillage à Tarente mettant hors de combat trois cuirassés et diverses unités de moindre tonnage. Le ravitaillement indispensable des fronts de Libye et d’Éthiopie est menacé.
Ciano, qui rapporte dans son Journal toutes les boutades du Duce, écrit le 24 décembre 1940 : « Le Duce regarde par la fenêtre et il est content qu’il neige : « Cette neige et ce froid sont parfaits, ainsi les gars débiles risquent de mourir et cette médiocre race italienne s’améliorera » ».

#### De la guerre «allemande» à l’arrestation de Mussolini (1942 - 25 juillet 1943)
Devant l’échec de sa guerre parallèle, Mussolini doit faire appel à l'aide d'Hitler qu'il rencontre les 19 et 20 janvier 1941 à Berchtesgaden. « Au retour, Mussolini est grisé comme il l’est après chaque rencontre avec Hitler» écrit Ciano.
En peu de temps la situation s’améliore. Il ne faut que trois semaines à la Wehrmacht pour occuper la Yougoslavie et la Grèce. Mussolini obtient le droit d'annexer la côte dalmate, la province de Ljubljana et le Kosovo, d'établir un protectorat de fait sur la Croatie et le Monténégro et d'occuper la Crète et la plus grande partie de la Grèce. En Libye, l’Afrikakorps commandé par Erwin Rommel débarque avec deux divisions blindées et chasse les Anglais de Cyrénaïque, reprenant Benghazi, mais pas Tobrouk.
Mussolini est à la fois reconnaissant et humilié. Le 2 juin 1941, au Brenner, il rencontre Hitler qui lui a fait savoir qu’il voulait le voir le plus vite possible. À l'issue de l'entretien, il est satisfait de constater que la cordialité n’a pas diminué entre eux mais avoue à Ciano :

« Personnellement je suis dégoûté de Hitler et de ses manières. Ces entrevues précédées d’un coup de sonnette ne me plaisent pas ; ce sont les domestiques que l’on appelle ainsi. Et quelle espèce d’entrevue. Pendant cinq heures je dois assister à un monologue, tout à fait ennuyeux et inutile. Hitler a parlé pendant des heures de choses qui avaient un lien plus ou moins lointain avec la guerre, mais il n’avait pas d’ordre du jour, il n’étudiait aucun problème, ne prenait aucune décision (…) Pour le moment, il n’y a rien à faire. Il faut hurler avec les loups. »

Le 22 juin 1941, Hitler attaque l'Union soviétique (opération Barbarossa). Mussolini n’est prévenu que par lettre reçue à 3 heures du matin. « Moi, je ne me permettrais pas de déranger mes domestiques pendant la nuit, mais les Allemands me font sauter de lit sans le moindre égard ». Très enthousiaste et alors que rien ne l’y oblige, il prend la décision d’envoyer immédiatement un corps expéditionnaire, le CSIR, d'environ 60 000 hommes alors que Hitler, qui croit alors à une victoire rapide, se passerait volontiers de l’aide italienne. De même, le 11 décembre 1941, quelques jours après l’attaque par le Japon de la flotte américaine à Pearl Harbor, il prend la décision de déclarer la guerre aux États-Unis avant même les Allemands, alors que le pacte tripartite ne l’y oblige pas, le Japon n’ayant pas été attaqué. « Mussolini a parlé du balcon ; un discours bref et tranchant qui tombait sur une place regorgeant de monde. Le peuple a manifesté des sentiments de sympathie à l’égard des Japonais, car les nouvelles de leurs victoires ont excité l’imagination des Italiens. Dans son ensemble, pourtant, la manifestation n’a pas été très chaleureuse ».
En mai 1942, Rommel passe à l’attaque en Libye. Les troupes italo-allemandes réalisent une avancée victorieuse (bataille de Gazala), qui provoque la chute de Tobrouk et la reddition de 33 000 Anglais. Rommel fonce alors vers Le Caire et Mussolini se voit déjà y faisant une entrée triomphale. Il part pour la Libye mais doit rentrer à Rome au bout de trois semaines complétement déprimé, Rommel étant bloqué devant El-Alamein (première bataille d'El Alamein). Début novembre, l’offensive anglaise de Montgomery est impossible à contenir. La Libye est rapidement perdue.

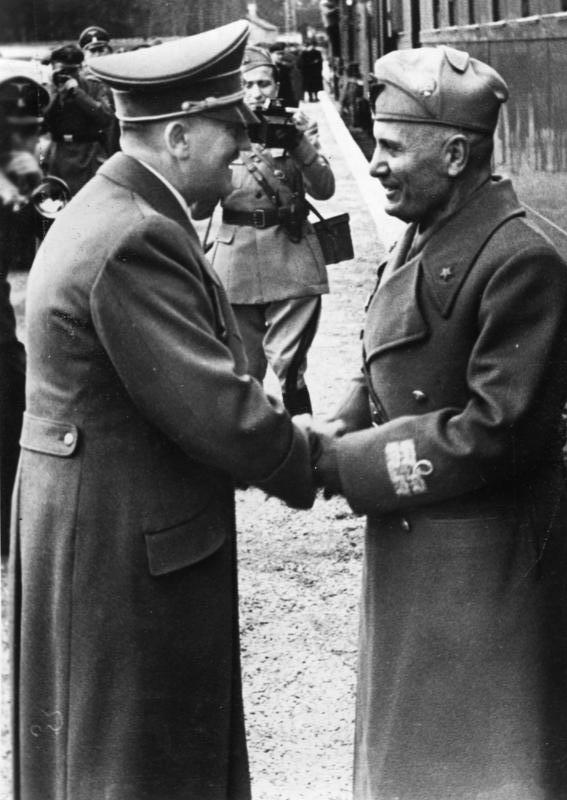
Rencontre avec Adolf Hitler en avril 1943 au château de Klessheim, près de Salzbourg. Goebbels vient de déclarer la « guerre totale ». Mussolini est usé, il se sait discrédité et se sent perdu. Le Führer lui fait une transfusion sanguine mais prépare l’opération Alaric qui prévoit l’occupation de la péninsule en cas de renversement du Duce.

En Russie, le problème des effectifs se pose maintenant pour l’armée allemande. Mussolini porte le contingent italien transformé en armée italienne en Russie (ARMIR) à plus de 200 000 hommes sous le commandement du général Italo Gariboldi. Pendant la bataille de Stalingrad, les Italiens sont engagés sur le Don en protection de l’aile gauche de l’armée allemande. Bousculés et encerclés en décembre par l’offensive russe (opération Saturne), ils se battent vaillamment et perdent plus de la moitié de leurs effectifs.
En l’espace de quelques mois, l’Axe a subi deux graves défaites : Stalingrad et la Tunisie où les armées italo-allemandes capitulent. En Italie, ces défaites ainsi que le poids économique de la guerre (rationnement alimentaire, forte hausse des prix, impôts nouveaux) et les bombardements des villes italiennes qui font des dizaines de milliers de victimes entament profondément le moral de la population qui considère Mussolini comme l’unique responsable de ses malheurs. Au printemps 1943, le régime a du mal à étouffer des grèves ouvrières orchestrées par L'Unità, l’organe clandestin du Parti communiste italien.
Mussolini lui-même ne sait pas comment se sortir de cette impasse, ce qui génère chez lui déprime et perte de confiance. Il envoie même secrètement sa maitresse Clara Petacci au Vatican pour voir si Pie XII peut l'aider à se sortir de la crise. Petacci rencontre la moniale Pascalina Lehnert, réputée pour être influente auprès du Pape, et lui demande de servir d'intermédiaire. Il semble que cette entrevue n'ait rien donné, Pie XII ayant ensuite reproché à sa secrétaire d'avoir parlé à Petacci sans l'en informer préalablement.
Dans ce contexte, des chefs militaires proches du roi et l’ancienne classe dirigeante qui s’étaient alliés au régime en 1922, cherchent à écarter Mussolini du pouvoir et à faire sortir l’Italie de la guerre, convaincus que l’alliance allemande conduit le pays à la catastrophe. Des dirigeants fascistes modérés aussi. En février, Mussolini renvoie neuf des douze ministres du gouvernement qui lui paraissent peu sûrs, dont trois poids lourds : Dino Grandi, Giuseppe Bottai et son gendre Galeazzo Ciano dont les Allemands souhaitent depuis longtemps le remplacement aux Affaires étrangères. Grandi et Bottai, qui représentent la droite et la gauche du fascisme et qui ne s’aiment pas, se rapprochent à cette occasion et nouent des relations avec le roi. Le débarquement en Sicile le 10 juillet et la rapide avance des Alliés accélèrent les choses.
Pour renvoyer Mussolini et nommer un nouveau Premier ministre, le roi veut un prétexte constitutionnel, par exemple un vote qui le mettrait en minorité. Les chefs fascistes conjurés se rendent chez le Duce et arrivent à le convaincre de réunir le Grand Conseil du fascisme qui n’a pas été réuni depuis 1939.
La réunion est fixée au 24 juillet pour attendre les résultats de l’entrevue avec Hitler prévue le 19 à Feltre en Vénétie, réunion pendant laquelle Rome est bombardée pour la première fois. Les conseillers qui l'accompagnent et qui sont du complot espèrent que Mussolini demandera au Führer l'autorisation de sonder les Alliés en vue d'un armistice, mais le Duce s'y refuse. « Tant que cet homme tient la barre, je crois que nous n’avons pas de souci à nous faire quant à la résolution politique de l’Italie », écrit dans son Journal Joseph Goebbels, qui ajoute : « Le problème de l’Italie disparaîtrait si le Duce était jeune et souple. Mais Mussolini est devenu un vieillard usé ».

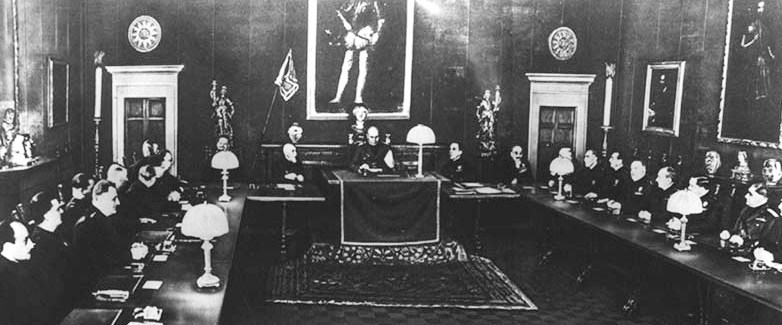
Le Grand Conseil du fascisme (ici en mai 1936) se réunit dans la salle du Papagallo (du Perroquet) au palais de Venise.

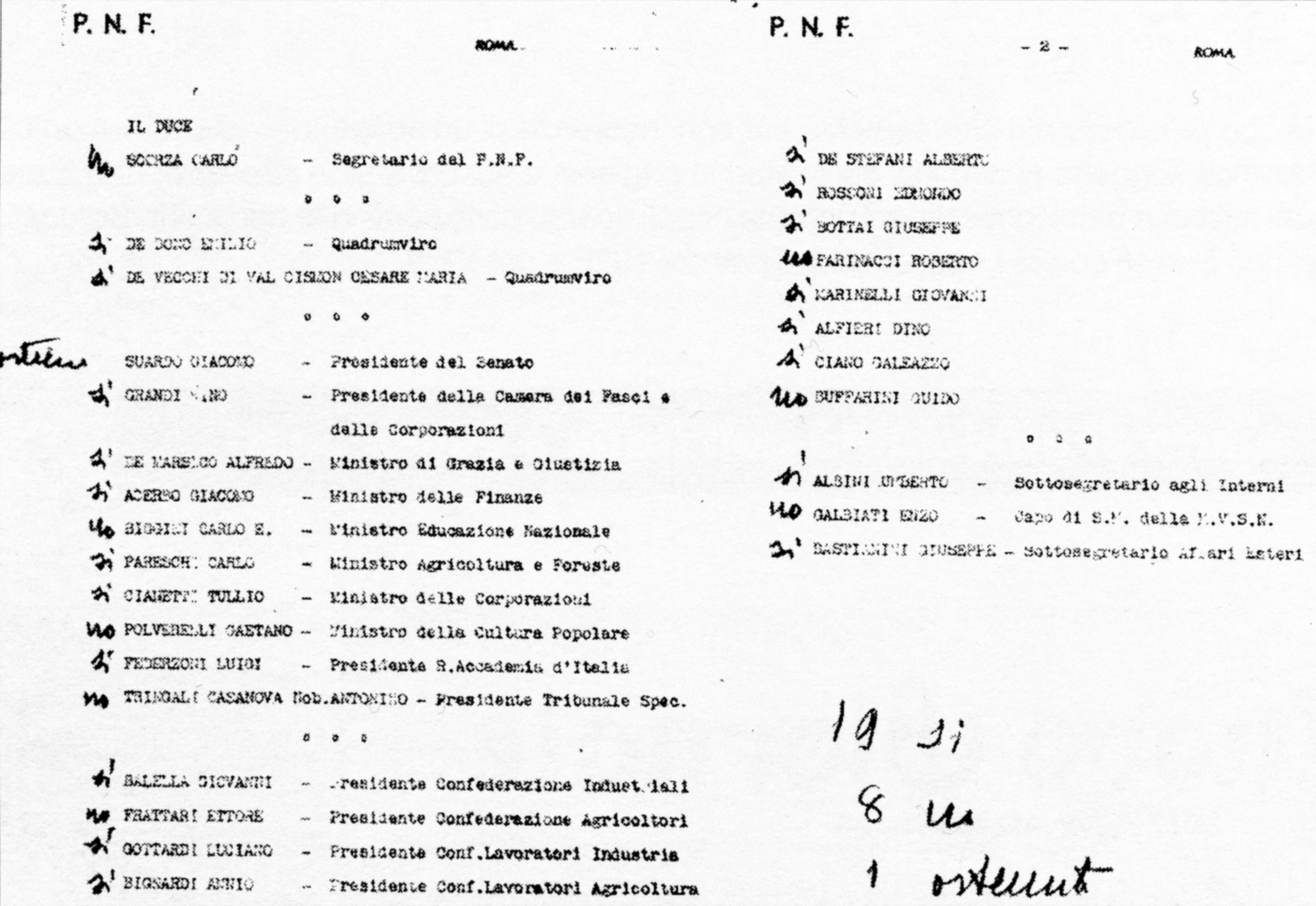
Extrait du vote nominatif du 24 juillet 1943 mettant en minorité Mussolini, qui n'a pas exercé son droit de vote.

Dans la journée du 21, les conjurés préparent l’ordre du jour qu’ils se proposent de soumettre au Grand Conseil : abolition de la dictature personnelle, direction collégiale, le roi devant « assumer toutes les initiatives suprêmes de décision ». La motion est présentée à Mussolini qui la trouve « lâche et inacceptable ». Il est informé des bruits de complot qui circulent et des menaces sur son pouvoir et sa personne, mais ne il fait rien pour faire face à la situation.
La réunion commence à 17 h 15 le 24 juillet et se termine à 2 h 40 le 25. Plusieurs conjurés, craignant pour leur vie, sont armés : Grandi a deux grenades dans les poches de sa saharienne, Ciano deux dans sa sacoche et Bottai une. La réunion est dramatique. Mussolini parle pendant près de deux heures justifiant ses actions passées et encourageant à la résistance. Après lui parlent plusieurs orateurs, puis Grandi présente sa motion et apostrophe violemment le Duce, le désignant du doigt :

« Voilà où toi, toi et toi seul (tu, tu e tu solo…) nous as conduits ! (…) Qu’as-tu fait au cours des 17 années où tu as tenu les trois ministères militaires ? (…) Tu nous as conduis dans le sillage de Hitler. Le peuple italien a été trahi par toi le jour où l’Italie a commencé à se germaniser. Tu as abandonné la voie d’une collaboration sincère et loyale avec l’Angleterre et tu nous as abandonnés en t’enfonçant dans une guerre contraire à l’honneur, aux intérêts et aux sentiments du peuple italien. »

Ciano rappelle ensuite toutes les trahisons dont l’Italie a été victime de la part de l’Allemagne. L’ordre du jour Grandi est mis aux votes vers 2 heures du matin et obtient 19 voix favorables, 7 contraires et 1 abstention. Mussolini sans exercer son droit de vote met fin à la réunion en disant : « Messieurs, vous avez provoqué la crise du régime ».
Pourquoi ne fait-il arrêter personne ? Il n'y a aucune explication certaine de son comportement,. Deux théories s'opposent : d'une part, le vote du Grand Conseil n’étant que consultatif et le roi n’ayant manifesté aucune intention de vouloir se séparer de lui, il pense pouvoir renverser la vapeur et en sortir même renforcé. De l'autre, ne sachant comment se tirer de la faillite de la guerre, il est prêt à quitter le pouvoir. La vérité est peut-être entre les deux. À cette date, il est dans un état dépressif. Ses douleurs d’estomac, sans doute d’origine nerveuse, se sont aggravées au point que l’on commence à parler de cancer et il ne prend plus que des aliments liquides.
Dans la matinée, le roi signe le décret nommant l’ancien chef d’état-major Pietro Badoglio chef du gouvernement avec les pleins pouvoirs militaires. Mussolini, qui l'ignore, se rend à l'audience royale à 17 heures malgré les mises en garde de ses intimes. L’entretien dure 20 minutes. Le roi l’informe que le vote le place dans l’obligation de lui nommer un successeur et ajoute : « vous êtes devenu l’homme le plus détesté d’Italie. Je veillerai à vous protéger de la fureur populaire ». À sa sortie, le Duce est arrêté par un officier des carabiniers qui le fait monter dans une ambulance et le conduit dans une caserne sous haute surveillance.

#### La république de Salò (septembre 1943-avril 1945)
Dès l’annonce à la radio, le soir même de « la démission » de Mussolini « acceptée » par le roi, le régime s’effondre brutalement et on commence à détruire à Rome les emblèmes fascistes. Les dirigeants fascistes dont le vote a permis au roi de reprendre en main la direction des affaires doivent s’enfuir, y compris Grandi et Ciano qui croyaient avoir un rôle à jouer dans le nouveau gouvernement.
Après 45 jours de confusion, Badoglio annonce l’armistice le 8 septembre 1943, une des clauses prévoyant la livraison de Mussolini aux Alliés. Le lendemain, le roi et son entourage quittent Rome, abandonnant les troupes sans leur donner d’ordres précis, pour rejoindre Brindisi dans les Pouilles, déjà aux mains des Alliés. Les Allemands occupent les trois quarts de l’Italie, y compris Rome où la résistance des troupes italiennes est acharnée. Le petit royaume du Sud sous la tutelle des Anglo-Américains déclare la guerre à l'Allemagne le 13 octobre 1943.

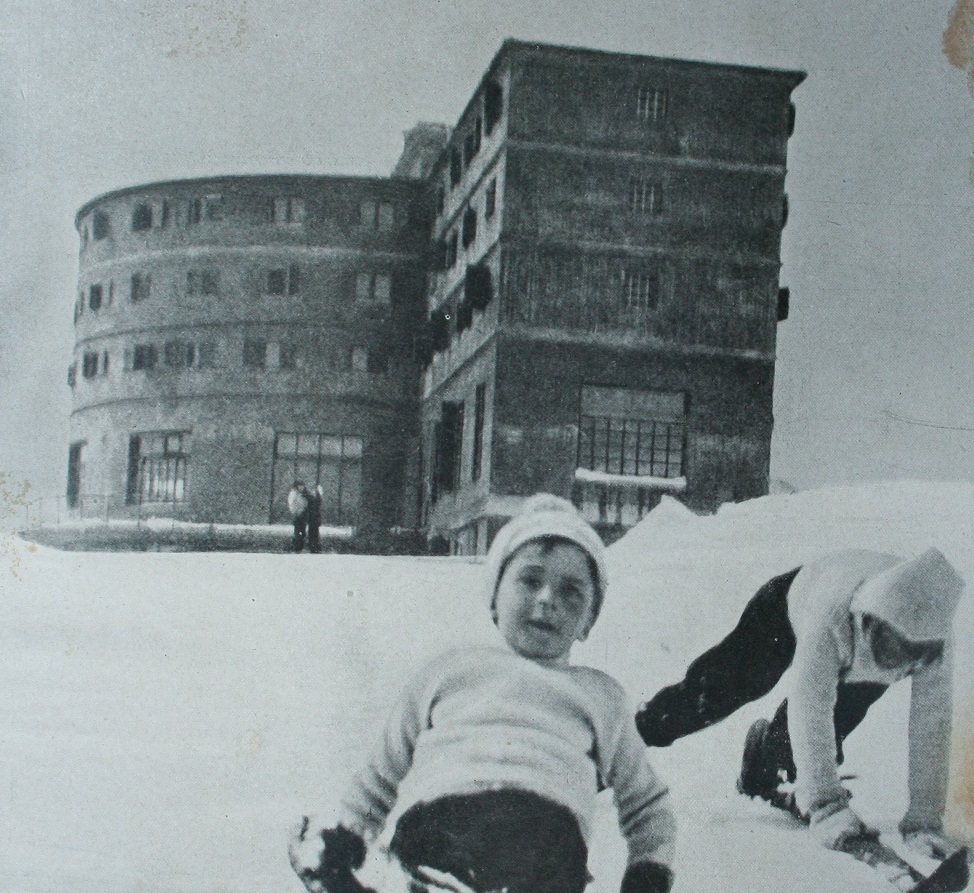
L'Albergo Campo Imperatore vers 1940. Ancienne forteresse aménagée en station de sports d’hiver et redevenue pour Mussolini une prison.
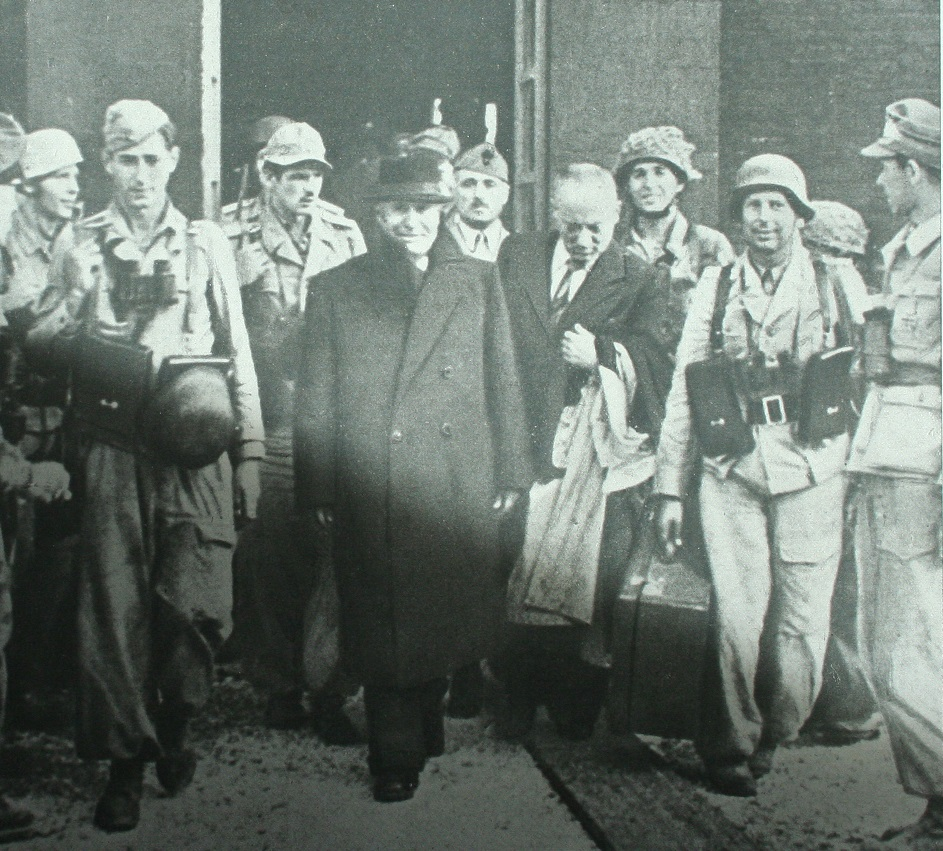
Mussolini quitte l'Albergo Campo Imperatore le 12 septembre 1943 pour décoller du Mont Sasso.
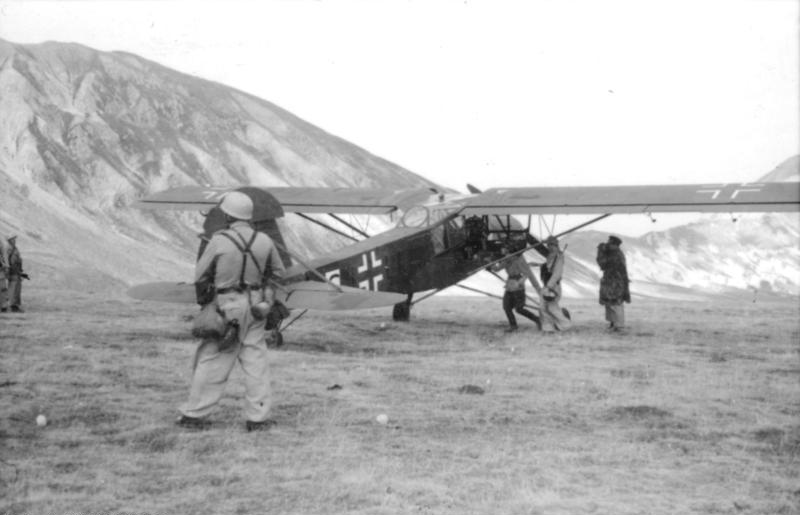
Mussolini dans l'avion Fieseler Fi 156 "Storch" prêt à décoller.
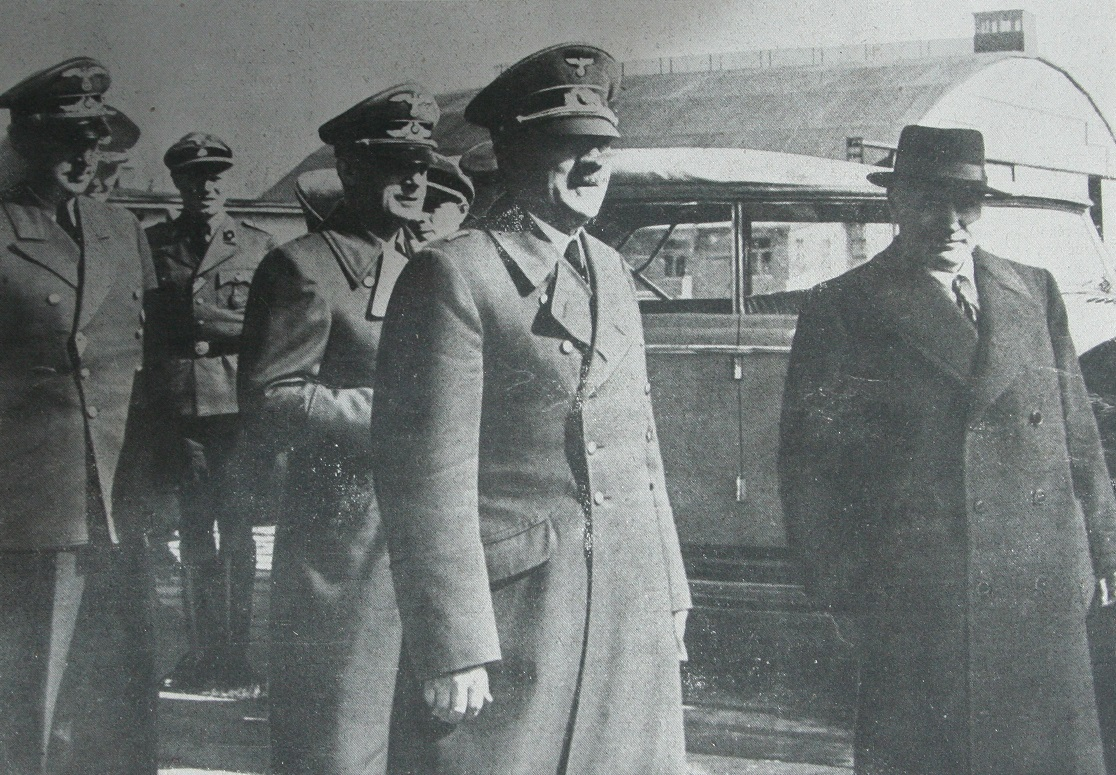
Hitler accueille Mussolini le 14 septembre 1943 après son enlèvement par le commando parachutiste de Skorzeny.

Après son arrestation, Mussolini est conduit dans le plus grand secret d’un lieu de détention à l’autre, les services de renseignements n’ignorant pas que Hitler a ordonné de le délivrer. Le Führer a confié cette tâche au capitaine SS autrichien Otto Skorzeny, qui a aussitôt rejoint en Italie la division de parachutistes du général Kurt Student pour constituer un commando d’une trentaine d’hommes. Détenu sur l’île de Ponza au large du Latium, puis sur l’île de La Maddalena en Sardaigne, il est transféré fin août dans les montagnes du Gran Sasso des Abruzzes, à l’hôtel de sports d’hiver Campo Imperatore à 2 130 m d’altitude, lieu jugé plus sûr car accessible seulement par un téléphérique gardé et une mauvaise route de montagne.
Une double opération (opération Eiche) est montée pour délivrer Mussolini : une unité de parachutistes commandée par le colonel Harald Mors part de la vallée tandis que Skorzeny et son commando sont embarqués sur dix planeurs DFS 230 pour être largués à proximité de l’hôtel. Le 1er septembre 1943, à 14 heures, les planeurs réussissent l’exploit d'atterrir devant l’hôtel et Mussolini est délivré sans résistance de la part de ses gardiens,. Pour évacuer le prisonnier, la route n’étant pas sûre, un avion d’observation Fieseler Fi 156 Storch conduit par le pilote personnel du général Student, le capitaine Heinrich Gerlach, vient chercher le Duce. Le décollage du Mont Sasso est un autre exploit : l’appareil surchargé, Skorzeny ayant exigé d’accompagner Mussolini, n’arrive pas à décoller de l’étroit plateau et se lance dans le vide, ne se redressant qu’après une chute de plusieurs centaines de mètres.
Mussolini retrouve sa famille à Munich le 13 septembre et rencontre Hitler le lendemain à Rastenburg. Il est fatigué, découragé, déprimé. Hitler souhaite son retour au pouvoir alors que son entourage préférerait d’autres possibilités. Il le presse d’annoncer à la radio que la monarchie est déposée et que l’État fasciste italien est né, État où il concentrerait tous les pouvoirs. Comme Mussolini ne paraît pas décidé, Hitler doit le menacer de faire subir à l’Italie le sort de la Pologne. Pour éviter le pire, Mussolini accepte ce qui est exigé de lui.
Goebbels écrit dans son Journal le 23 septembre :

« Le Führer me raconte en détail la visite du Duce […] Le Führer croyait que le Duce s’empresserait d’organiser un grand procès contre ceux qui l’ont trahi. Mais il n’en a rien fait, ce qui montre les limites de ses possibilités. Il n’est pas un révolutionnaire à la manière du Führer ou de Staline […] Le Führer a eu beaucoup de mal à le convaincre que Grandi, par exemple, l’avait trahi sciemment, lui et le Parti fasciste. Dans un premier temps, le Duce ne voulait pas le croire […] Le Führer est extrêmement déçu de la conduite du Duce […] J’en suis très satisfait car il est désormais plus facile pour nous de prendre certaines décisions que nous n’aurions peut-être pas prises sans cette évolution du Duce. »

Il ajoute :

« Le professeur Morell (Ndlr : le médecin personnel d’Hitler Theodor Morell) l’a longuement examiné. Il n’a constaté chez lui que des problèmes de circulation, du surmenage et des troubles intestinaux : en somme les affections typiques de l’homme révolutionnaire de notre temps, des affections dont nous souffrons tous plus ou moins. Le mal est à un stade avancé chez le Duce. Mais Morell estime qu’il peut complètement guérir. »

Le 18 septembre, à la radio de Munich, Mussolini proclame la République sociale italienne. Le Parti fasciste républicain est confié à Alessandro Pavolini. Un gouvernement avec des personnalités de second plan, sauf Rodolfo Graziani imposé par les Allemands comme ministre de la Guerre, Guido Buffarini Guidi à l’intérieur et Pavolini qui a rang de ministre et tient l’essentiel du pouvoir entre ses mains. La nouvelle équipe s’installe sur les rives du lac de Garde plus éloigné de la ligne de front, en particulier à Salò qui donnera son nom historique à l’éphémère république. Mussolini s’installe dans une splendide villa appartenant aux Feltrinelli près de Gargnano, les bureaux de la présidence étant situées à la villa Orsoline au centre de l’agglomération.
La priorité est donnée à la reconstitution de la Milice, transformée en garde nationale républicaine (GNR) d’un effectif de 140 000 hommes sous le commandement d’un dur, Renato Ricci, qui sera essentiellement utilisée dans la lutte contre les partisans. En juin 1944, sont créées avec les inscrits au Parti de 18 à 60 ans, des Brigate Nere (brigades noires) réunissant 11 000 hommes sous les ordres de Pavolini. Graziani a plus de difficultés à constituer une armée régulière, les Allemands préférant utiliser les Italiens comme main d’œuvre dans les usines d’armement du Reich plutôt que comme soldats. Il parvient à constituer quatre divisions de volontaires entraînées en Allemagne qui se battront contre les Alliés et leur infligeront des pertes réelles.
Le 14 novembre, se tient à Vérone le premier congrès du Parti fasciste républicain, au cours duquel est adopté le manifeste de Vérone, revenant au programme anticapitaliste des fasci de 1919. Mussolini a participé à la rédaction du manifeste mais ne s’est pas dérangé. Le programme ne sera pas appliqué et le Duce, incapable de s’émanciper de l’occupant, se détournera de son rôle de simple figurant.
Sexagénaire, il est à peu près en forme grâce aux soins d’un médecin militaire allemand envoyé par Hitler, même s’il alterne des phases de dépression profonde et des moments d’espoir et d’excitation. Il écrit beaucoup, un énorme courrier à ses collaborateurs, des articles, son dernier livre, Histoire d’une année où il dénonce les responsables de sa chute, des traductions des livrets de Wagner et de la Chartreuse de Parme. Il accorde de nombreuses interviews, en particulier à son ami le journaliste Carlo Silvestri (120 heures d'entretiens en une cinquantaine de séances).

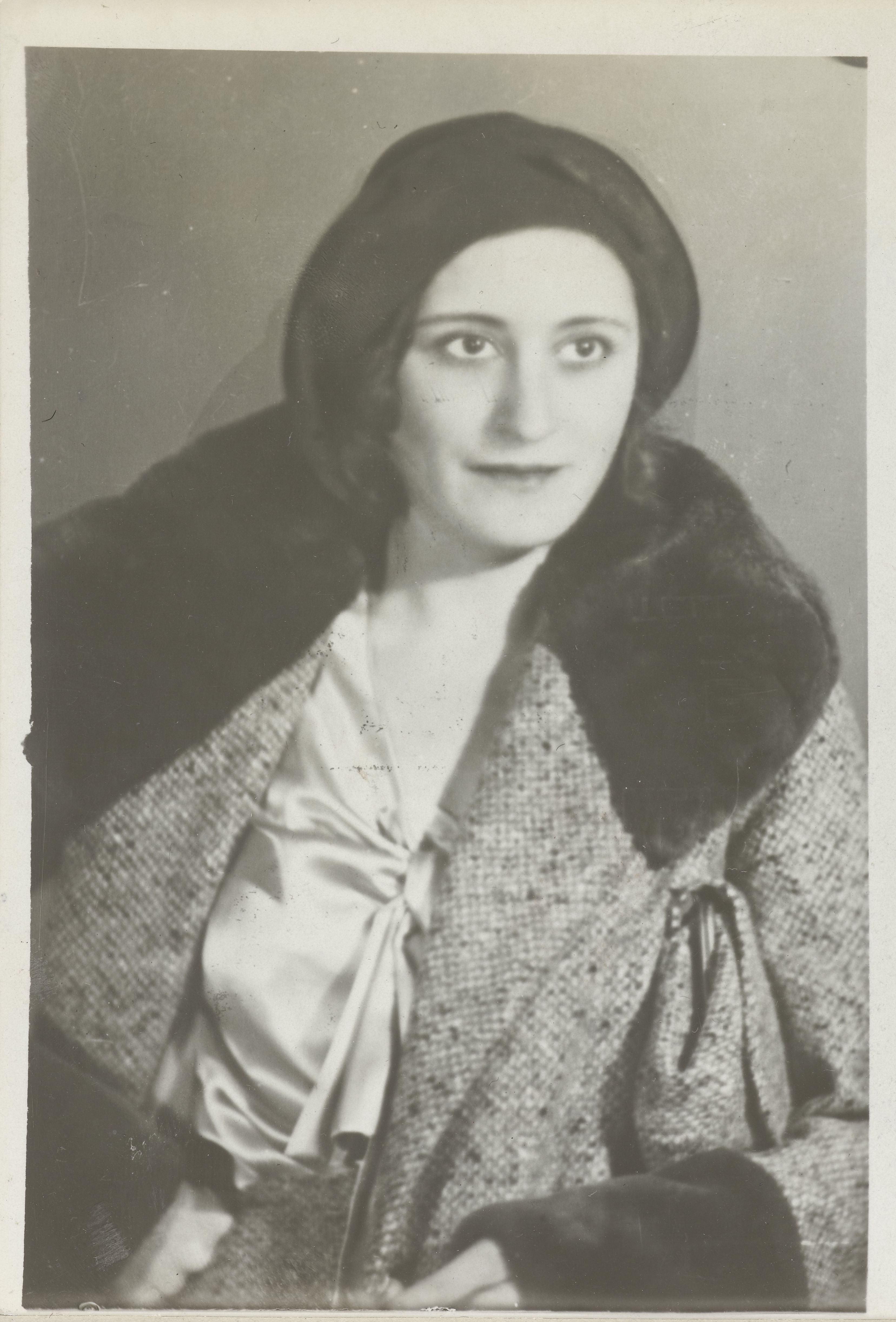
Edda Ciano est la fille préférée du Duce.

Lors du congrès, il a été décidé d’instituer un tribunal spécial pour juger et châtier les membres du Grand Conseil qui avait voté l’ordre du jour Grandi et que l’on avait pu attraper. Entre le 8 et le 10 janvier 1944, se tient le procès de Vérone, une mascarade juridique orchestrée par les ultras du Parti, Farinacci et Pavolini : cinq des six accusés sont condamnés à mort, dont le gendre du Duce, Galeazzo Ciano. Mussolini n’intervient pas dans le procès, malgré les supplications de sa fille, pour ne pas perdre la face devant Hitler et ce qui lui reste d’autorité chez ses partisans purs et durs, et laisse fusiller son gendre dans le dos, les mains liés à une chaise.

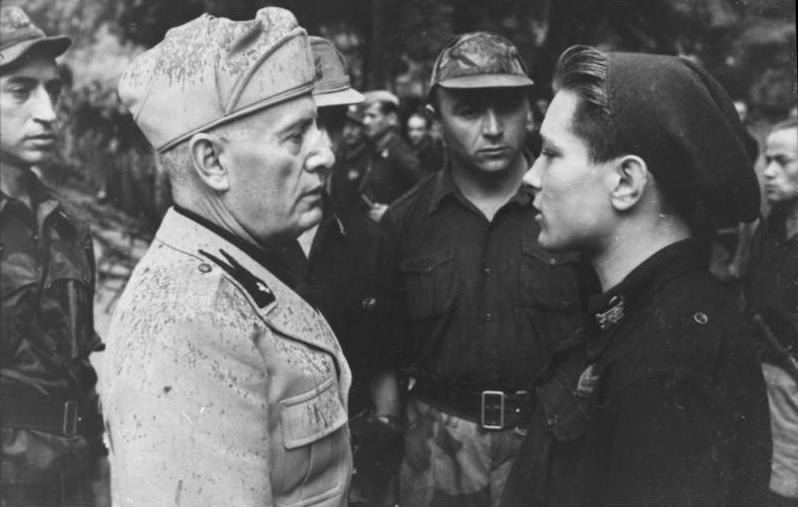
Mussolini parlant à un jeune milicien en 1944.

Pendant dix-huit mois, l’Italie va être divisée en deux, de part et d’autre de la ligne de front : ligne Gustav à la hauteur du Latium et des Abruzzes, puis en août 1944, après la prise de Rome par les Alliés, la ligne gothique (Pise-Rimini). Dans l’Italie fasciste, les premiers groupes de partisans, constitués avec les communistes et d’autres antifascistes et coordonnés par un Comité de libération nationale se constituent et mènent des actions de sabotage et de guérilla, entraînant rafles, tortures, représailles et massacres de la part des Brigades noires, des SS et de la Gestapo.
Mussolini, relégué au rang de simple exécutant des volontés d'Hitler, demande à le rencontrer pour obtenir une plus grande marge d’autonomie. Hitler le reçoit le 22 avril mais il n’obtient que de vagues promesses. En juillet 1944, il se rend en Allemagne pour inspecter les quatre divisions italiennes que les Allemands ont entraînées et prononce des discours martiaux acclamé par les régiments en grande tenue. Son entretien du 20 juillet avec Hitler, qui vient d’échapper à un attentat à la bombe, est l’ultime rencontre des deux dictateurs. Avant de le quitter, Hitler lui dit : « Je sais que je puis compter sur vous. Je vous prie de me croire quand je vous dis que je vous considère comme mon meilleur, et peut-être comme le seul ami que j’aie au monde.
Le 16 décembre 1944, au théâtre lyrique de Milan, Mussolini prononce un de ses derniers discours publics devant une assistance de 4 000 personnes. À la sortie, il s’exhibe sans protection rapprochée pour son dernier bain de foule.
Il dit à la journaliste Maddalena Mollier venue l’interviewer - en la priant de ne bien vouloir publier son article qu'après sa mort :

« Pour moi, les seules portes qui s’ouvriront sont celles de la mort. Et cela est juste. Je me suis trompé et je paierai, si ma pauvre vie vaut encore quelque chose (…) Je suis responsable, autant de ce que j’ai fait de bien, et que personne ne peut nier, que de mes faiblesses et de ma déchéance. Oui, madame, mon étoile s’est couchée. Je travaille, je m’affaire, en sachant que tout est farce. J’attends la fin de la tragédie, et – étrangement détaché de tout - je ne me sens plus acteur, mais seulement le dernier spectateur. »

#### La fin (avril 1945)

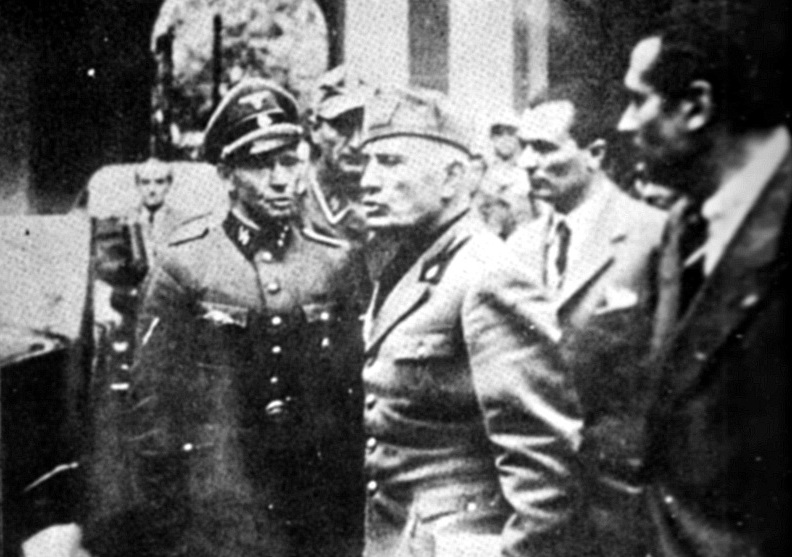
Dernière photo de Mussolini, quittant la préfecture de Milan le 25 avril 1945.

En avril 1945, les armées alliées reprennent l’offensive et la ligne gothique est rompue. Le 24 avril, une insurrection générale commence en Italie du Nord orchestrée par le Comité de libération nationale Nord Italie. Mussolini quitte le lac de Garde et s’installe à la préfecture de Milan.
Des tractations menées par lui-même et quelques ministres, le 25 avril, à l’archevêché sous la protection du cardinal Schuster, avec des représentants de la Résistance échouent. Les Allemands négocient pour leur compte avec les Alliés abandonnant la République sociale à son sort. L’insurrection va éclater à Milan.
Mussolini décide de fuir mais n’a pas de plan précis. Il refuse de partir en avion en Espagne. A-t-il peur d’être livré aux Alliés par Franco ? Les Suisses lui ont fait savoir que leur frontière était fermée et qu’il serait refoulé.
Le soir du 25, il donne l’ordre de partir pour Côme en direction de la Valteline, dernier « réduit ». La colonne se compose d’une dizaine de voitures, dont l’Alfa Romeo découverte du Duce, et deux blindés allemands transportant sa garde SS. Il doit être rejoint par Alessandro Pavolini et ses Chemises noires : 200 véhicules, un peu d’artillerie et quelques blindés.
À Côme, première halte de nuit. Il est rejoint par Guido Buffarini Guidi et surtout Clara Petacci ce qui suscite son irritation. Il sait que tout est fini. Il écrit à sa femme : « Me voici parvenu à la dernière phase de ma vie ». À 4 h 30, le 26, le convoi repart vers Menaggio, tourne autour de la frontière suisse sans oser s’y présenter. Ses compagnons commencent à le quitter. Buffarini Guidi essaie de passer en Suisse. Refoulé, il est arrêté par les résistants et fusillé à Milan le 10 juillet. Rodolfo Graziani rentre à Milan où il se rend aux Américains.
À Menaggio, la colonne est grossie par une trentaine de camions allemands transportant un détachement de 200 soldats refluant vers le Brenner. Les fugitifs attendent à Grandola l’arrivée de Pavolini qui arrive le 27 vers 4 heures dans un gros véhicule blindé, presque seul, ses Chemises noire étant restées à Côme en refusant d’aller plus loin.
Mussolini décide de se joindre au détachement allemand. Il abandonne son Alfa Romeo et monte dans le blindé de Pavolini avec Clara et deux mallettes qu’il ne quitte jamais.
Le 27 avril à 7 heures, la colonne est arrêtée à Musso par un barrage de partisans, avant-poste de la 52e brigade Garibaldi. Les Allemands sont plus nombreux mais n’ont pas envie de combattre et sont impatients de repartir. Selon les instructions du Conseil de la Résistance, les partisans sont prêts à laisser passer les Allemands, mais pas les Italiens. Un accord est conclu : les voitures seront inspectées à Dongo, quelques kilomètres plus loin. Le lieutenant SS Birzer, qui commande la garde de Mussolini, lui suggère de prendre place au fond d’un véhicule de la colonne allemande équipé d'une capote de la Luftwaffe et d'un casque allemand,.

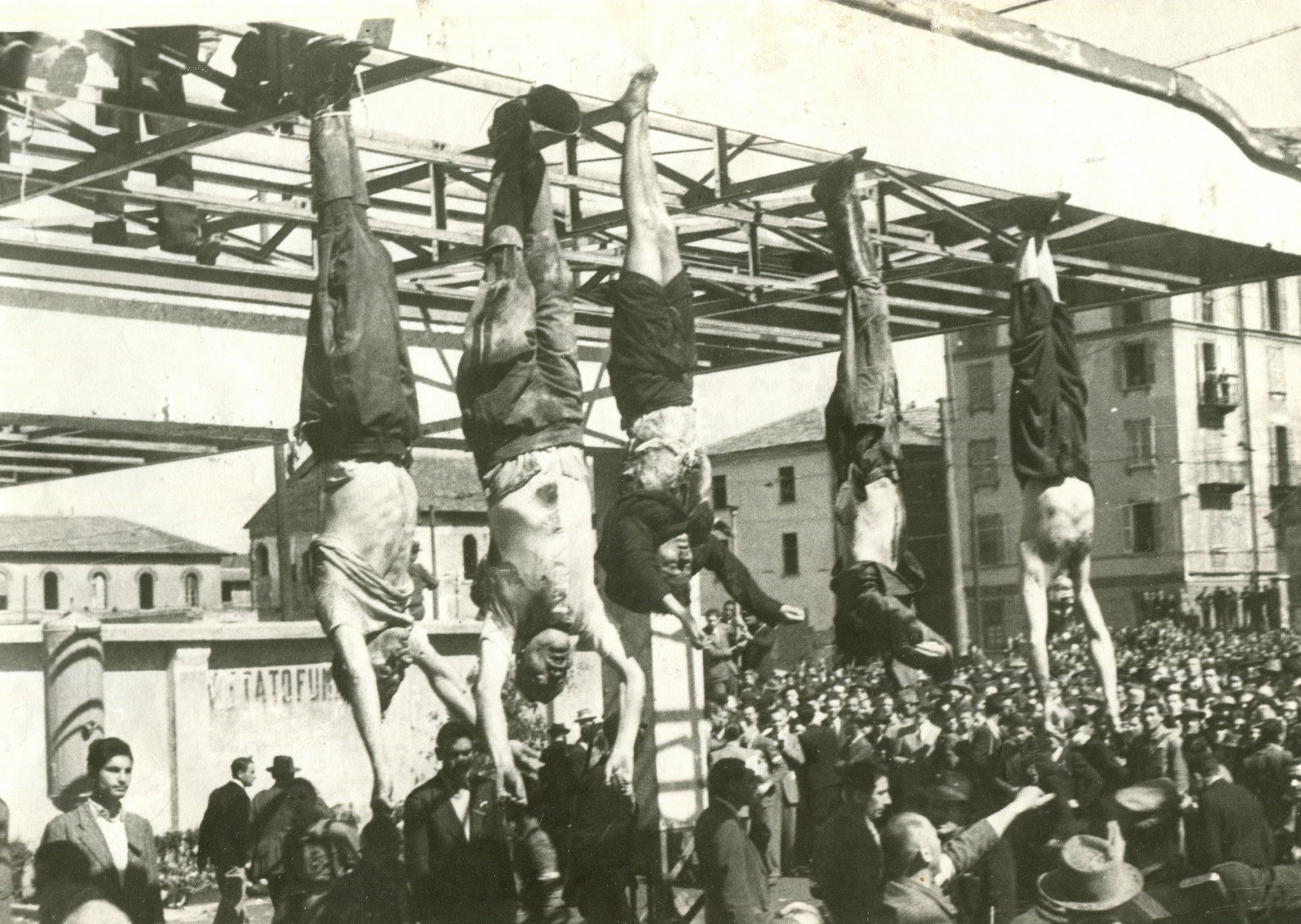
Les corps de Benito Mussolini et Clara Petacci exposés au Piazzale Loreto (deuxième et troisième à partir de la gauche). Les photos de cette exhibition macabre font immédiatement le tour du monde.

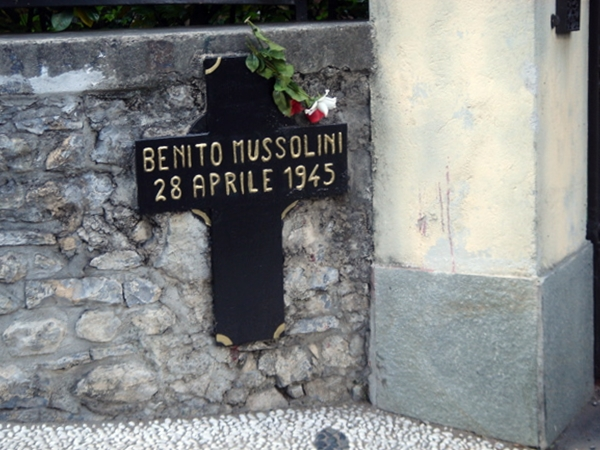
Croix marquant l'emplacement de l’exécution du Duce et de Clara Petacci à la villa Belmonte.

La colonne est à nouveau arrêtée à Dongo. Pendant l'inspection, Mussolini est reconnu. La nouvelle de son arrestation est communiquée aux chefs de la Résistance à Milan à qui on demande des instructions dans la nuit du 27 au 28. Les Alliés le réclament en vertu des clauses de la convention d’armistice pour le traduire devant un tribunal international (Winston Churchill, favorable à une exécution immédiate, a dû se rallier à la position de Franklin D. Roosevelt (?)).
À partir de ce moment, rapports et témoignages se contredisent. Les éléments suivants semblent à peu près certains :
- La décision d’exécuter Mussolini est prise à Milan par l’aile dure de la Résistance, où les communistes jouent un rôle primordial. Elle sera entérinée après coup par l’ensemble des membres du Comité de libération nationale alors qu’en réalité l’ordre était de ramener Mussolini vivant à Milan. L’ordre d’exécution est confié à deux militants de l’état-major du mouvement insurrectionnel, le « colonel Valerio » (Walter Audisio[N 21]) et « Guido » (Aldo Lampredi), un ancien des brigades internationales passé par l’école des cadres de Moscou, qui partent avec une douzaine de partisans pour Dongo où ils arrivent à 14 heures.
- Le chef de la 52e brigade Garibaldi qui a arrêté Mussolini, le « commandant Pedro » (comte Pier Luigi Bellini delle Stelle), veut remettre son prisonnier aux autorités italiennes pour un procès. Il cache ses deux prisonniers dans une ferme d’agriculteurs des environs car Clara Petacci l’a supplié d’être réunie à son amant, à la surprise de ce dernier : « Vous ici, signora, pourquoi ? » « Pour être avec vous, Excellence. » ou « Pour mourir avec vous, Excellence. » selon d’autres versions.
- Le commandant Pedro essaie de résister quand Valerio et ses hommes arrivent pour fusiller le Duce, mais finit par céder pour éviter une fusillade entre partisans. Vers 16 heures, le 28 avril, Valerio fait irruption dans la ferme. Les prisonniers, qui sont couchés dans leur chambre, doivent monter dans une voiture qui parcourt quelques centaines de mètres avant de s’arrêter devant la grille d’une villa où ils sont exécutés. Valerio retourne à Dongo pour faire exécuter sur la place les quinze dirigeants fascistes, dont Pavolini, qui ont aussi été arrêtés.
- Les deux mallettes que Mussolini portait avec lui lors de son arrestation ont disparu et n’ont jamais été retrouvées, mais ont suscité de nombreuses spéculations. Une série de témoignages sur leur contenu font état pour la première d’une somme importante d’argent liquide et pour la seconde de dossiers sensibles, dont une correspondance avec Churchill, que Mussolini aurait pu utiliser pour sa défense au cours d’un éventuel procès devant un tribunal allié[N 22].

Les dépouilles ramenées à Milan sont exposées sur la place Loreto où, le 10 août 1944, les miliciens de Salò avaient fusillé quinze partisans qui étaient restés exposés au sol pendant 24 heures. La pendaison par les pieds aura lieu quelques heures plus tard pour empêcher la foule de mutiler les corps.

## Personnalité
Un rapport de police adressé au président du Conseil Orlandi en 1919 le décrit ainsi :

« Il est très intelligent, circonspect, calculateur, indifférent à l’argent si ce n’est pour corrompre ; mais également sensuel, émotif, vindicatif, dévoré par l’ambition. Il veut dominer, convaincu de représenter une force essentielle dans le destin de l’Italie, et n’acceptera jamais de jouer les seconds rôles. »

Issu d'un milieu populaire et rural, il possède plusieurs traits de personnalité notables :
- Une certaine maladresse en société malgré la fréquentation prolongée de la bourgeoisie milanaise, puis romaine et les leçons de comportement mondain qui lui ont été prodiguées en particulier par Margherita Sarfatti et une toilette et tenue vestimentaire longtemps négligées.
- Une frénésie d’apprendre et un appétit pour la lecture pour compenser les carences de son éducation dont il souffre, n’ayant pas fait d’études classiques et universitaires comme la plupart des hommes politiques de son époque.
- La superstition, comme son père et beaucoup d’Italiens de l'époque. Il croit aux jours fastes et néfastes, consulte son horoscope.
- Une timidité qui conditionne son goût pour la solitude ou du moins la distance. Ses visiteurs sont surpris par sa courtoisie raide sans aucun reflet de chaleur méditerranéenne.
- Une brutalité naturelle et un caractère emporté et violent. Ses colères sont redoutées et sa rancune tenace. Il traite les notables du régime — sénateurs, académiciens, membres de la direction du parti, etc. — sans ménagement, les obligeant par exemple en 1932 à monter la garde à l’entrée de l’exposition de la Révolution fasciste, où l’on voit Guglielmo Marconi et Luigi Pirandello prendre leur tour de faction. En 1941, la campagne de Grèce tournant à la catastrophe, il oblige tous ses ministres et hiérarques fascistes à se porter volontaires pour le front.

Nourri de culture révolutionnaire, ayant vécu comme une humiliation la ségrégation au collège des pères salésiens puis dans sa vie professionnelle et son exil forcé en Suisse, il conserve à l’égard de la bourgeoisie (qui s’est ralliée majoritairement au fascisme en 1922) une animosité et un esprit de revanche que le temps et les compensations du pouvoir ne feront pas disparaître. « Je ne nie pas, déclare-t-il en 1934, l’existence de tempéraments bourgeois, j’exclus qu’ils puissent être fascistes. Le credo du fasciste est l’héroïsme, celui du bourgeois l’égoïsme. Contre ce danger, il n’y a qu’un remède : le principe de la révolution permanente ».

## Famille

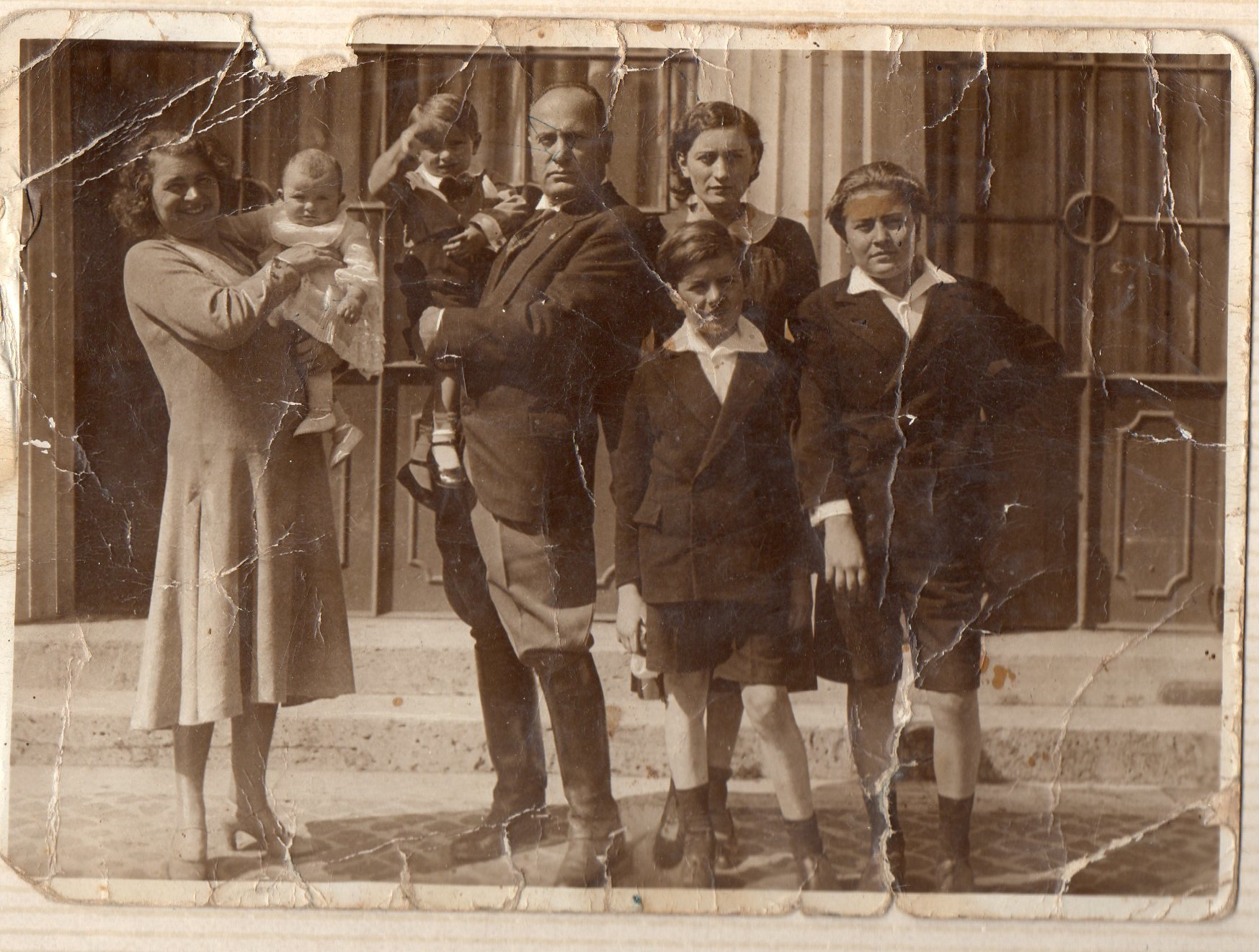
Mussolini, en culotte de cheval et bottes de cuir, pose en chef de famille nombreuse, unie et heureuse. La réalité est sensiblement différente.

Mussolini a épousé Rachele Guidi (1890-1979), petite paysanne romagnole, fille de la compagne de son père, en décembre 1915 après six ans de vie commune, d’abord civilement, puis religieusement en 1925, une fois devenu le chef du parti de l'ordre et le gardien des valeurs traditionnelles. Il a d’elle cinq enfants, Edda née en 1910, Vittorio (1916), Bruno (1918), Romano (1927) et Anna Maria (1929).
Rachele et ses enfants sont restés éloignés de la vie publique du Duce. Il faudra sept ans après son arrivée à Rome pour qu’elle soit autorisée à le rejoindre et à s’installer, avec lui et ses enfants, à la villa Torlonia où ils occupent des appartements séparés et où Mussolini aime prendre seul ses rapides repas. En 14 ans, elle n'est admise que deux fois au palais de Venise pour assister à des défilés militaires alors que Clara Petacci y a un appartement privé. La première apparition officielle de Donna Rachelle, sorte de titre de première dame, sera à l’occasion du mariage d’Edda avec Galeazzo Ciano, en 1930.
Il y a un accord tacite entre eux : Mussolini mène à sa guise sa vie personnelle tandis qu’elle s’occupe des enfants et administre le domaine (une prospère propriété agricole achetée en Romagne avec les revenus du Popolo d’Italia) et les ressources familiales, d’autant plus que son mari y est indifférent. Mussolini aime son optimisme, sa vitalité, son autorité dissimulée et d’autant plus efficace, son intuition mais, entre eux, la distance culturelle ne fait que s’élargir avec les années. Il gardera jusqu’à la fin beaucoup de tendresse pour elle. Quelques jours avant sa mort, il lui écrit :

« Chère Rachele. Me voici arrivé à la dernière phase de ma vie, à l’ultime page de mon livre. Peut-être ne nous reverrons-nous plus. Je te demande pardon pour tout le mal qu’involontairement je t’ai fait. Mais tu sais que tu as été la seule femme que j’ai vraiment aimée. Je te le jure devant Dieu et devant notre Bruno à ce moment suprême. Toi, avec les enfants, cherche à rejoindre la frontière suisse. Là-bas, vous vous ferez une vie nouvelle. »

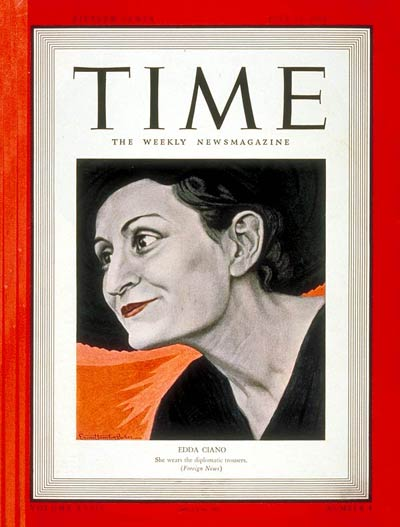
Edda Ciano fait la une du Time en 1939.

Edda Mussolini (1910-1995) est la fille préférée du Duce. Elle lui ressemble et il s’est beaucoup occupé d’elle dans son enfance quand son temps était moins pris par ses activités politiques et journalistiques. « Quiconque touche Edda, touche à la prunelle de mes yeux ! » a-t-il déclaré. Ses parents l’ont surnommée la « pouliche folle » (cavallina matta) à cause de son caractère rebelle, sa nature ardente et insoumise. Elle affirme avoir été la première femme en Italie à porter un pantalon, à fumer en public, ou encore à conduire une voiture. Sportive et courageuse (elle se sauvera à la nage de l’incendie d’un navire-hôpital pendant la guerre), elle aime le jeu, l’alcool, le tabac et les nuits passées au milieu d’admirateurs éméchés.
La première tentative pour la marier au fils d’un industriel échoue quand le futur gendre interroge Mussolini sur le montant de la dot : « Ma fille n’aura pas de dot, comme sa mère n’en a pas eu ». Elle épouse en 1930 Galeazzo Ciano, jeune diplomate et fils de l’amiral fasciste Costanzo Ciano, fils d’un marchand ambulant, héros de la Grande Guerre fait comte par le roi. Après la cérémonie, les deux époux partent en voyage de noces pour Capri et Mussolini les accompagne en décapotable pendant une trentaine de kilomètres sans gardes du corps « afin de pouvoir pleurer en paix au moment des adieux ».
Sur l’insistance d’Edda qui est fasciste, beaucoup plus que lui, Galeazzo sera nommé chef du service de presse de la présidence du Conseil, puis en juin 1936 ministre des Affaires étrangères. Edda luttera de toutes ses forces pour sauver son mari et rompra définitivement avec son père après l’exécution.
Mussolini a été beaucoup plus absent pour l’éducation de ses autres enfants. Ses deux fils aînés, Vittorio et Bruno se sont engagés dans l’armée de l’air au début de la guerre d’Éthiopie, comme lieutenant et sergent. Bruno sera tué accidentellement dans un vol de routine en 1941.
Mussolini a eu un autre fils, Benito Albino, qu’il a dû reconnaître en 1916 à la suite d'une procédure de reconnaissance en paternité engagée contre lui par Ida Dalser (1880-1937), une jeune autrichienne de Trente avec qui il a vécu en ménage avant la guerre, concurremment avec Rachele pour qui il opta finalement. Après la guerre, Ida Dalser lui intenta un procès qu’elle gagna et il dut lui verser une rente mensuelle de 200 lires. Devenue de plus en plus agressive, se faisant appeler signora Mussolini, elle fut déclarée démente lorsqu’il arriva au pouvoir et enfermée dans un asile psychiatrique où elle mourut en 1937. Benito Albino fut confié à un tuteur qui l’adopta et lui donna son nom. Engagé dans la marine, il fut envoyé en Chine en 1935. Il serait mort en 1940 ou 1942, les sources actuellement disponibles ne permettant pas de trancher.

## Distinctions

### Italiennes
| : Chevalier de l’ordre suprême de la Très Sainte Annonciade, 1924                                 |
| : Chevalier grand-croix de l’ordre des Saints-Maurice-et-Lazare, 1924                             |
| : Chevalier grand-croix de l’ordre de la Couronne d'Italie, 1924                                  |
| : Chevalier grand-croix de l’ordre militaire de Savoie, 7 mai 1936, décret royal numéro 177       |
| : Chevalier grand-croix de l’ordre colonial de l'Étoile d'Italie                                  |
| : Chevalier grand-croix de l’ordre de la Besa, Albanie                                            |
| : Chevalier grand-croix de l’ordre de Skanderbeg, Albanie                                         |
| : Grand-croix de l’ordre civil et militaire de l'Aigle romain, classe militaire, Royaume d'Italie |
| : Croix de la valeur militaire, Italie                                                            |
| : Médaille commémorative de la guerre italo-autrichienne 1915-1918                                |
| : Médaille commémorative italienne de la Victoire                                                 |
| : Médaille commémorative de l'unité d'Italie                                                      |
| : Médaille commémorative en or de la Marche sur Rome                                              |
| Croix d'ancienneté de service dans la milice volontaire pour la Sécurité nationale, 20 ans        |
| : Chef et grand chancelier de l'ordre civil et militaire de l'Aigle romain, 2 mars 1944, RSI      |
| : Chef et grand chancelier de l'ordre des saints patrons d'Italie, 11 février 1945, RSI           |

### Étrangères
| : Chevalier de l’ordre de l'Éperon d'or |
| : Chevalier grand-croix de l’ordre de Pie IX, |
| : Chevalier grand-croix de l’ordre du Saint Sépulcre, 1924 |
| : Grand-croix d'honneur et de dévotion du souverain militaire de l'ordre de Malte, ordre souverain militaire et hospitalier de Saint-Jean de Jérusalem, de Rhodes et de Malte, 2 avril 1923 |
| : Chevalier grand-croix en or et diamant de l’ordre de l'Aigle allemand, 25 septembre 1937                                                                                                  |
| Grand-croix de la Croix-rouge allemande, 1934 |
| Docteur honoris causa de l'université de Lausanne en 1937 |
| Grand-croix de la Croix-rouge allemande, classe spéciale en or et diamants, 1937 |
| : Grand-croix de la Légion d'honneur (Benito Mussolini l'a reçue à l'occasion de la foire de Milan, remise par le ministre du Commerce français Lucien Dior,, et n'en a pas été déchu).     |
| : Ordre de Lāčplēšis, Lettonie |
| : Chevalier grand-croix de l'ordre du Bain, Royaume-Uni, 1923, retiré en 1940 |
| : Croix de la Liberté [VR III/1], Estonie |
| : Chevalier grand-croix de l'ordre de la Croix du Sud, Brésil, 12 janvier 1934 |
| : Chevalier de l'ordre des Séraphins, Suède |
| : Chevalier de l'ordre de l'Éléphant, Danemark |
| : Chevalier collier de l'ordre de Charles III, Espagne, 25 février 1924 |
| : Grand cordon de l'ordre du Chrysanthème, Japon |
| : Chevalier grand-croix de l'ordre de l'Étoile de Roumanie, Roumanie |
| : Chevalier grand-croix de l'ordre du Sceau de Salomon, Éthiopie |

## Œuvres
- La Filosofia della forza (1908) ;
- La Santa di Susà (opuscule d'une interview recueilli comme journaliste et publié le 12 juin 1909) ;
- Claudia Particella, l'amante del Cardinal Madruzzo (roman paru par épisodes sur le Il Popolo pendant 57 jours à partir du 20 janvier 1910) ; trad. fr. Auda Isarn, 163 p., 2007.
- La Tragedia di Mayerling (1910) non publié ;
- Il Trentino veduto da un socialista (1911) ;
- L'Amante del cardinale(1911) ;
- La mia vita (1911-12) ;
- Giovanni Huss il veridico (1913) ;
- Vita di Arnaldo (1932) ;
- Scritti e discorsi (1914-39, 12 vol.) ;
- Parlo con Bruno ou Je parle avec Bruno, publié par Il Popolo d'Italia soit Le Peuple de l'Italie, 1941 ;
- Il tempo del bastone e della carota (1944 - Recueil d'articles publiés dans le Corriere della Sera entre 1940 et 1943) ;
- Pensieri pontini e sardi (1943) ;
- Storia di un anno (il tempo del bastone e della carota) (1944).

## Documentaires
- 1962 :
  - Benito Mussolini de Pasquale Prunas
  - All'armi siam fascisti de Lino Del Fra Lino Miccichè et Cecilia Mangini
- 1970 : Men of our time: Mussolini de Alan J. P. Taylor
- 1989 : Fascist Legacy de Ken Kirby
- 2004 : Mussolini, Churchill e cartoline de Villi Hermann
- 2018 : Dictateurs, mode d'emploi épisode Benito Mussolini de Mark Stevenson
- 2019 : Mussolini, la révolution noire de Edoardo Malvenuti
- 2021 : Mussolini, le premier fasciste de Serge de Sampigny
- 2022 : Le Maire, Mussolini et le musée de Piergiorgio Curzi
- 2024 : Mussolini est-il toujours vivant ? de Pietro Suber

#### Sur Mussolini
- François Beauval, Mussolini, vie et mort d'un dictateur, Genève, 1971
- André Brissaud, Mussolini, le fascisme, Paris, éd. Robert Langeac, 1976
- Christopher Hibbert, Mussolini, J'ai lu
- Pierre Milza, Mussolini, Paris, Fayard, 1999, 985 p. (ISBN 2-213-60447-9).
- Didier Musiedlak, Mussolini, Paris, Presses de Sciences Po, 2004, 436 p. (ISBN 2-7246-0806-2)
- Michel Ostenc, Mussolini. Une histoire du fascisme italien, Paris, Ellipses, 2013, 331 p. (ISBN 978-2-7298-8336-2)
- Margherita Sarfatti, Mussolini, L'Homme et le Chef : traduit de l'italien par Maria Croci et Eugène Marsan, Paris, Éditions Albin Miche, 1927, 365 p.
- Denis Mack Smith, Mussolini, Paris, Flammarion, 1981, 495 p. (ISBN 2-08-064655-9).
- Chroniques de l'Histoire, Mussolini, Paris, éditions Broché, 2000, 495 p. (ISBN 2-905969-92-X).
- Max Schiavon, Mussolini, un dictateur en guerre, Perrin, 2016, 270 p.
- Maurizio Serra, Le mystère Mussolini, Éditions Perrin, 2021, 460 p. (ISBN 978-2-262-08171-3). .

#### Publications en italien
- (it) Pierluigi Baima Bollone, Le ultime ore di Mussolini, Milan, Mondadori, 2005.  (ISBN 88-04-53487-7)
- (it) Pierluigi Baima Bollone, La psicologia di Mussolini, Milan, Mondadori, 2007.  (ISBN 978-88-04-56423-2)
- (it) Pier Luigi Bellini delle Stelle, Dongo: la fine di Mussolini, Milao, Mondadori, 1962.
- (it) Giovanni Cecini, I soldati ebrei di Mussolini, Milano, Mursia, 2008.  (ISBN 978-88-425-3603-1)
- (it) Pietro Ciabattini, Il Duce, il Re e il loro 25 luglio, Bologne, Lo Scarabeo, 2005.
- (it) Richard Collier, Duce! Duce! Ascesa e caduta di Benito Mussolini, Mursia, 1983.  (ISBN 88-425-8658-7)
- (it) Renzo De Felice, Mussolini il rivoluzionario: 1883-1920, Einaudi, 1995.  (ISBN 88-06-13990-8)
- (it) Renzo De Felice, Mussolini il fascista, Einaudi, 1995.
- (it) Renzo De Felice, Mussolini l'alleato, 1940-1945, Einaudi.
- (it) Renzo De Felice, Storia del Fascismo, Luce/Libero, 2004.
- (it) Mimmo Franzinelli, Il duce proibito: le fotografie di Mussolini che gli italiani non hanno mai visto, Milan, Mondadori, 2005.  (ISBN 88-04-54979-3)
- (it) Aurelio Lepre, Mussolini l'italiano : il duce nel mito e nella realtà, 2a ed., Milan, Laterza, 1997.  (ISBN 88-04-42682-9)
- (it) Sergio Luzzatto, Il corpo del duce. Un cadavere tra immaginazione, storia e memoria, Einaudi, 1998
- (it) Sergio Luzzatto, L'immagine del duce. Mussolini nelle fotografie dell'Istituto Luce, Editori Riuniti, 2001
- (fr) Sergio Luzzatto, Le corps du Duce, Gallimard, 2014
- (it) Indro Montanelli, Il buonuomo Mussolini, Milan, Edizioni riunite, 1947.
- (it) Romano Mussolini, Il duce, mio padre, Rizzoli, 2004.  (ISBN 88-17-00848-6)
- (it) Romano Mussolini, Ultimo atto - Le verità nascoste sulla fine del duce, Rizzoli, 2005.  (ISBN 88-17-00745-5)
- (en) Paul O'Brien, Mussolini in the First World War. The Journalist, The Soldier, The Fascist, Oxford, Berg Publishers, 2005.
- (it) Marco Palla, Mussolini e il fascismo, Florence, Giunti, 1994.  (ISBN 978-88-09-20272-6)
- (it) Luisa Passerini, Mussolini immaginario: storia di un biografia, 1915-1939, 2a ed., Laterza, 1991.  (ISBN 88-420-3738-9)
- (it) Arrigo Petacco, L'uomo della provvidenza, Mondadori, 2004.  (ISBN 88-04-53466-4)
- (it) Giorgio Pisanò, Gli ultimi cinque secondi di Mussolini, Milan, Il saggiatore, 1996.  (ISBN 88-428-0350-2)
- (it) Antonello Spinosa, Mussolini. Il fascino di un dittatore, Milan, Mondadori, 1989.  (ISBN 978-88-04-43290-6)
- (it) Marcello Staglieno, Arnaldo e Benito, due fratelli, Mondadori, 2004.
- (it) Remigio Zizzo, Mussolini. Duce si diventa, Gherardo Casini Editore, 2003/2010.

#### Sur la période
- Serge Berstein et Pierre Milza, Le Fascisme italien, 1919-1945, Seuil, Points Histoire, 1980 (ISBN 2-02-005513-9).
- (it) Lorenzo Del Boca, Italiani, brava gente? Un mito duro a morire, Vicence, Neri Pozza Editore, 2005 (ISBN 88-545-0013-5). Italiens, braves personnes ? un mythe dur à mourir
- Marc Ferro, Ils étaient sept hommes en guerre, éd. Robert Lafont, 2007.
- (it) Emilio Gentile, Fascismo. Storia e interpretazione, Laterza, 2002-2005.
- (it) Indro Montanelli, L'Italia in Camicia Nera, Rizzoli, 1977.  (ISBN 88-17-42017-4)

#### Ouvrages généraux
- Ian Kershaw, Choix fatidiques. Dix décisions qui ont changé le monde, 1940-1941, Paris, Seuil, coll. « L'Univers historique », 2009 (ISBN 978-2-02-080325-0)

#### Littérature
- Antonio Scurati, M. L'Enfant du siècle, Les Arènes, 2020.

### Filmographie

#### Cinéma
- 1923 : La Ville éternelle de George Fitzmaurice, Mussolini joue son propre rôle[190]
- 1925 : Les Chemins de la force et de la beauté, Mussolini joue son propre rôle
- 1935 : Les Cent Jours de Franz Wenzler, scénario par Benito Mussolini[191]
- 1938 : Inside Nazi Germany de Jack Glenn, image d'archive
- 1940 : Le Dictateur de Charlie Chaplin, Jack Oakie parodie Mussolini[N 23]
- 1942 : The Ducktators de Norman McCabe, joué par Michael Maltese
- 1943 : 
  - Der Fuehrer's Face de Jack Kinney, acteur non crédité
  - That Nazty Nuisance de Glenn Tryon, joué par Joe Devlin
- 1962 : Mon ami Benito de Giorgio Bianchi, images d'archives
- 1974 : Les Derniers Jours de Mussolini de Carlo Lizzani avec Rod Steiger
- 1976 : L'aigle s'est envolé de John Sturges, image d'archive
- 1978 : Quando c'era lui...caro lei! de Giancarlo Santi
- 1981 : Le Lion du désert de Moustapha Akkad, joué par Rod Steiger
- 1993 : Il giovane Mussolini de Gianluigi Calderone avec Antonio Banderas
- 2009 : Vincere de Marco Bellocchio, joué par Filippo Timi
- 2018 : Sono Tornato de Luca Miniero, joué par Massimo Popolizio
- 2020 : Le Poète et le Dictateur de Gianluca Jodice, joué par Vincenzo Pirrotta
- 2021 : L'Étau de Munich de Christian Schwochow, joué par Domenico Fortunato
- 2022 : Pinocchio de Guillermo del Toro et Mark Gustafson, joué par Tom Kenny.

#### Télévision

##### Série
- 1985 : La Chute de Mussolini de William A. Graham
- 2002 : Clone High, acteur non crédité.
- 2024 : Son of The Century de Joe Wright, joué par Luca Marinelli

##### Téléfilm
- 1985 : Io e il Duce d'Alberto Negrin, joué par Bob Hoskins

### Jeux vidéo
- 2024 : Indiana Jones et le Cercle ancien, il apparait comme personnage.
- 2016 : Hearts of Iron IV, il est le principal dirigeant de l’Italie fasciste.